# Abbaye aux Hommes
Pour les articles homonymes, voir Abbaye Saint-Étienne.
L'abbaye aux Hommes, ou abbaye Saint-Étienne de Caen, est une des deux grandes abbayes, avec l'abbaye aux Dames, fondées par Guillaume de Normandie le futur conquérant, vers 1060, à Caen, dans le département du Calvados, en région Normandie.
L'ancienne église abbatiale Saint-Étienne est devenue église paroissiale après la Révolution. Les bâtiments conventuels transformés en lycée au XIXe siècle abritent depuis les années 1960 l'hôtel de ville. L'abbaye offre un très bel ensemble architectural construit entre les XIe et XVIIIe siècles et l'impact de l'église Saint-Étienne de Caen est essentiel sur l'histoire de l'art en Normandie et en Angleterre. L'église est classée au titre des monuments historiques sur la liste de 1840, le cloître et les bâtiments conventuels en 1911 et les autres constructions inscrites en 1927 et 1928.

## Localisation
L'abbaye aux Hommes est située dans la commune de Caen, dans le département français du Calvados. Elle s'élève à l'ouest du centre-ville ancien et donna le nom de Bourg-l'abbé au quartier qui l'entoure.

## Historique

### Les débuts de l'abbaye (auXIesiècle)

#### Le contexte de la fondation de l'abbaye

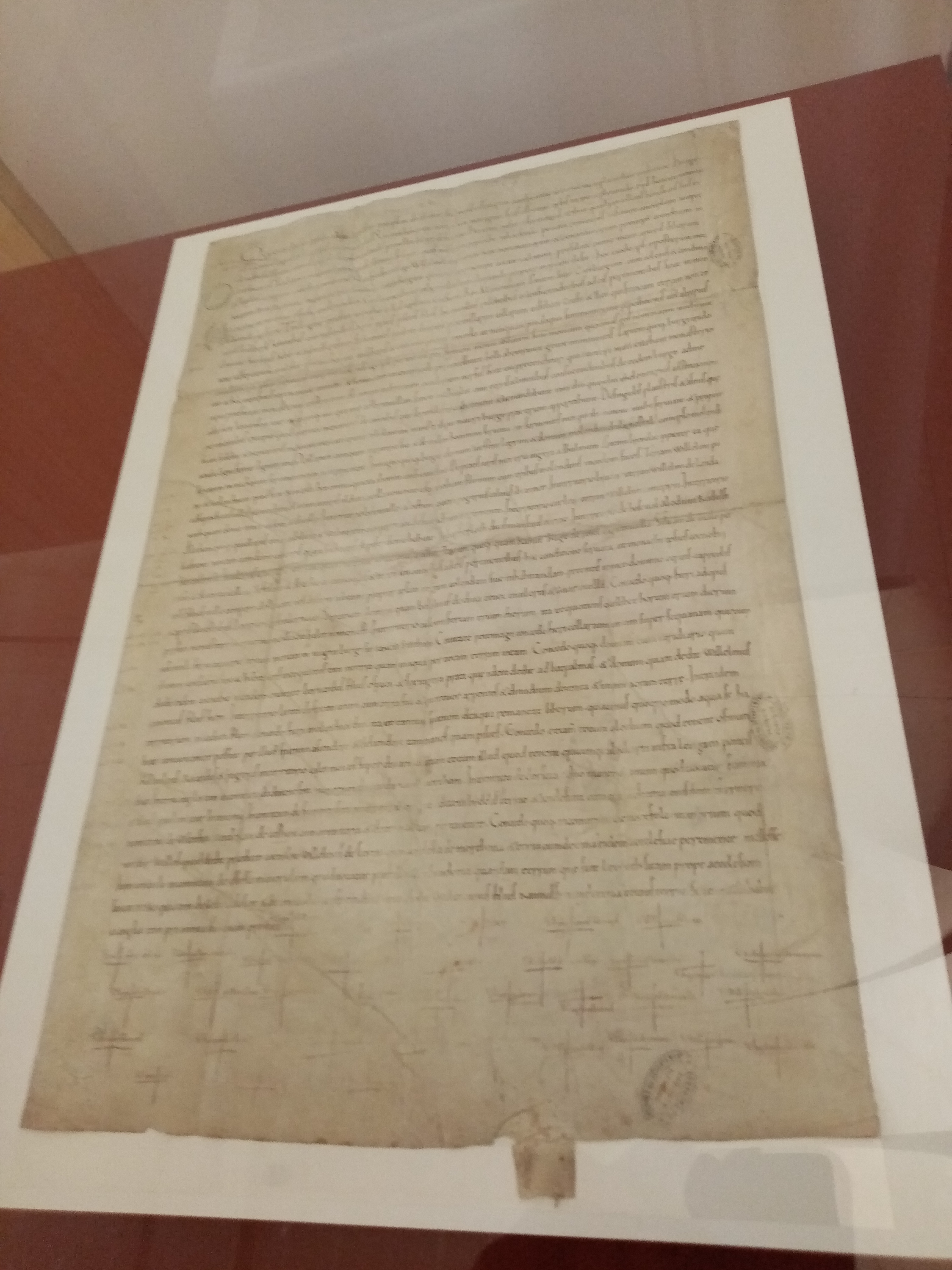
La charte de fondation.

Vers 1047, selon Orderic Vital, Guillaume de Normandie épouse Mathilde de Flandre. Mais le pape Léon IX l'interdit au concile de Reims tenu en octobre 1049, prenant comme prétexte que les deux époux seraient parents à un degré interdit par le droit canonique. Le mariage peut toutefois être accepté par le pape si une dispense est demandée, ce que Guillaume n'a pas fait.
L'archevêque de Rouen Mauger, son « demi oncle » (fils de Richard II et de la concubine Pépia), qui était son tuteur et qui apprécie peu de perdre son tutorat, lance une excommunication contre le couple. En 1059, Lanfranc de Pavie, écolâtre de l'abbaye du Bec, principale personnalité intellectuelle de Normandie, est envoyé à Rome pour négocier le pardon auprès du pape Nicolas II. Michel de Boüard est allé à Rome pour rechercher les preuves de l'excommunication papale, et n'a pas trouvé trace de sanction[réf. nécessaire]. Le couple est officiellement marié en 1053 selon Grégoire de Tours ou en 1063 selon Orderic Vital.
Il existe d'autres raisons politiques à la fondation de l'abbaye. Guillaume est le fils de Robert Ier de Normandie, dit le Magnifique, et de sa concubine ou épouse more danico, Arlette. Il est présenté officiellement aux barons en 1034 avant le départ de son père en pèlerinage à Jérusalem. Robert meurt en juillet 1035 à Nicée, sur la route du retour, et Guillaume, alors âgé de sept-huit ans seulement, devient duc de Normandie. Sa légitimité est fragile et il doit combattre pendant toute la première partie de son règne les barons de Normandie, qui le considèrent comme bâtard. Le duc remporte une victoire importante en 1047 à la bataille de Val-ès-Dunes, à une douzaine de kilomètres au sud-est de Caen. Lors de la bataille de Varaville, à moins d'une vingtaine de kilomètres au nord-est de Caen, en 1057, le duc remporte une victoire décisive. Ces batailles l'inclinent fortement à construire une importante place forte au centre du duché en même temps qu'un glacis sur les frontières bretonnes. Il cherche donc à asseoir davantage son autorité sur la basse Normandie où la rébellion a été la plus forte[réf. nécessaire].
Cela passe par la construction de châteaux, mais également par la fondation d'abbayes, selon un schéma classique en Normandie depuis le Xe siècle. Le duc décide donc de densifier le réseau d'établissements monastiques en Basse-Normandie, alors beaucoup plus lâche que dans la vallée de la Seine mieux contrôlée par les ducs de Normandie. Ce mouvement permet ainsi de combler le vide laissé par les raids Vikings dans cette région où de nombreux établissements préromans n'ont pas survécu, et où les fondations nouvelles tardent à s'épanouir.
L'abbaye aux Hommes et l'abbaye aux Dames, fondée à l'est de la ville, ont toutefois dans ce dispositif une place privilégiée. En effet, sur les dix-huit abbayes élevées durant le règne de Guillaume le Conquérant, seules deux, celles de Caen, sont fondées directement par le duc lui-même, les autres étant créées par des seigneurs locaux et reconnues ensuite par le duc. La fondation des deux abbayes caennaise, en plus de celle du château de Caen, s'inscrit donc dans un dessein politique plus large qui vise à faire de Caen un point d'appui plus proche de la sédition que Rouen qui se trouve dans la partie orientale du duché. En choisissant de s'y faire inhumer — en 1083 à l'abbaye aux Dames pour Mathilde de Flandre et en 1087 à l'abbaye aux Hommes pour Guillaume le Conquérant — Guillaume et Mathilde inscrivent dans la durée l'attention des ducs-rois non seulement pour l'abbaye, mais également pour la ville de Caen qui, d'un gros bourg de constitution anarchique, devient la capitale secondaire de la Normandie. Les descendants de Guillaume confortent ensuite le lien des deux abbayes avec la dynastie ducale et royale. Ainsi, fait exceptionnel, Guillaume le Roux dépose les insignes royaux (couronnes et sceptres) de ses parents aux trésors des deux abbayes où ils sont inhumés.

#### La fondation de l'abbaye
Vers 1064, selon Orderic Vital, Guillaume décide de la fondation d'une abbaye qu'il dédie à saint Étienne, premier martyr. L'abbaye Saint-Étienne de Caen, « SANCTS STEPHANUS CADOMEUSIG », est placée sous la règle de Saint-Benoît. Elle est couramment nommée abbaye aux Hommes pour la distinguer de l'abbaye de la Sainte-Trinité, dite aux Dames, établissement de bénédictines fondé à la même époque à l'est de la ville.
L'abbaye est implantée à l'ouest de la ville de Caen. Certains textes anciens affirment que l'abbaye a été implantée à l'emplacement d'une chapelle Saint-Étienne plus ancienne. Le choix de ce site peut en effet interroger. Situé à proximité de l'Odon, le terrain est marécageux et le sol instable. Mais la présence de ce lieu de culte plus ancien n'est seulement qu'une hypothèse sans source écrite crédible ou archéologique pour la corroborer[réf. nécessaire]. Est ainsi créé un quartier nouveau, le Bourg-l'Abbé qui se trouve sur des terrains de paroisses appartenant à la cathédrale de Bayeux. Cette dernière les cède à la reine Mathilde de sorte que les moines de l'abbaye aux Hommes se trouvent sous la dépendance spirituelle de l'abbesse de Caen. C'est pour se soustraire à cette dépendance qu'ils construisent l'église Saint-Nicolas de Caen pour les paroissiens du Bourg-l'Abbé. En 1083, soixante-douze maisons sont recensées dans le bourg.
Le duc confie la construction à Lanfranc qui avait donné son avis au bienheureux Herluin pour la reconstruction de l'abbaye Notre-Dame du Bec. Il le nomme abbé de Saint-Étienne le 15 juin 1066 et archevêque de Cantorbéry en 1070,.
En 1066, Guillaume, désormais roi d'Angleterre, dote l'abbaye d'une charte . La fondation est reconnue par une bulle pontificale d'Alexandre II en 1068.

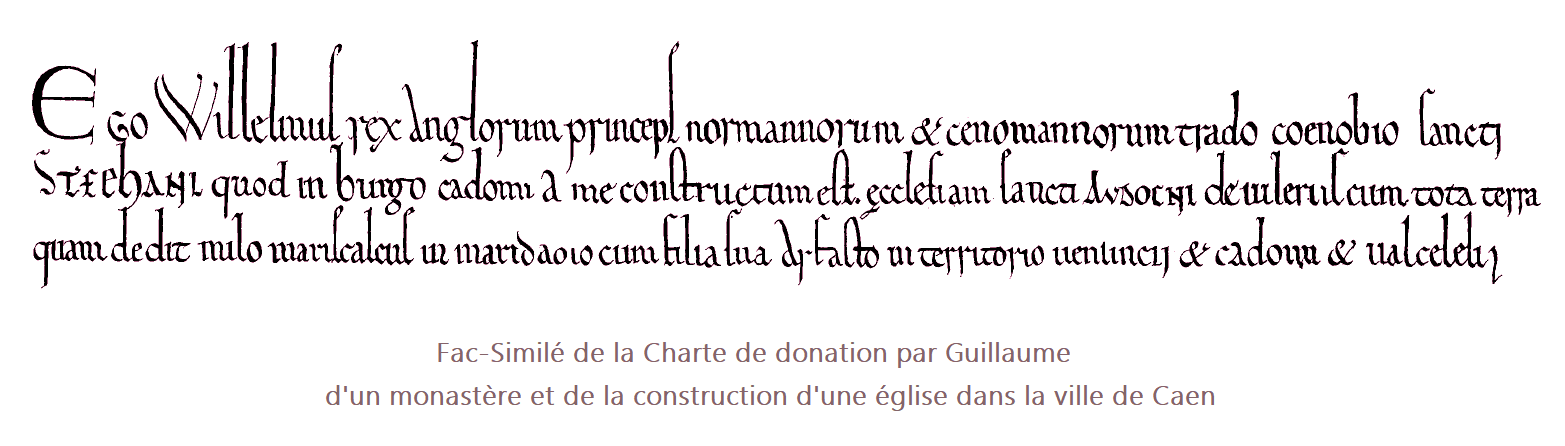
Charte de fondation.

L'abbaye est construite entre 1065 et 1083. La conquête normande de l'Angleterre, en 1066, en apportant des moyens supplémentaires, mais aussi la présence de carrières de pierre à ciel ouvert à proximité, expliquent la rapidité de cette construction.

#### La construction de l'abbaye

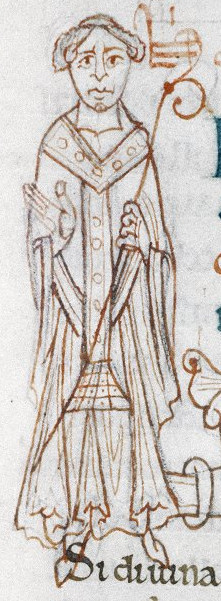
Lanfranc.

Le chroniqueur Guillaume de Poitiers décrit la fondation de l'abbaye par Guillaume le Conquérant : « Pour l'établir abbé du monastère de Caen, il lui fallut user, pour ainsi dire, d'une pieuse contrainte ; car Lanfranc s'y refusait moins par amour pour l'humilité, que par crainte d'un rang trop élevé. Ensuite, Guillaume le Conquérant enrichit ce monastère de domaines, d'argent, d'or et de divers ornements ; il le fit construire à petits frais, d'une grandeur et d'une beauté abordable, et peu digne du bienheureux martyr Étienne, par les reliques duquel il devait être honoré et auquel il devait être consacré. »[réf. nécessaire]
Le 25 décembre 1066, Guillaume est couronné roi d'Angleterre, Caen se trouve placé entre les deux moitiés de l'État anglo-normand. Les armoiries de Saint-Étienne mi-parti d'Angleterre et Normandie, en usage jusqu'au début du XVIIe siècle, en garde la mémoire. L'extraordinaire réussite matérielle des Normands parait dans l'abbaye et si le plan ambitieux a sans doute été conçu avant la conquête de l'Angleterre, le succès foudroyant de 1066 a permis son exécution rapide car Guillaume n'a pas hésité à spolier au profit des abbayes de Caen la principale fondation de Harold, à Waltam en Essex, et elles ont pu recueillir pendant trois siècles, les redevances de nombreux villages anglais et du quartier de la City de Londres.
Dans les chartes de fondations qui sont complétées par ses principaux barons, Guillaume le Conquérant prouve l'attachement qu'il porte à cette réalisation. Il donne pour assurer les besoins du culte : Cheux, Rots, Fleury-sur-Orne, Étavaux, Ifs, Hubert-Folie, Bourguébus, Bras, Dives et Cabourg avec les hommes, les moulins, les eaux, les prairies, les pâturages, les forêts, les revenus et les coutumes. Toute la partie de Bourg-l'Abbé depuis le mur de l'ouest en suivant la route du Vieux-Saint-Étienne à Bayeux et celle de Bretteville-sur-Odon, ainsi que toutes les terres et les droits coutumiers est également donnée à l'abbaye. Il ajoute le lit du Viel Odon depuis Venoix jusqu'à l'Orne, les forêts de Maupertuis, de Torteval, de Foulognes et du Quesnay avec les eaux, terres et toutes les dépendances. Enfin le duc accorde un droit de marché à Baupte, une foire de trois jours à Caen, un cellier sur la Seine à Rouen quitte de tous droits.
Il donne en Angleterre dans le Devon, le manoirs de Northam, dans le Dorset, les manoirs de Frampton et Biencome, dans le Wiltshire, l'église de Cosham avec les territoires et les dîmes, dans le Norfolk, le manoir de Welles, avec l'église de Morton, et le manoir de Pansfeld, ainsi qu'une maison et des terres à Londres. Aux dons du duc s'ajoute ceux des barons, tel que Roger de Montgomery qui donne le bois de Trun et une forêt, ou Robert de Mortain, frère du duc qui offre la ville d'Hutteville.
La stabilité de l'État normand et la fermeté des institutions permettent la création de nouvelles constructions. Le duc doit affirmer son autorité, les bâtiments témoignent de sa grandeur et de sa noblesse et incarnent la majesté de son pouvoir.
Tout est en place pour construire : les territoires capables d'apporter le bois des charpente et des échafaudages, les paroisses avec des carrières de pierre à Fleury-sur-Orne et Bretteville-sur-Orne car la mise en œuvre des nouvelles techniques comme le mur épais normand nécessite une grande quantité de pierre, les revenus pour payer les ouvriers et la justice pour gérer les litiges.
Les moyens pour construire mis en place, il faut trouver des intellectuels capables d'avoir la culture nécessaire, une vision complète du projet et des détails dans le respect de la règle de saint Benoît, la connaissance de la géométrie, l'exacte disposition des bâtiments conventuels autour de l'église chœur de l'abbaye, du langage de l'architecture qui se développe dans toutes ses parties, de transmettre oralement la typologie du bâtiment le plus important : l'église avec son plan bénédictin que l'on retrouve dans de nombreuses églises de France, Italie, Allemagne et Angleterre.[réf. nécessaire]
Il y avait certainement dans tous les grands Ordres, des religieux spécialisés de la construction des églises en plus de moines capables de diriger les ouvriers spécialisés et l'ensemble du chantier.[réf. nécessaire]
Les clercs italiens comme Guillaume de Volpiano, Lanfranc de Pavie, Anselme de Cantorbéry mettent grâce à leurs disciples normands, les apports lombards et bourguignons, l'appui indéfectible des ducs, le duché au premier rang de la civilisation intellectuelle et architecturale des XIe et XIIe siècles du monde occidental.

#### Les dédicaces de l'abbaye

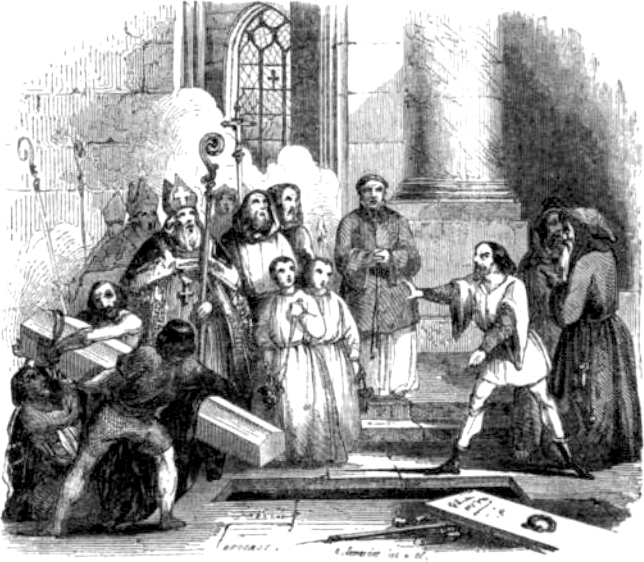
Représentation au XIXe siècle de l'enterrement de Guillaume le Conquérant.

Selon les chroniques, l'abbaye est dédicacée plusieurs fois, en 1073, 1077, 1081 et 1086,.
La  dédicace la plus solennelle a lieu, selon Orderic Vital, le 13 septembre 1077. C'est le deuxième abbé de Saint-Étienne, Guillaume Bonne-Âme qui assiste à la dédicace de l'église. La solennité est présidée par l'archevêque Jean d'Avranches, entouré des évêques ses suffragants et d'un grand nombre d'abbés et de seigneurs. Elle a lieu en présence du roi et de la reine Mathilde, de leur fils Robert, de Lanfranc, archevêque de Canterbury et de Thomas, archevêque d'York. Des reliques de saint Etienne sont placées dans une châsse. On place sur l'autel la grande charte de fondation et les autres chartes des vassaux qui avec leurs nouvelles richesses dues à la conquête ajoutent de nouveaux dons.
Le 9 septembre 1087, Guillaume le Conquérant meurt à Saint-Gervais de Rouen. Son corps est transporté à Caen pour être inhumé dans l'église Saint-Étienne. L'épitaphe latine, sur le tombeau érigé au début du XIXe siècle, indique : « Hic sepultus est invictissimus Guillelmus Conquestor, Normanniæ Dux, et Angliæ Rex, hujus ce Domus, CONDITOR, qui obiit anno M . LXXXVII [millesimo octagesimo septimo] », ce qui signifie : « Ici a été enterré Guillaume le Conquérant jamais vaincu, Duc de Normandie et Roi d'Angleterre, et FONDATEUR de cette Abbaye, qui mourut en l'an 1087 ».

### L'abbaye au cours du Moyen Âge (duXIIIeauXVesiècles)

#### L'abbaye auXIIeauXIVesiècles
Les enfants de Guillaume le Conquérant agrandissent le patrimoine de l'abbaye. Robert Courteheuse donne une foire et un marché à Cheux. Guillaume le Roux accorde des terres dans le Somerset. De nombreux autres seigneurs font également des dons. L'abbaye devient ainsi une des plus riches du duché. L'abbaye pouvait ainsi compter sur les nombreux revenus tirés de leur domaine (dîmes, droits de marché, de tonlieu, de travers, de péage, de passage, de champart, etc.).
L'abbaye avait le droit de juger les hommes avec la basse et la haute justice sur les terres seigneuriales données à l'abbaye. À côté de la porte de l'abbaye, sont construits un auditoire, afin de rendre justice, et des geôles. Des sénéchaux, prévôts, percepteurs, agents-voyers, gardes préposés à leurs propriétés rurales, avoués et vidames permettent l'administration de ce domaine.
Le pape Alexandre II accorde en 1068 sa protection et le privilège d'exemption. Bien que située dans le diocèse de Bayeux, dans la province ecclésiastique de Rouen, l'abbaye ne dépend pas des évêques de Bayeux, mais du pape directement. Ce droit est confirmé par Adrien IV vers 1154. Finalement, l'abbaye étend son patronage (droit de collation directe ou droit de présentation) sur plus de cinquante églises, prieurés et chapelles.
Par ailleurs, l'évêque de Bayeux Odon confère à l'abbaye ses droits épiscopaux sur treize églises. Ces privilèges sont confirmés par les successeurs d'Odon, Philippe d'Harcourt et Henri II. Ils sont également reconnus par les archevêques de Rouen et par les papes Alexandre III, Honoré III et Clément VI.
À la fin mai 1204, le roi de France Philippe Auguste occupe Caen. Il incorpore au domaine royal la partie continentale du duché de Normandie, coupant ainsi le lien historique de cette dernière avec la couronne d'Angleterre. Les abbayes caennaises conservent toutefois leur patrimoine anglais jusqu'au début du XVe siècle.
Le 9 novembre 1256, lors de sa visite, l'archevêque de Rouen, Eudes Rigaud trouve soixante-trois moines dans le monastère, tous prêtres sauf trois et fait des remontrances sur leur comportement.
Le roi Philippe III le Hardi soumet l'abbaye à une taxe en 1278 et constitue des fieffermes au profit de l'abbaye dans une charte de 1282. Son fils Philippe IV le Bel taxe à nouveau l'abbaye en  1293.
L'église fait l'objet d'importants travaux. Le chœur est entièrement reconstruit dans le style gothique, la chapelle Halbout est ajoutée au nord de la nef et les flèches sont érigées sur les tours de façade.
Au XIIIe siècle, l'actuel palais ducal est élevé dans la cour ouest. À ses côtés, la seconde porte de l'abbaye, au-dessus de laquelle se trouvait l'auditoire, dataient probablement de cette époque et a été modifiée au XIVe siècle. En face de la porte, au sud de la cour, le moulin a probablement été construit à la même époque.
La salle des gardes est construite au XIVe siècle. Perpendiculairement à cette salle, est bâtie une grande galerie, dite « salle verte », prolongée par une chapelle sur deux niveaux,.
- Bâtiments construits au XIIIe et XIVe siècles

"Bâtiments
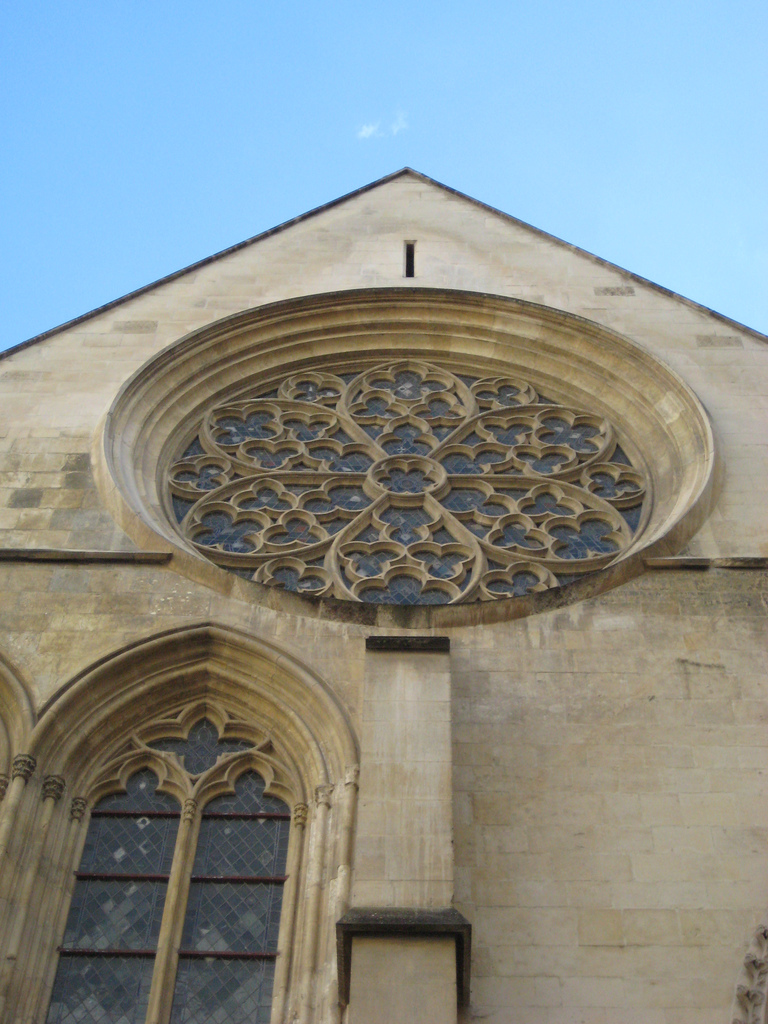
Rosace de la salle des gardes.
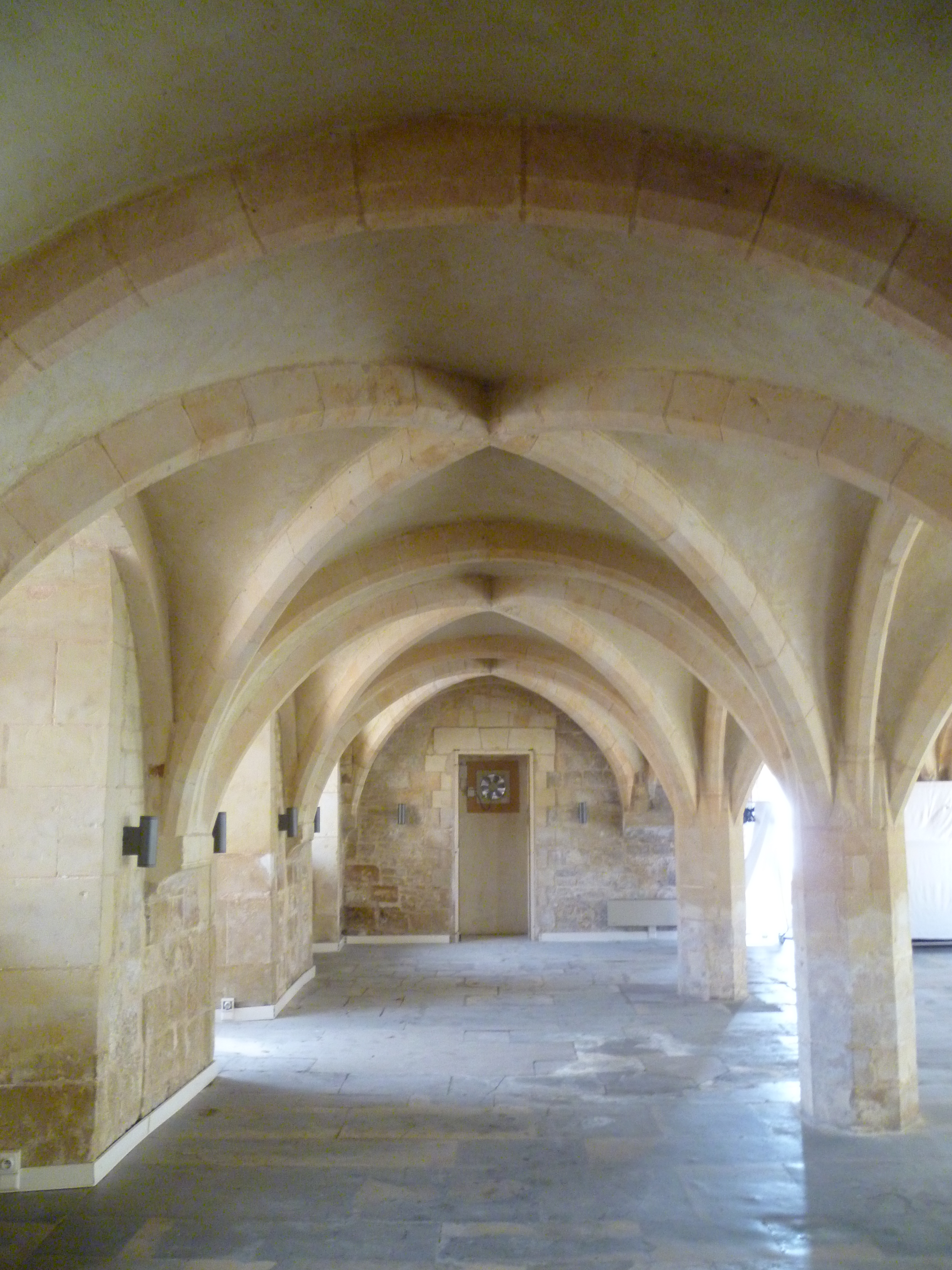
Rez-de-chaussée du palais ducal.
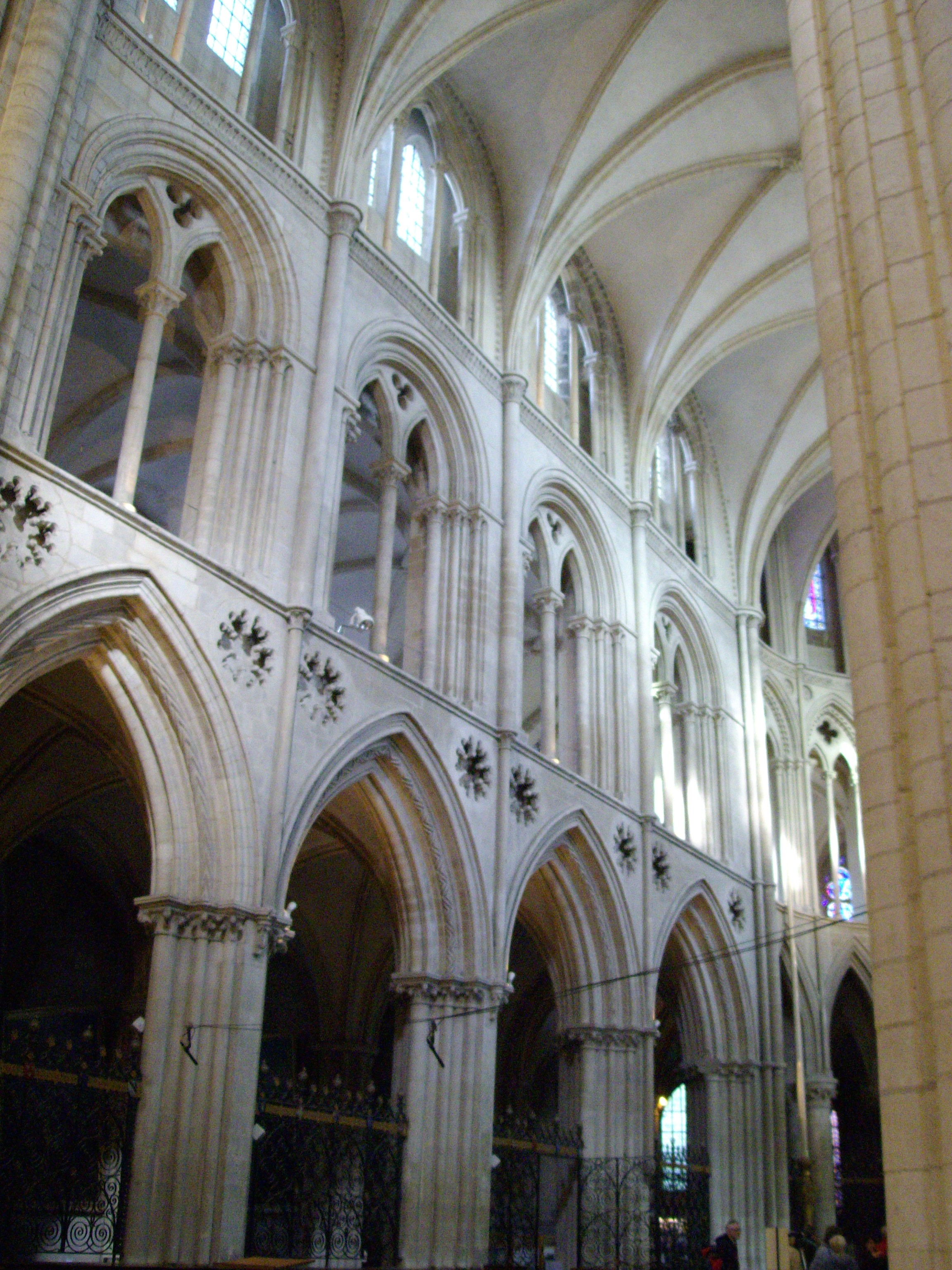
Chœur gothique de l'église.
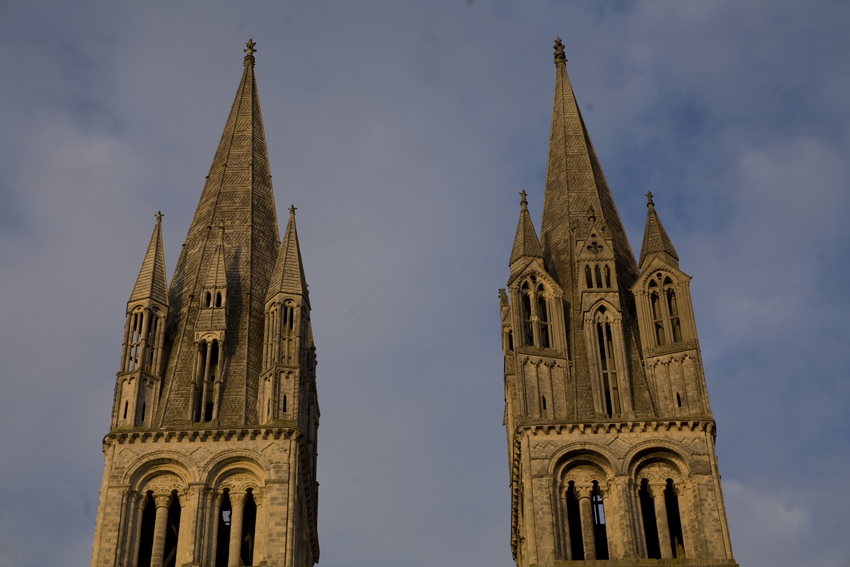
Flèches des tours du portail ouest de l'église.

#### L'abbaye dans la guerre de Cent Ans
La guerre de Cent Ans met l'abbaye en première ligne des combats. Henri IV confisque les possessions des abbayes françaises en Angleterre pour subventionner la reprise de la guerre,. Après avoir été pillée en 1346 par les Anglais, en même temps que la ville, et par les Français, à la suite de la reprise de Caen, les religieux reçoivent, en 1347, l'ordre du roi de France de fortifier l'abbaye de « murs et fossés » ; Saint-Étienne se trouvant en dehors des fortifications de la ville. Jean II, qui séjourne dans l'abbaye, ordonne en 1354 la continuation des travaux de défense,. En 1361, les abbayes françaises retrouvent leurs droits sur leurs biens anglais.
Mi-août 1417, Henri V s'établit pour faire le siège de Caen. Le frère du roi, le duc de Clarence, part vers les faubourgs de la ville à la tête de mille cavaliers. Les défenseurs de l'abbaye saint-Étienne envisagent de miner les piliers et les tours de l'église et d'incendier l'abbaye afin de retarder son avancée. Prévenu par un moine de l'abbaye, le duc de Clarence s'empare sans coup férir de l'abbaye peu défendue. Henri V établit son quartier-général dans l'abbaye et se sert des tours de l'église comme poste d'observation. L'artillerie anglaise est placée sur la tour-lanterne de l'église,. Le 22 août, les moines qui ont fuit l'abbaye au début du conflit sont autorisés à retourner dans l'abbaye. La ville tombe le 4 septembre et le roi quitte l'abbaye pour assiéger le château de Caen qui capitule le 19 septembre. Le 12 septembre, le roi accorde à l'abbaye son pardon complet .
Les Anglais s'établissent durablement à Caen. En 1424, les abbayes perdent définitivement leurs droits sur les prieurés et les revenus considérables qui en découlaient. En 1433, Henri VI ordonne l'arasement des murailles de l'abbaye du côté de la ville afin d'établir un pont avec la muraille de cette dernière. En 1434, une armée venue de la plaine de Caen, du Bessin et du bocage tente, sans succès, de reprendre la ville. Une partie de l'enceinte de l'abbaye est alors démolie et l'abbaye pillée par les Anglais,.
Après un nouveau siège de Caen, le roi de France Charles VII reprend la ville le 11 juin 1450. En 1455, l'abbaye obtient l'autorisation de relever ses murailles,. Pour ce faire, ils obtiennent en 1462 de la part de Louis XI un droit d'octroi.

#### L'abbaye après le retour à la France

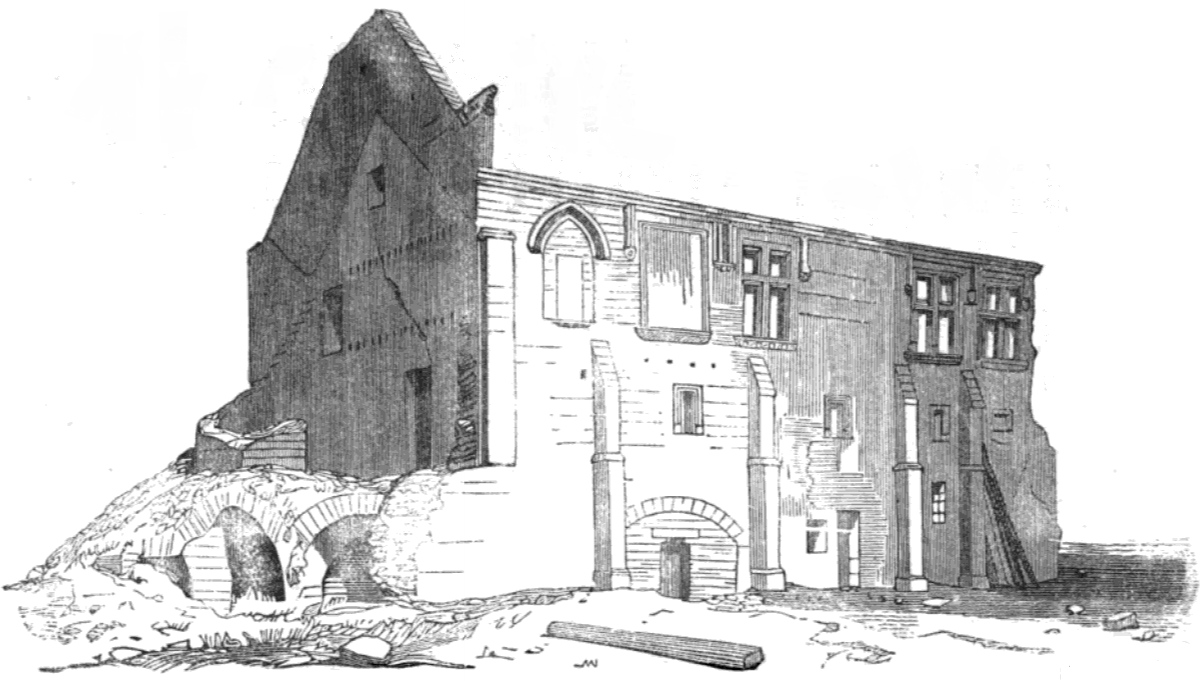
Ruines de l'ancien logis neuf de l'évêque de Castres avant sa démolition au XIXe siècle.

Guillaume V de Toustain devient le 27e abbé en 1468. Il entre  en conflit avec Pierre de Vierville, moine de l'abbaye du Bec, élu par une partie des moines à la tête de l'abbaye. Il fait construire la tour du transept de l'église abbatiale. Guillaume de Toustain résigne ses fonctions vers 1485. Il semble que l'abbaye a été pendant un temps privé d'abbé. Pierre de Vierville, soutenu par son frère Arthur de Vierville, baron de Creully, s'empare par la force de l'abbaye.
Le conflit continue après que Charles Ier de Martigny est nommé en 1485 abbé régulier par Charles VIII. Un accord est finalement passé entre les différents parties stipulant que Charles de Martigny soit reconnu comme abbé par les frères si un de ses neveux, Pierre de Martigny, rentre comme religieux profès à l'abbaye et si le nouvel abbé s'engage à résigner ses fonctions après un certain temps en faveur de ce neveu qui serait élu régulièrement par les religieux, ce qui est chose faite en 1506.
Ces deux prélats ont rempli des missions politiques importantes et se sont signalés par leur magnificence et par le goût éclairé des Arts. Pendant l'abbatiat de Charles de Martigny, vers 1490, un nouveau logis abbatial, dit « logis neuf de l'évêque de Castres », est construit. À la mort de son oncle en 1512, Pierre de Martigny fait construire un majestueux tombeau de marbre blanc et noir dans l'église.

### Le début du régime de la commende et le déclin de l'abbaye (XVIeetXVIIesiècles)

#### L'instauration du régime de la commende
À la mort de Pierre de Martigny, en 1531, François de Tournon est nommé abbé par François Ier. Le régime de la commende est définitivement institué à l'abbaye aux Hommes. Désormais, les abbés seront des grands seigneurs, favoris royaux, peu présent dans l'abbaye et soucieux d'encaisser de gros bénéfices. La vie des moines devient plus séculière que religieuse, les officiers et particulièrement le cellérier ont tendance à constituer des bénéfices et il y a moins de moines.
La commende est la revanche de l'épiscopat contre le système des exemptions. En réalité on perçoit l'esprit de lucre chez ses prélats fastueux et courtisans, bien des abbayes possédant les revenus d'un évêché. Elle modifie profondément l'organisation bénédictine en privant la communauté de son chef traditionnel. Le pouvoir effectif et l'influence à la fois spirituelle et temporelle sur les destins du monastère passe aux mains des prieurs. [réf. nécessaire]

#### Les guerres de religion

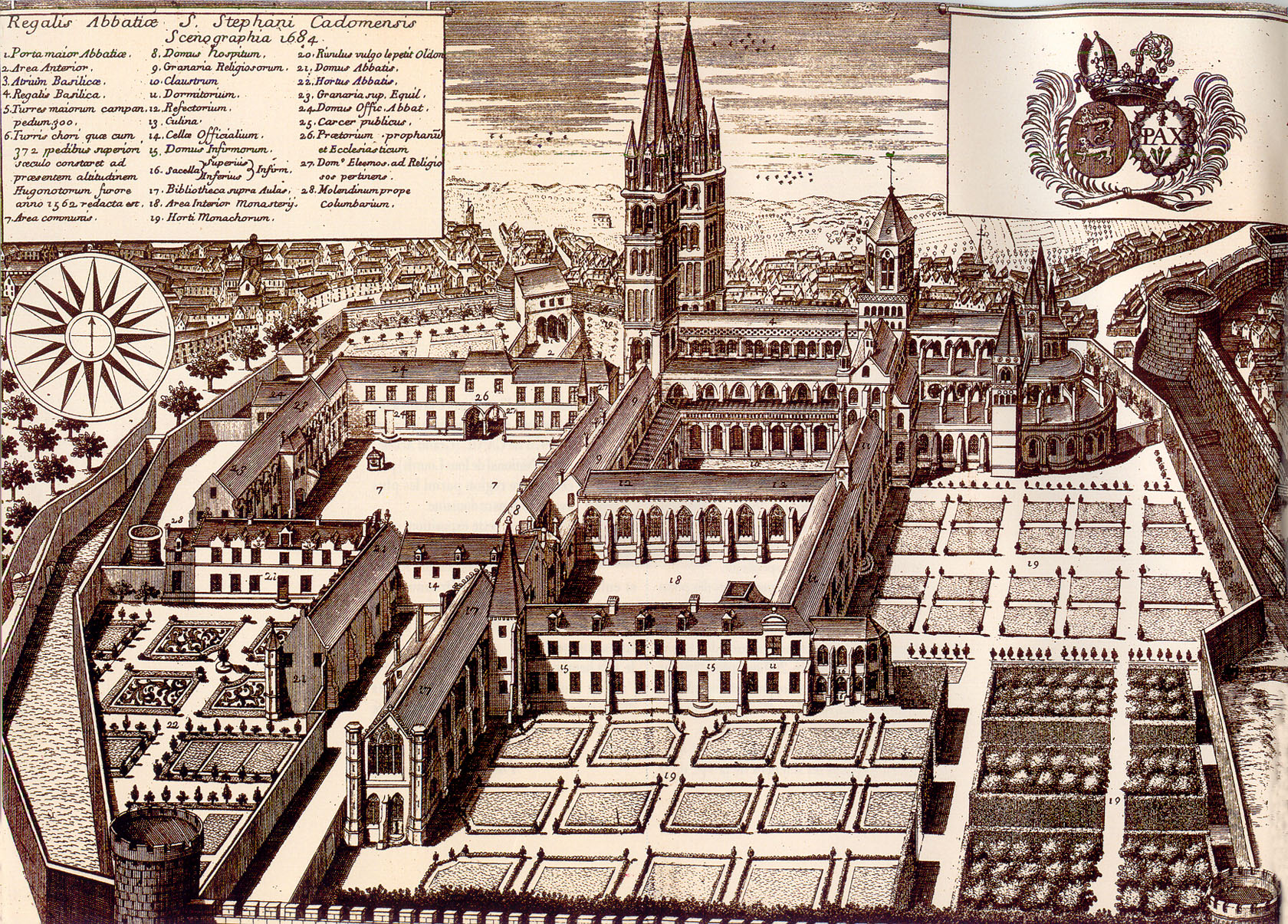
L'abbaye en 1684, dans le Monasticon Gallicanum, avant la reconstruction par les mauristes.

Comme de nombreux lieux de culte caennais, l'abbaye est prise dans les affres des guerres de Religion. En 1562 et 1563, l'église est pillée par les troupes de Montgommery puis abandonnée. Les vitraux, les orgues et le mobilier sont détruits. Le tombeau de Guillaume le Conquérant, magnifique mausolée en marbre, surmonté d'un gisant est profané en 1562 par les protestants. Les restes sont confiés à un moine, bailli de l'abbaye, nommé Michel de Semallé. Les ossements sont dispersés à l'exception d'un seul os, sauvé par Charles Toustain de la Mazurie, le poète ami de Jean Vauquelin de La Fresnaye. En 1563, une nouvelle intrusion des protestants, menés par Gaspard II de Coligny, provoque la fuite des moines. Le tombeau de l'évêque de Castres est détruit et le trésor de l'abbaye pillé. Avant de partir de Caen, l'amiral de Coligny ordonne de récupérer le plomb des toitures de l'abbaye tout entière.
Charles IX obtient du clergé de vendre une partie de leurs biens ecclésiastiques afin de renflouer les finances du royaume. Le bailli de Caen fait vendre une partie des domaines de l'abbaye.
L'abbaye étant en ruine, les frères se dispersent. L'abbé Alexandre Farnèse (cardinal) charge en 1566 des clercs de les rétablir à l'abbaye. Mais la tâche s'avère difficile. Les frères sont en conflit les uns avec les autres.
En 1566, le sénéchal de l'abbaye Jean Laurent, dit Le Goullu, fait couper des sommiers qui en tombant ébranlent la tour tour-lanterne. L'escalier de la tour s'écroule et entraîne dans sa chute des voûtes du chœur.
En 1579, le nouvel abbé Georges de Péricard fait dresser l'inventaire du domaine de l'abbaye afin de réclamer les biens appropriés lors des guerres de religion. En 1582, Charles d'O, frère de François d'O, est nommé abbé. Il est stipulé dans les bulles de provision qu'il doit employer le tiers du revenu de l'abbaye pour la restauration de l'abbaye.
Le 7 février 1600, le parlement de Normandie ordonne que le prieur de l'abbaye de Jumièges et le sous-prieur de l'abbaye de Saint-Ouen de Rouen se rendent à Caen pour rétablir la discipline. Il ne reste alors que quatorze religieux profès et deux novices. La même année, le parlement de Rouen ordonne que le chœur, en ruines, soit démoli.

### Le renouveau de l'abbaye auxXVIIeetXVIIIesiècles

#### Le début de la restauration de l'abbaye
Le prieur Jean de Baillehache obtient en 1601-1602 l'annulation de la décision de démolition, et entreprend la reconstruction du chœur et la restauration de l'abbatiale avec l'installation d'un nouveau mobilier (chaire à prêcher, stalles, etc.). En 1618, les revenus de l'abbaye sont mis en régie et perçus au nom de l'archevêque de Rouen, François II de Harlay, et l'abbaye est rattachée à l'archevêché de Rouen,. Le mandataire envoyé par l’archevêché rapporte que « les logis de ladite abbaïe et leur dortoir estant du tout ruynés, aulcuns des relligieux avoient esté contraints de se retirer dedans le dict logis abbatial ». L'abbaye est ensuite rendue à Charles d'O, puis Louis XIII nomme abbé son demi-frère Antoine de Bourbon-Bueil, seulement âgé de quinze ans. L'église est de nouveau consacrée le 17 mai 1626.
Après la restauration du chœur, l'os de Guillaume le Conquérant, sauvé en 1563, est replacé en 1642 par Jean de Baillehache dans un nouveau tombeau en marbre.
Après les travaux de restauration de l'église par Jean de Baillehache, le nombre de religieux passe à vingt-sept dont cinq novices[réf. nécessaire]. Mais pendant toutes ses années, la discipline s'est relâchée.
Jean de Baillehache écrit au cardinal De La Rochefoucauld, archevêque de Rouen pour qu'il fasse venir quelques moines de la Congrégation de Saint-Maur[réf. nécessaire].

#### Les mauristes et la reconstruction des bâtiments conventuels
Le 6 juillet 1663, les religieux de l'abbaye signent un traité avec la Congrégation de Saint-Maur ; des premiers travaux de réfection sont effectués et le 10 octobre, les religieux de Saint-Maur s'installent dans l'abbaye. Les mauristes redressent l'abbaye spirituellement, en rétablissant la discipline religieuse, et matériellement en reconstruisant les bâtiments conventuels qui tombaient en ruine.
Du cloître, il ne reste alors que les fondations. La cuisine, bâtiment octogonal rappelant celui de l'abbaye de Fontevraud ou de l'abbaye de Glastonbury, documenté par Andrew Coltee Ducarel, tombe en ruine et la plupart des bâtiments ont également perdu leur toiture.
Les plans sont officiellement dressés en 1699. Les travaux de rénovation, menés par le moine architecte Guillaume de La Tremblaye, lui-même assisté par les frères Bayeux, débutent en 1704 par la destruction de la salle du chapitre, de l'ancien dortoir et de la chapelle qui lui faisait suite. Mais ils sont interrompus faute de moyens en 1706 avant de reprendre en 1710. En 1715, Guillaume de La Tremblaye meurt et le projet est repris par dom Miserey qui le modifie en allongeant l'aile des hôtes vers le sud ; une aile en retour, parallèle à l'aile du réfectoire, devait également être construite à la place de la salle des Gardes pour fermer la cour sud. En 1727, les moines font remblayer les terrains à l'est de l'abbaye afin d'aménager un jardin à la française sur la grande esplanade ainsi formée. En 1730, la salle verte et la chapelle à sa suite sont démolies. La première tranche des travaux est finalement terminée en 1764.

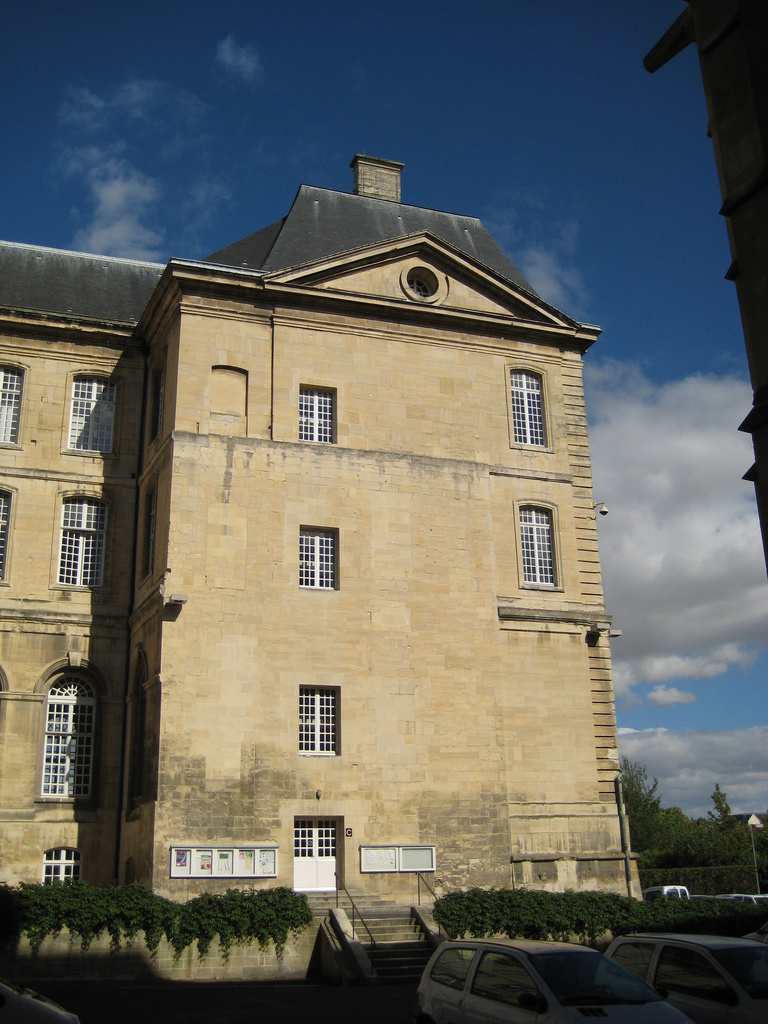
La façade sur l'aile des jardins montrant l'emplacement de l'aile sud non construite.

Les abbés commendataires viennent très rarement dans l'abbaye. Afin d'augmenter leurs revenus, ils louent leur logis. Ce dernier, construit à la fin du XVe siècle, se trouve dans la ligne des bâtiments nouveaux projetés. Un nouveau logis abbatial est donc construit « dans le goût du jour » de 1755 à 1759 dans le Clos de la Pépinière, parcelle comprise entre le rempart du XIVe siècle et le mur séparant l'enclos de la rue de l'abbatiale. Le nouvel logis abbatial, dont l'accès est indépendant, se retrouve dans donc rejeté en dehors de l'enclos de l'abbaye proprement dite.
Malgré ces travaux, la communauté est à la veille de la Révolution française dans une excellente situation financière. La deuxième tranche des travaux (fermeture de la cour sud) et l'aménagement de la bibliothèque au-dessus du réfectoire ne sont toutefois pas réalisés du fait de l'éviction des moines pendant la Révolution.

#### L'intégration de l'abbaye dans le dispositif urbain

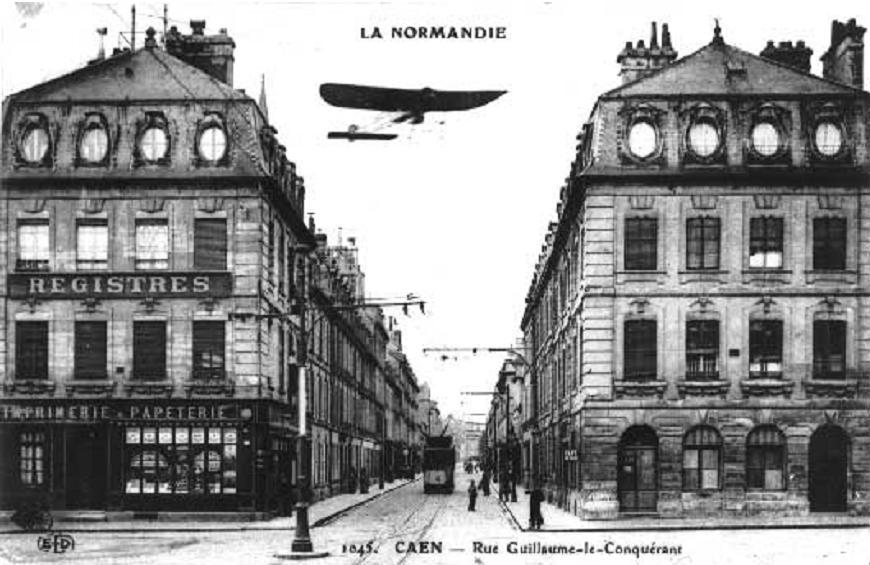
La rue Guillaume-le-Conquérant, percée à travers les jardins de l'abbaye.

Dans la deuxième partie du XVIIIe siècle, les édiles caennais décident d'aérer la ville médiévale en programmant plusieurs projets d'urbanisme. Le baron de Fontette, nommé intendant de la Généralité de Caen en 1752, mène à bien certains de ses projets. Il décide notamment de créer un nouvel axe pour dévier la circulation de la rue Saint-Martin, axe historique permettant l'accès à l'ouest de la ville.
En 1755, un accord est passé entre l'abbaye et la ville de Caen en vue de percer une nouvelle rue à travers les jardins de l'abbaye entre la place des Petites-Boucheries et une nouvelle place octogonale, aménagée à l'emplacement des anciennes fortifications de la ville et sur laquelle vient déboucher la rue Écuyère,. La partie sud de ce nouvel axe, appelé rue Saint-Benoît (actuelle rue Guillaume-le-Conquérant), doit être lotie par les moines de Saint-Étienne. Doivent être élevées des maisons composées de deux boutiques avec cuisine et un escalier entre les deux,. La partie sud correspond à ce plan. Le plan n'est pas complètement achevé toutefois. Il prévoyait à l'origine une rangée de maisons continue jusqu'à la place Monseigneur-des-Hameaux, seulement interrompue par un passage menant au transept de l'église et par un nouveau portail de forme concave donnant accès à une grande cour devant l'église Saint-Étienne,. Le portail n'a pas été réalisé et la grande cour, réduite de moitié, a été transformée en place public, l'actuelle place Monseigneur-des-Hameaux, ouverte sur la rue Guillaume-le-Conquérant. La partie nord de la rue Guillaume-le-Conquérant, cédée aux « Messieurs de la Ville », s'est construite plus difficilement et sans régularité.
Sur la place, rapidement baptisée place Fontette, on prévoit également d'ériger deux pavillons à l'entrée de la nouvelle rue ; en contrepartie de la construction du pavillon sud, l'abbaye obtient la propriété des terrains auparavant occupés par les fossés, les contrescarpes et les fortifications de la ville. Le pavillon des moines est achevé en 1758 et les jardins de l'abbaye sont étendus jusqu'à la nouvelle place.

### Liste des abbés

Galerie de portraits des abbés
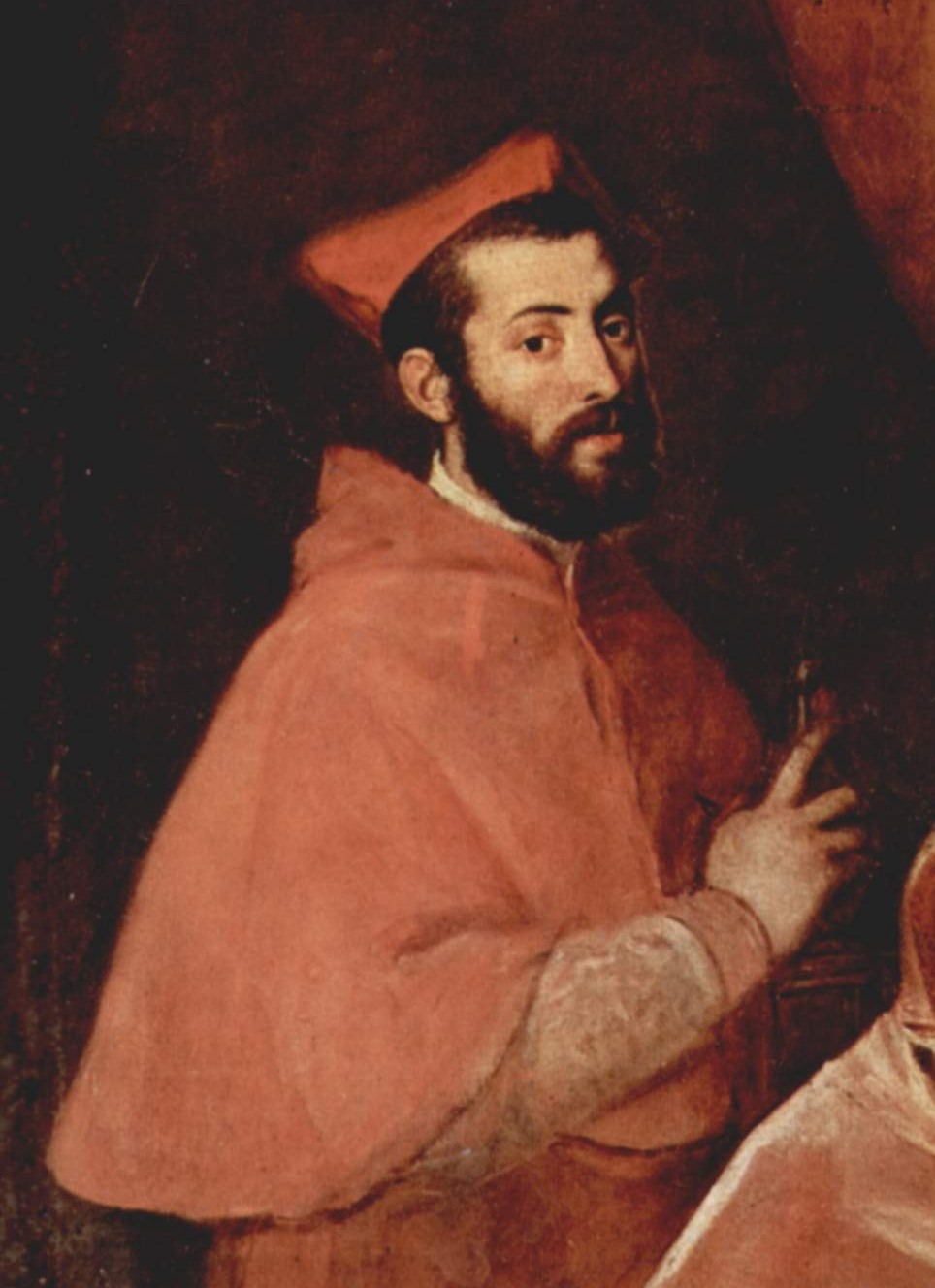
Alexandre Farnèse.
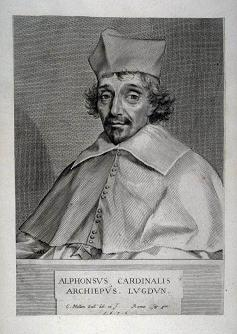
Alphonse-Louis du Plessis de Richelieu.
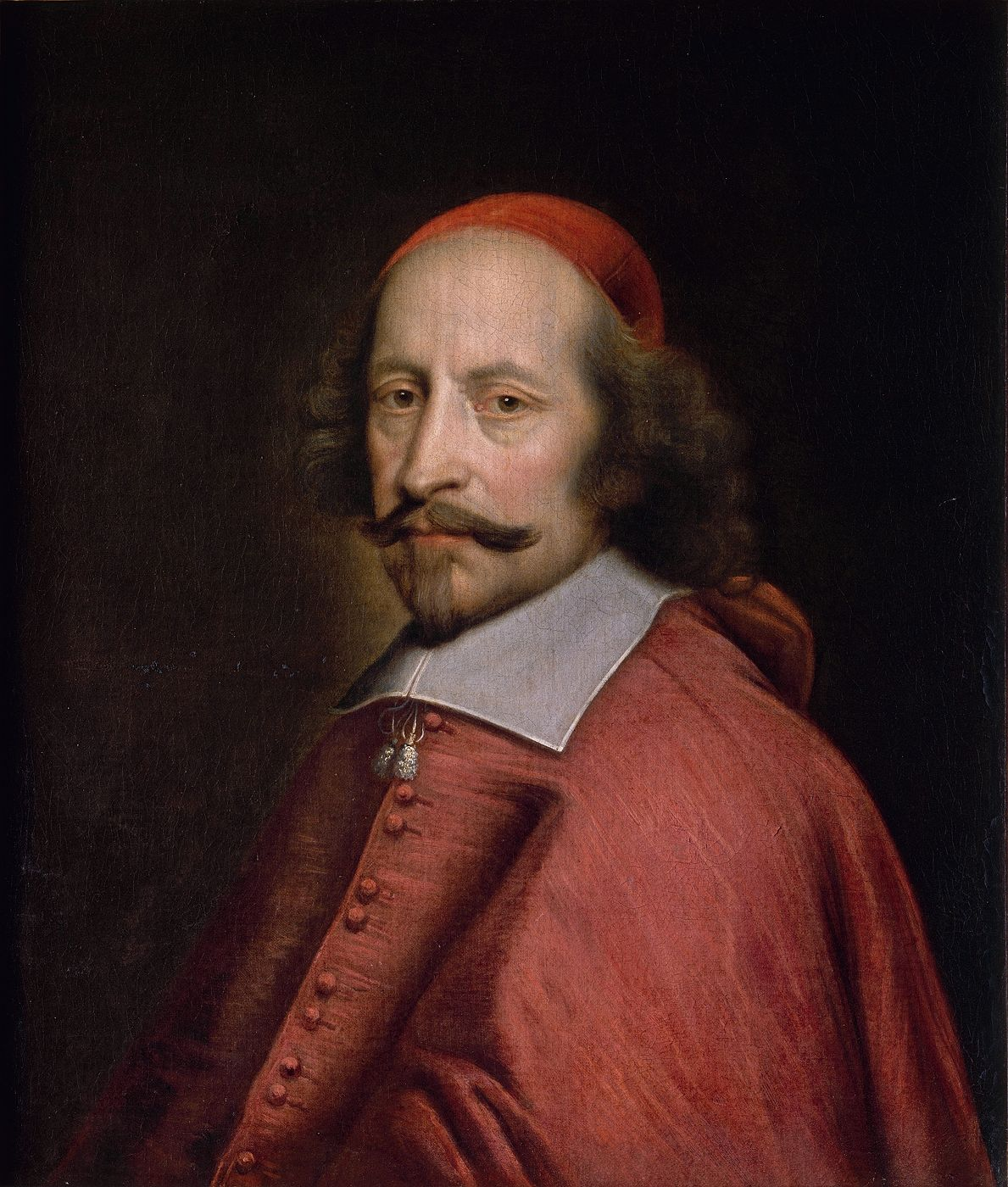
Jules Mazarin.
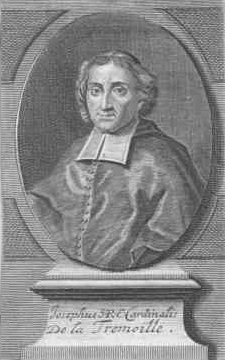
Joseph-Emmanuel de La Trémoille.
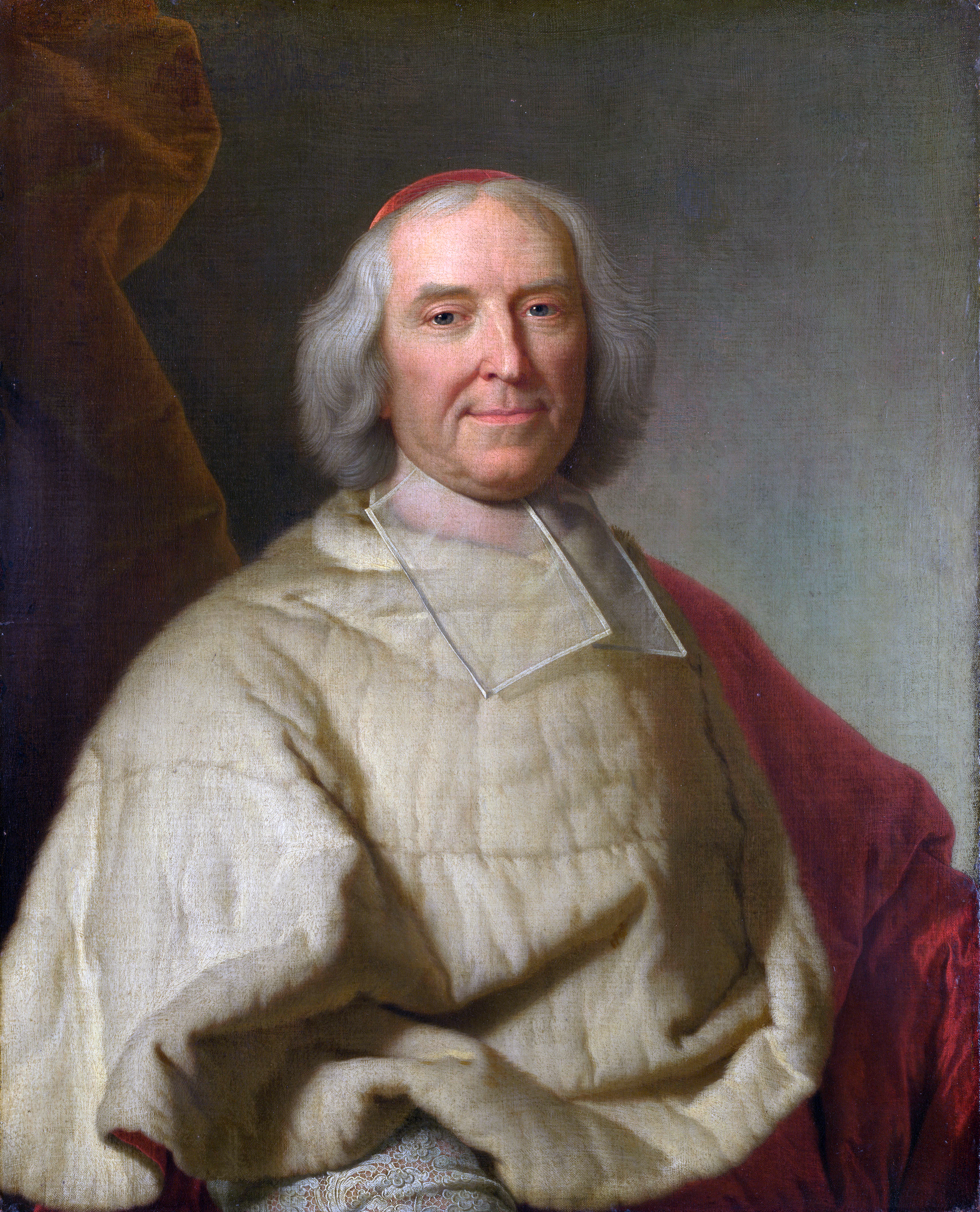
André Hercule de Fleury.

### Sigillographie
Les sceaux des abbés et des prieurs sont de formes ogivales souvent de 60 mm de hauteur pour les abbés et de 40 mm pour les prieurs. Ceux des abbés montrent l'abbé bénissant avec la mitre et la crosse, les abbés commendataires apportent leurs armoiries et ont parfois de petits cachets ronds de 30 à 35 mm.
Les sceaux qui symbolisent l'assemblée des moines et la sénéchaussée sont de formes rondes, de 40 à 50 mm de diamètre et représentent saint Étienne martyr.
Les abbés jusqu'au début du XVIe siècle
- Nicolas II de Montigny, 1289, ogival 35 mm : abbé debout de trois quarts à gauche, tenant une crosse et un livre ; dans le champ de droite, un soleil, une quintefeuille, un oiseau et une fleur de lys ; à gauche, une étoile, un croissant, une quintefeuille, un oiseau et une fleur de lys, SIGILLUM NICHOLAI DE MONTINEO ABBATIS SANCTI STEPHANI DE CAMODO, Contre-sceau : pierre gravée, un ange tenant une couronne et une palme, ECCE MITTEANGELUM MEUM (8574 Douet d'Arcq)[AG 7] ;
- Guillaume III d'Harcourt, 1374[note 3], ogival 62 mm : dans une niche gothique, l'abbé debout, vu de face, mitré, crossé et bénissant ; à droite, l'écu de France ; à gauche, celui d'AngleterreSIGILLUM GUILLEMI ABBATIS STEPHANI DE CAMODO (8575 Douet d'Arcq)[AG 7] ;
- Robert IV, 1379, ogival 60 mm : dans une niche gothique, l'abbé debout, vu de face, mitré, crossé et bénissant ; à dextre, l'écu de France, à senestre, celui d'Angleterre. SIGILLUM FRATRI ROBERTI ABBATIS MONASTERII SANCTI STHEPHANI DE CADOMO4 (8576 Douet d'Arcq)[AG 7] ;
- abbé non identifié, XIVe siècle, ogival, 60 mm : dans une niche gothique, l'abbé debout, mitré, crossé, bénissant, accosté de deux écus, l'un semé de France, l'autre aux trois léopards d'Angleterre, SIGILLUM.....SANCTI STEPHANI DE CAMODO (Demay 2762)[AG 8] ;
- Pierre de Martigny, ogival 75 mm : divisé en deux par une colonne soutenant une voûte ; à gauche, la Sainte Vierge et l'enfant Jésus ; à droite, l'abbé à genoux et présenté par un moine tenant en sa main une coupe. Au-dessous, dans une arcade trilobée, les armes du prélat avec la crosse SIGILLUM PRT DEI GRACIA CASTREU EPISCOPI ET ABBATIS STI STEPHANI CADUM (De Farcy)[AG 9]

Les abbés commendataires
- Alphonse-Louis du Plessis de Richelieu, 1640, ogival 49 mm : écu portant trois chevrons, couronné, timbré d'une croix sous un chapeau archiépiscopal (Demay 2763)[AG 8] ;
- Charles Maurice Le Tellier, 1673, ovale 39 mm : écu portant trois lézards sous un chef chargé de trois étoiles, couronné, timbré d'une croix à double traverse, sous un chapeau archiépiscopal, devant un manteau d'hermine (Demay 2765)[AG 8].

Les prieurs
- 1290, ogival 40 mm : dans une niche gothique, la Vierge assise avec l'enfant Jésus, au-dessous, un priant, SIGILLUM PRIORI SANCTI STEPHANI DE CAMONO (Douet d'Arcq 9295)[AG 7]

Le chapitre
- 1282, diamètre 50 mm, contre-sceau : pierre gravée, deux guerriers debout CUSTOS SIGILLI (Douet d'Arcq 8168)[AG 7] ;
- 1379, diamètre 45 mm : la lapidation de saint Étienne dans un monument gothique SIGILLUM CONVENTUS MONASTERII SANCTI STEPHANI DE CADOMO (Douet d'Arcq 8169)[AG 7] ;
- 1425, diamètre 46 mm, Dans une niche gothique, saint Étienne, à demi renversé entre deux bourreaux qui le lapident, en haut, la main céleste brandissant SIGILLUM CONVENTUS (Demay 2667)[AG 8].

Le sénéchal
- 1409, diamètre 40 mm : dans une niche gothique, saint Étienne, tenant un livre, ayant deux pierres posées sur la tête et une sur l'épaule, à ses pieds, à gauche, l'abbé mitré, crossé, priant (Demay 2943)[AG 8].

### L'abbaye après la Révolution

#### Le départ des moines
En 1777, Arthur Dillon, archevêque et primat de Narbonne, devient le 45e abbé. C'est le dernier abbé de Saint-Étienne. Le 16 mars 1789 s'y tient l'assemblée générale des trois ordres et le 26 mars 1789, se réunit dans l'abbaye, l'assemblée de la noblesse du bailliage de Caen.
Par décret du 2 novembre 1789, l'Assemblée constituante  met les biens de l'Église, dont les biens des congrégations, à la disposition de la Nation. Le 13 février et 19 février, l'assemblée constituante abolit les vœux monastiques et supprime les ordres et congrégations régulières autres que d'éducation publique et de charité. Elle ordonne également la déclaration des revenus des abbayes. L'ensemble des revenus de Saint-Étienne en fermages, rentes foncières et en rentes seigneuriales, provenant de domaines disséminés sur plus de soixante paroisses s'élève alors au moins à 300 000 livres, correspondant à un capital foncier de plus de huit millions de livres. Sont alors présents dans l'abbaye le prieur, dix-huit religieux prêtres, un serviteur perpétuel et un commis menuisier. Le 1er mai 1790, les bénédictins déclarent leur attachement à leur congrégation.
Le district de Caen s'installe dans la salle du chapitre dès le 13 juillet 1790,,. Le 29 octobre 1790, les moines déclarent leur intention de quitter l'abbaye. Le 2 novembre 1790, les autorités signifient aux religieux l'ordre de quitter l'abbaye,.
Le 6 décembre 1790, la ville décide d'acquérir l'abbaye aux Hommes « au nom des pauvres de l’Hôtel-Dieu ». Elle achète le 4 mai 1791 l'hôtel abbatial. Le reste de l'abbaye est finalement alloué à différentes administrations. Le Directoire, puis l'administration préfectorale s'y installent. En 1791, l'ancienne abbatiale devient l'église de la paroisse Saint-Étienne, au détriment de l'église Saint-Étienne-le-Vieux qui est alors déclassée. En 1793, l'église Saint-Étienne est transformée en temple dédié au culte de la Raison et de l'Être suprême[réf. nécessaire].
Les locaux annexes de l'abbaye, dans la cour ouest, sont occupés par l'armée. L'ancien logis neuf de évêque de Castres est utilisé comme dépendance de la manutention des vivres. Le palais ducal est occupé par le génie militaire et l'ancienne porte à ses côtés est occupée par la gendarmes.
Le 21 frimaire an IX (12 décembre 1800), l'Académie des sciences, arts et belles-lettres de Caen, rebaptisée « lycée de Caen », est installée par le général Dugua dans une des salles de l'abbaye.
À la suite de l'entrée en vigueur en 1802 du Concordat de 1801, le culte catholique est officiellement rétabli dans l'ancienne abbatiale.
À part l'église, seul l'ancien logis abbatial des bénédictins, construit dans les années 1750, conserve une destination religieuse après la Révolution. Transformé en maison d'éducation par un ancien professeur de l'université, il est racheté en 1810 par les religieuses de la Visitation pour y fonder le monastère des Visitandines,. Ce monastère accueille les sœurs chassées pendant la Révolution de leur ancien couvent transformé en caserne (actuel Quartier Lorge). Elles aménagent et agrandissent les bâtiments existants et font élever en 1812 une première chapelle provisoire, suivie d'une deuxième église, remplacée elle-même par l'édifice actuel construit entre 1890 et 1892. Les sœurs aménagent également un grand jardin dans le sud de l'enclos.

#### La transformation en lycée

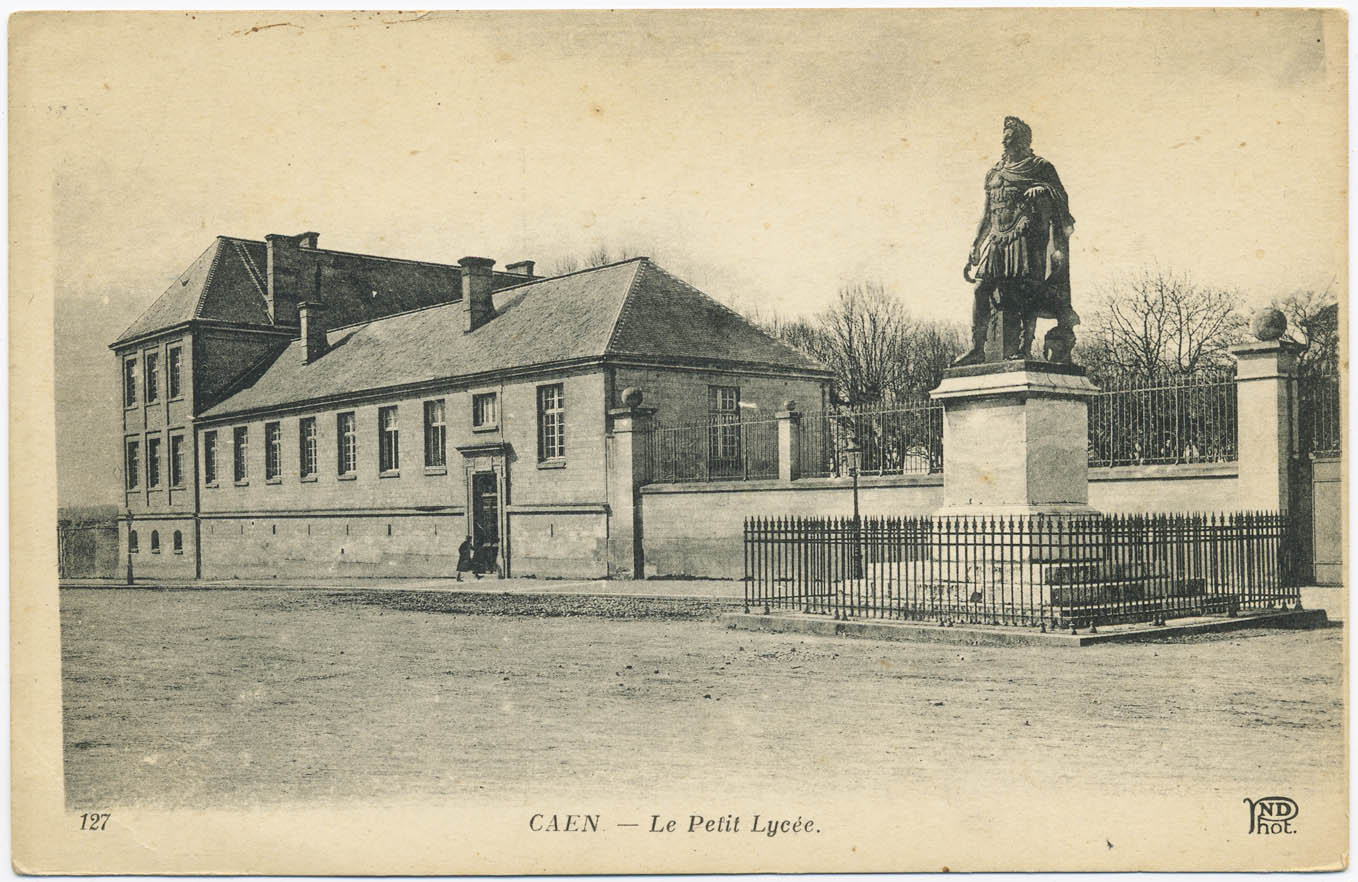
Le Petit Lycée, construit en 1885 dans les jardins de l'abbaye.

Finalement, l'administration préfectorale quitte l'abbaye en 1804 afin d'y aménager le Lycée impérial (actuel lycée Malherbe), fondé le 20 juillet 1804. En 1841, on y adjoint une école primaire élémentaire. Les locaux sont transformés au fil des ans pour leur nouvel usage. La salle des gardes est ainsi mutilée dès le début du siècle et, dans les années 1880, les cellules de moines, dont les menuiseries dataient du début du XVIIIe siècle, sont abattues pour faire place à des dortoirs communs.
En 1810, les jardins de l'abbaye sont amputés d'une partie de leur emprise afin d'aménager une place reliant la place Fontette à la Prairie ; l'esplanade est alors plantée de marronniers et on installe une grille pour séparer la promenade des lycéens de l'espace public nouvellement créé, baptisé place du Parc (actuelle place Guillouard) et agrémentée en 1882 d'une statue provenant de la place de la République.
Deux nouveaux bâtiments sont également construits dans les jardins. Le « couloir des classes » (actuellement occupé par le service de l'État-civil) est construit au nord de l'esplanade de 1828 à 1830 par l'architecte de la ville, Émile Guy.
Côté sud de l'esplanade, un autre bâtiment est construit dans les années 1880. Lors de la séance du conseil municipal du 21 août 1882, il est décidé de construire « sur la place du Parc, à l'angle du jardin occupé par M. Cornu, un petit Lycée à l'usage des enfants ». Le bâtiment du petit lycée (actuellement occupé par les services de la police municipale et de la trésorerie municipale) est inauguré en 1885.
La cour ouest est profondément modifiée à partir des années 1840. En 1842, l'aile des hôtes est achevée. Pour ce faire, l'ancien logis abbatial des années 1490, dit logis neuf de l'évêque de Castres, est démoli ; seul un écusson portant les armoiries de Charles Ier de Martigny, situé dans la galerie nord du cloître, rappelle le souvenir de ce bâtiment. Le moulin, dit des hospices, accolé au logis neuf de l'évêque de Castres, est détruit en 1842 peu de temps avant ce dernier et un mur est érigé pour isoler l'école normale, qui s'installe dans l'ancien palais ducal. L'actuelle impasse Duc-Rollon est alors créée. Les vestiges de l'ancienne porte et de la salle d'audience, situés à côté de la salle des gardes, sont détruits en 1864 afin d'agrandir l'école normale.
L'église est classée au titre des monuments historiques par liste de 1840. Mais les autres bâtiments ne sont pas protégés avant le début du XXe siècle. En 1911, les bâtiments conventuels du XVIIIe siècle, ainsi que la salle des Gardes, sont classés par arrêté du 15 avril 1911. Le palais ducal et la tour dans la cour de la rue Lebailly sont inscrits par arrêté du 2 mai 1927.

#### L'abbaye pendant la Seconde Guerre mondiale

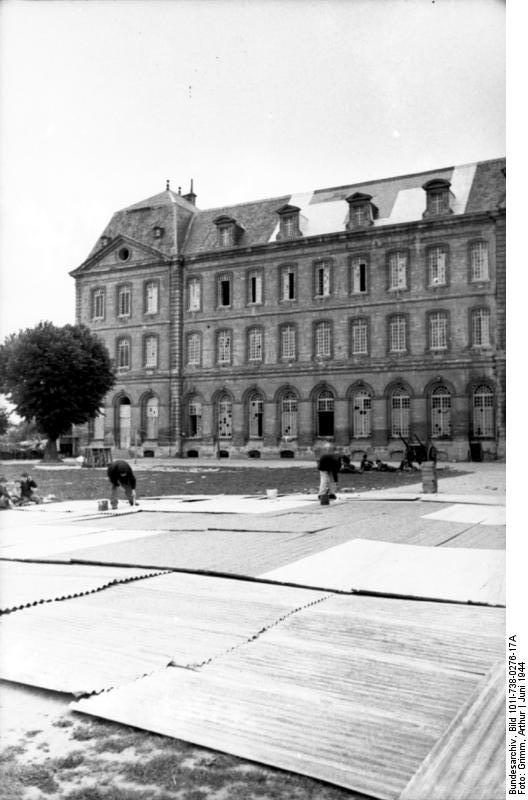
Les croix rouges sur le toit et dans le parc du lycée.

À la suite d'actes de sabotage perpétués près d'Airan par la Résistance en avril 1942, les autorités d'occupation décident de faire arrêter des otages en représailles ; dans la nuit du 1er au 2 mai et dans les jours qui suivent, 120 personnes, communistes, syndicalistes ou juives, sont rassemblées par la police et la gendarmerie françaises dans le Petit Lycée, puis amenées à la gare de Caen d'où elles sont déportées vers des camps de concentration ou d'extermination.
Pendant la bataille de Caen, le lycée est transformé en centre d'accueil de la défense passive, le CA no 4 Lycée Malherbe. L'ensemble formé par l'ancienne abbaye, le palais de justice et le monastère de la Visitation, devenu le plus important des cinq centres d'accueil, abrite une foule de 3 500 personnes début juillet et plus de 8 000 à la mi-juillet à la veille de la libération de la rive gauche de la ville. L'ancienne abbaye sert également d'hôpital complémentaire à l'hôpital principal aménagé au Bon-Sauveur ; cet établissement compte 330 lits à la mi-juin et 500 à la mi-juillet quand l'hôpital est obligé de fermer à cause des bombardements allemands depuis la rive droite de l'Orne. Des croix rouges, fabriquées avec les moyens du bord, sont disposées sur les murs et les toits du lycée, ainsi que dans le parc, afin de signaler cet îlot sanitaire aux bombardiers ; le secteur est ainsi protégé des bombardements aériens, mais de très nombreux obus, envoyés par les Alliés, puis par les Allemands, font plus de 50 victimes (21 tués et une trentaine de blessés). Les réfugiés s'installent dans l'abbatiale et dans les anciens bâtiments conventuels, les dortoirs du premier étage étant réservés aux malades et ceux du second étage aux personnes âgées impotentes et grabataires ; les caves de l'abbaye servent d'abris en cas de bombardement. Les corps des victimes décédées sont entreposés dans le couloir des classes et un cimetière provisoire est creusé dans le parc. Le directeur de la Défense passive et des centres d'accueil, Joseph Poirier, dirige les opérations depuis l'abbaye aux Hommes, l'hôtel de ville de la place de la République ayant été détruit.
Le 9 juillet, les troupes anglo-canadiennes entrent dans Caen ; les responsables alliés se rendent à l'abbaye où le préfet Cacaud a transféré ses bureaux. Le 10 juillet, après que Michel Cacaud, investi par le gouvernement de Vichy, a passé officiellement le pouvoir au nouveau préfet Pierre Daure, les résistants caennais hissent le drapeau tricolore sur un lampadaire de la place Monseigneur-des-Hameaux et chantent la Marseillaise, marquant ainsi symboliquement la libération de la rive gauche de l'Orne.

#### La transformation en hôtel de ville
Après la Seconde Guerre mondiale, la décision est prise de construire un nouveau lycée. Les locaux libérés devaient être occupés par le musée des Beaux-Arts de Caen et par le musée de Normandie nouvellement créé. La construction du nouveau lycée n'étant pas jugée prioritaire, ce projet traîne en longueur. Finalement, les deux musées sont aménagés dans l'enceinte du château de Caen et c'est l'administration municipale qui occupe désormais l'abbaye depuis l'ouverture du nouveau lycée Malherbe en 1961.
Afin d'accueillir décemment l'hôtel de ville, les locaux sont restaurés. En 1964, les jardins à la Française de l'esplanade Jean-Marie Louvel sont redessinés par Louis Bouket d'après des plans du XVIIIe siècle ; afin d'aménager les 11 920 m2 de l'esplanade, la statue de Louis XIV, qui trônait sur la place depuis 1882, est déménagée sur la place Saint-Sauveur et l'aile en retour du Petit Lycée, désormais occupé par la police municipale, est démolie. Le 16 janvier 1965, la première réunion du conseil municipal se déroule dans la salle capitulaire.

## Description

### L'église abbatiale (XIeauXVIIesiècle)
Le style de l'abbaye est influencé par l'art lombard. Lanfranc est d'ailleurs originaire de Lombardie et sa ville, Pavie est sous le patronage de saint Étienne. Les tours de la façade possèdent une architecture proche de celles visibles à Ravenne et Milan.
En résumé, l'abbatiale Saint-Étienne est héritière des innovations accomplies dès 1040 à Notre-Dame de Jumièges, elle-même s'inscrivant dans la tradition carolingienne et ottonienne : alternance des piles, vastes tribunes voûtées, articulation en doubles travées, déambulatoire, massif à deux tours. D'autres éléments sont totalement nouveaux : façade harmonique, continuité parfaite entre le vaisseau de nef et la façade, coursière faisant le tour de l'édifice et voûtement sexpartite. L'influence de cette abbaye, dont la construction coïncide avec la conquête de l'Angleterre par les Normands, apparaît à Winchester, Ely, Peterborough ou encore à la cathédrale de Durham.
L'ancienne abbatiale fait l’objet d’un classement au titre des monuments historiques par liste de 1840.

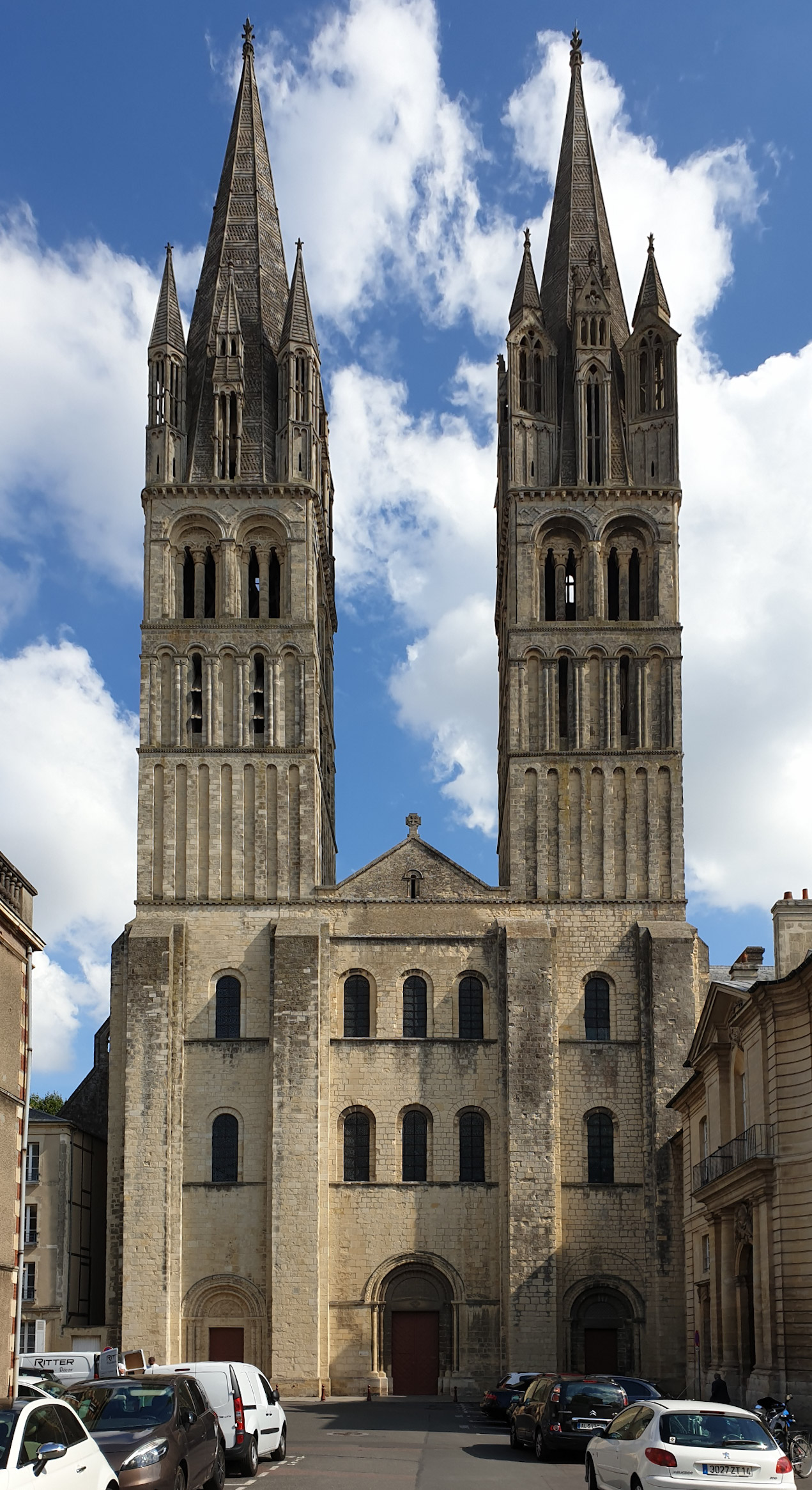
La façade ouest.
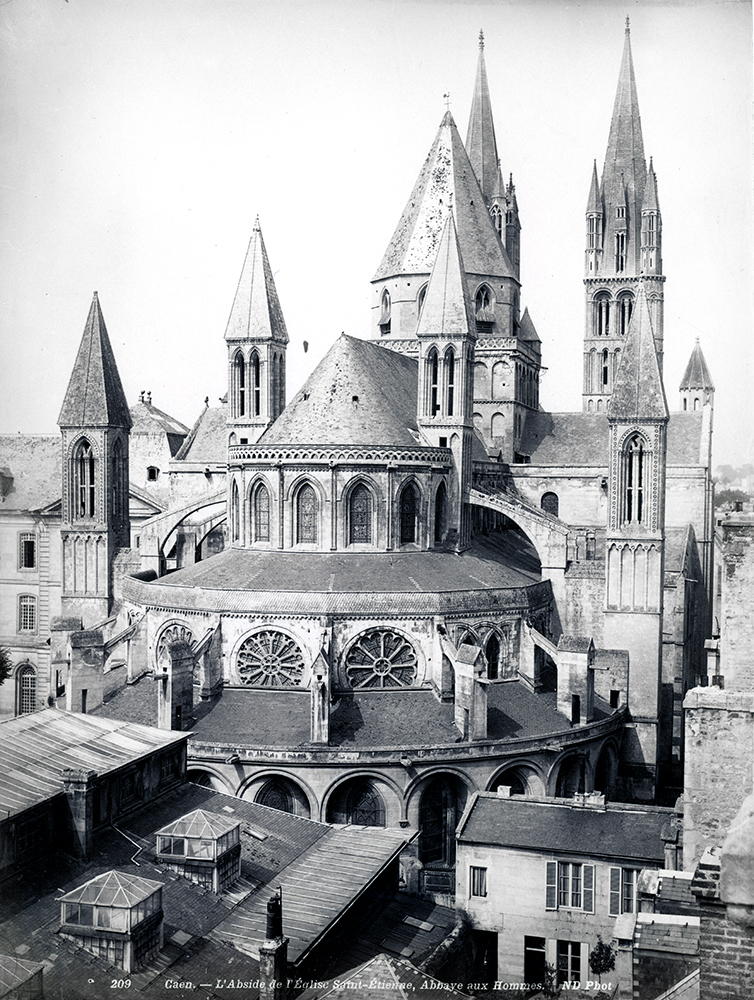
Le chevet vers 1885.
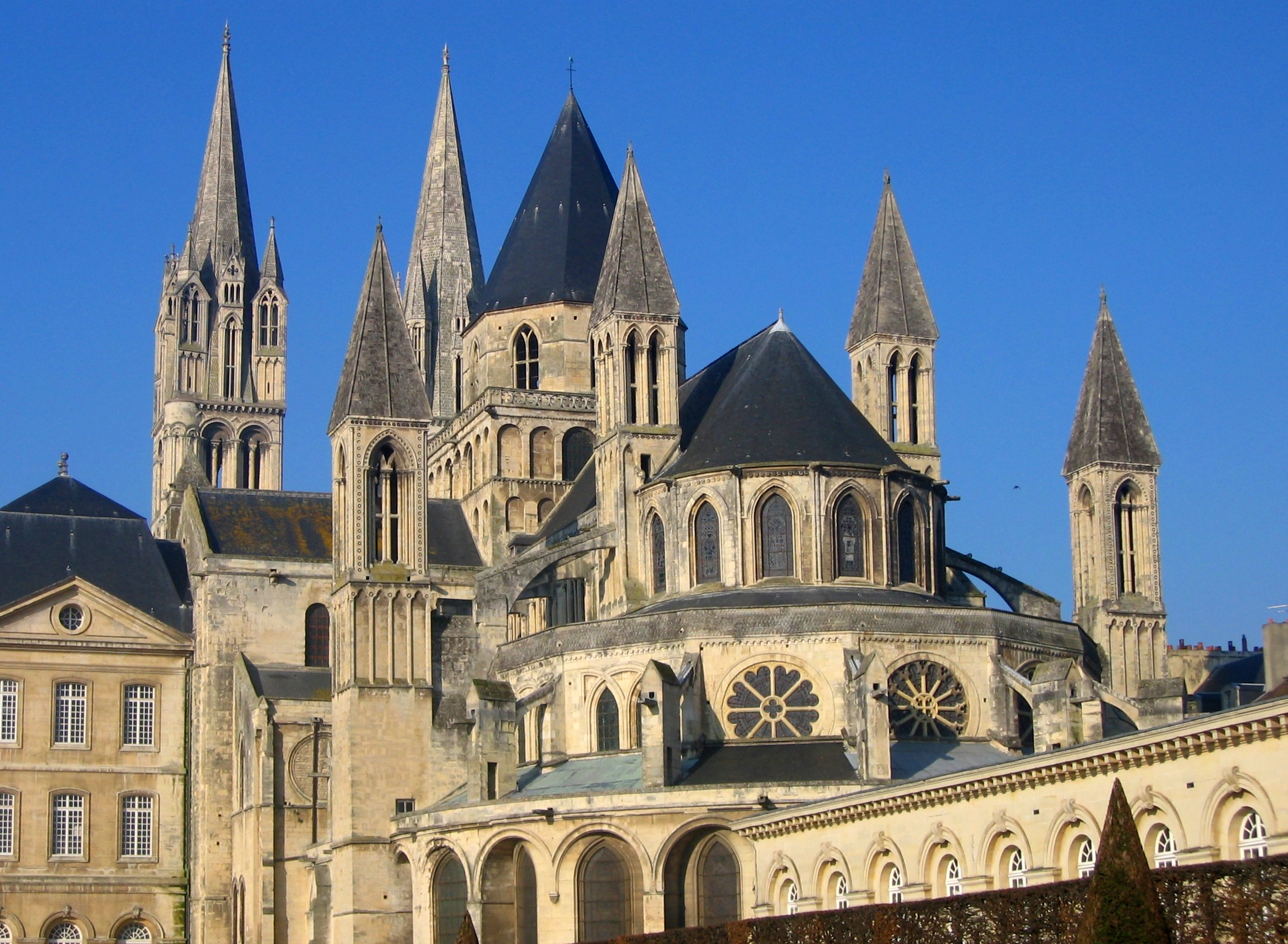
Vue générale du chevet.
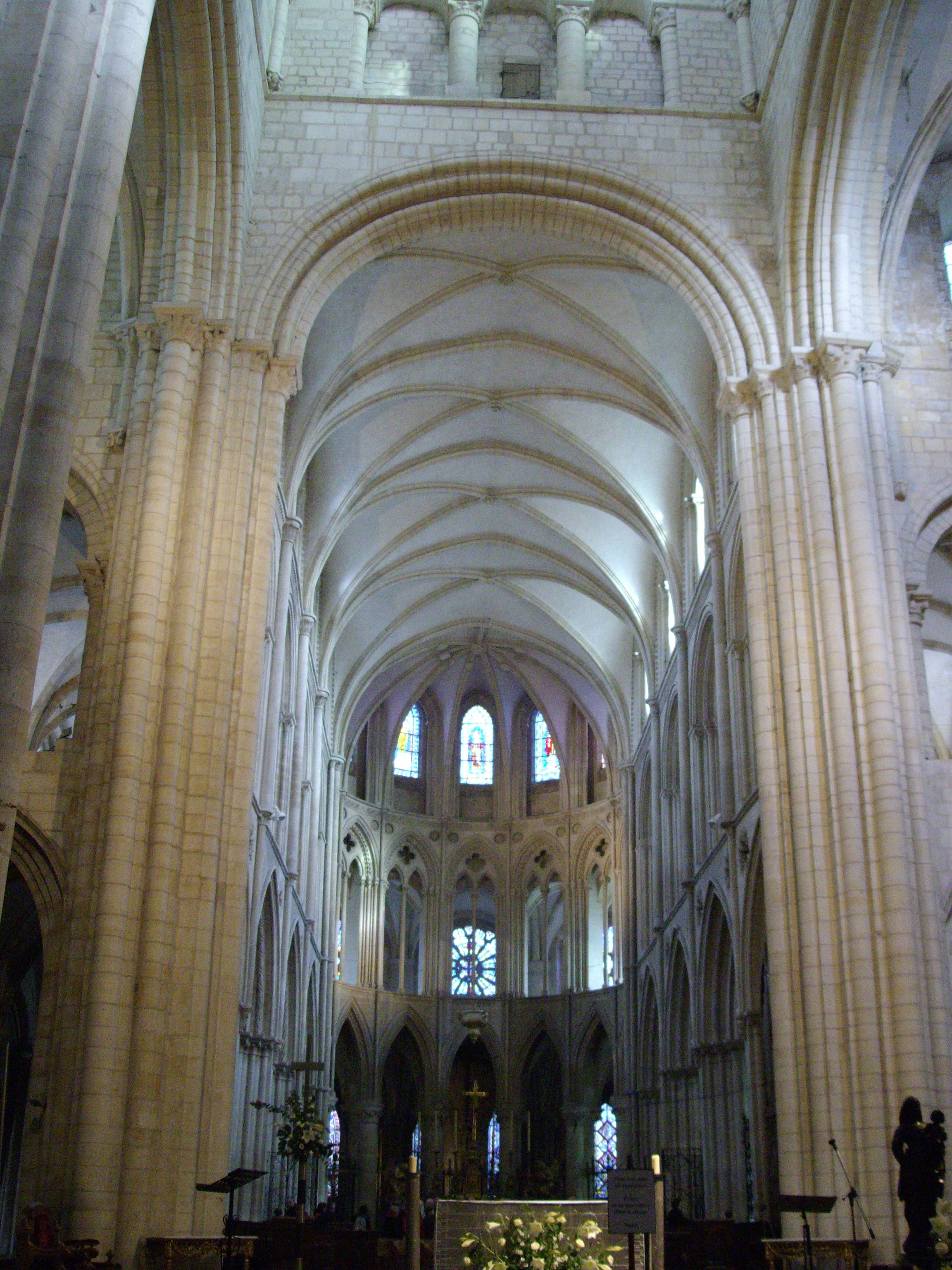
Le chœur.

### Les bâtiments conventuels (XVIIIesiècle)
Quand les mauristes ont repris l'abbaye, ils ont reconstruit les bâtiments dans le même style classique et le même fonctionnement que l'on retrouve dans toutes leurs réalisations en respectant les contraintes de conception de la Règle de Saint-Benoît qui impose la clôture monastique autour d'un cloître desservant le chœur eucharistique de l'église avec un accès facile aux dortoirs pour les offices de nuit, une vision directe depuis le cloître de la salle capitulaire pour que personne n'ignore une assemblée de la communauté, les lieux de vie : le réfectoire et le chauffoir, les lieux l'étude, le scriptorium. La zone ouverte sur l'extérieur comprend les fonctions d'accueil et de gestion de l'abbaye.
Les liaisons avec l'église se font comme dans la plupart des monastères par le croisillon sud du transept avec l'escalier menant du dortoirs au chœur des moines pour les offices de nuit, la sacristie en liaison avec les autels puis la salle capitulaire donnant sur le cloître dont la façade Nord est limitée par l'église et la façade Sud comme pratiquement dans tous les monastères par le réfectoire. L'harmonie visuelle entre les deux groupes de bâtiments d'époques différentes est assurée par la belle pierre de Caen et la recherche de la simplicité et de l'efficacité de la congrégation de Saint-Maur. Après la Révolution, leurs solides constructions qui n'ont pas finies en carrières de pierre comme à l'abbaye Saint-Georges de Boscherville ou l'abbaye de Jumièges ont souvent été reconvertis en bâtiments industriels comme à l'abbaye d'Aunay ou l'abbaye Saint-Martin de Séez par François Richard-Lenoir et pour les abbayes urbaines en bâtiments publics comme à Caen, où ils accueillent un lycée puis l'hôtel de ville.
L'ensemble formé par le bâtiment situé à l'entrée, le cloître avec les bâtiments qui l'entourent et les deux ailes placées à la suite fait l’objet d’un classement au titre des monuments historiques depuis le 15 avril 1911.

#### L'aile des jardins (est)
Les travaux de reconstruction de l'abbaye ont commencé par l'aile orientale. La première pierre a été posée le 3 octobre 1704 par l'évêque de Bayeux, Monseigneur de Nesmond, et par l'intendant de la généralité, Nicolas Joseph Foucault. Le gros œuvre et les sculptures de la façade sont achevés en 1713 et la toiture est terminée en 1715. Les travaux aboutissent en 1726.
Ce bâtiment, long de 105 mètres, a été construit dans l'alignement du croisillon sud de l'église abbatiale. Il est composé de trois niveaux de 20 mètres de haut, du sol jusqu'à l'entablement, et d'un toit mansardé.

Extérieur de l'aile est
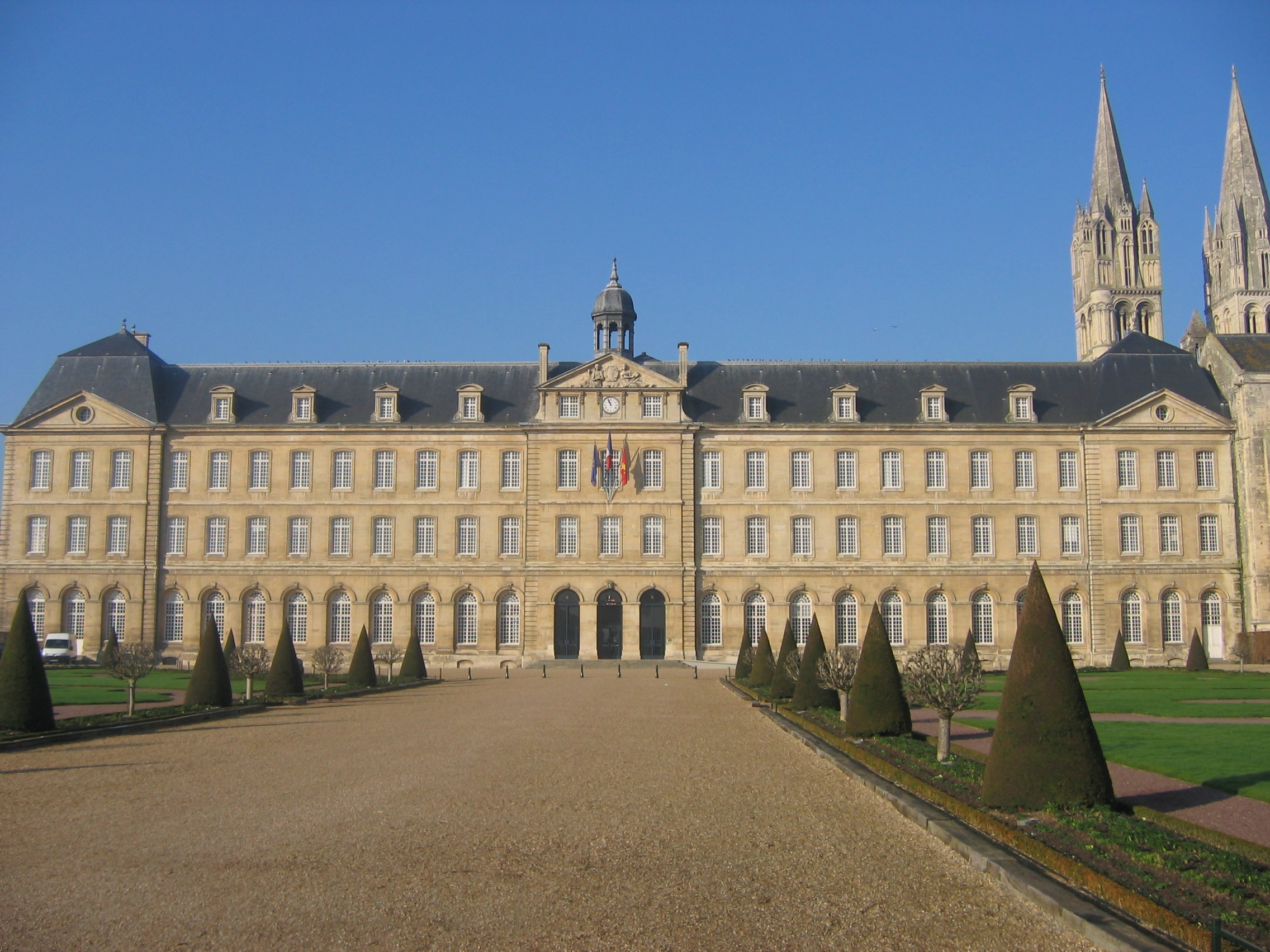
Vue d'ensemble depuis l'esplanade.
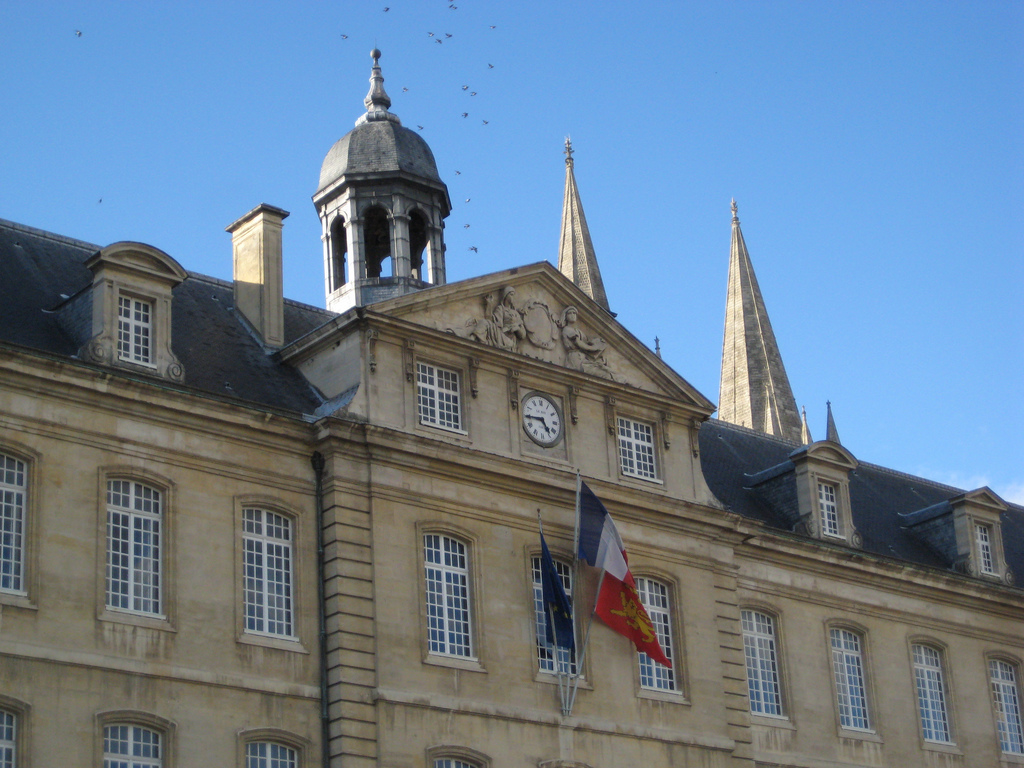
Fronton du pavillon central.

Du nord au sud, on trouve :
- l'escalier des Matines ;
- l'ancienne sacristie ;
- l'ancienne salle du chapitre, ancienne chapelle du lycée, actuellement salle des mariages ;
- l'ancien chauffoir, actuellement vestibule de la salle des mariages ;
- le vestibule donnant sur les jardins, actuel hall d'entrée de l'hôtel de ville ;
- la grande salle, dite du scriptorium, ancienne salle des fêtes, d'examens et de remise des prix du lycée, aujourd'hui lieu d'expositions temporaires ;
- le salon du pavillon sud.

##### L'escalier des Matines
L'escalier des matines se situe à l'angle nord-est du cloître et donne sur le transept sud de l'église Saint-Étienne. Il permettait de rejoindre l'église abbatiale depuis les dortoirs situés dans les étages, d'où son nom.
La rampe de l'escalier en fer forgé est classé monument historique en tant qu'objet. Il a été réalisé par le serrurier rouennais Le Clerc et a été posé en 1726 ou 1729.

##### La sacristie
L'ancienne salle capitulaire est orné de plusieurs tableaux classés monuments historiques en tant qu'objet :
- Moïse tuant des égyptiens pour défendre les filles de Jéthro, attribué à Charles Le Brun[CC 2] ;
- Visitation, attribué à un moine bénédictin de l'abbaye aux hommes, dom Fournier[CC 3] ;
- Saint Paul sur le chemin de Damas, attribué à dom Fournier[CC 3] ;
- Saint Pierre et saint Jean guérissant un paralytique, attribué à dom Fournier[CC 3] ;
- Saint Philippe baptisant l'eunuque éthiopien, attribué à dom Fournier[CC 3].

Les lambris de revêtement sont également classés monument historique en tant qu'objet.
Sur le mur ouest, se trouvent une armoire et, à chaque angle nord et sud, des prie-Dieu escamotables, également classés en tant qu'objet.

La sacristie
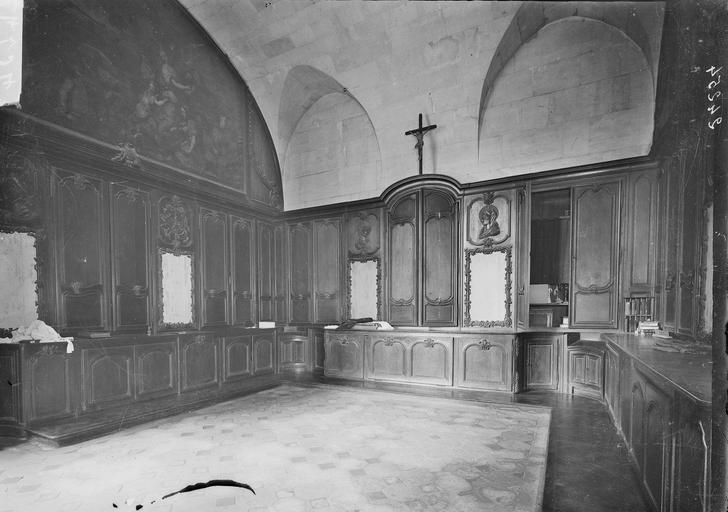
Vue générale.
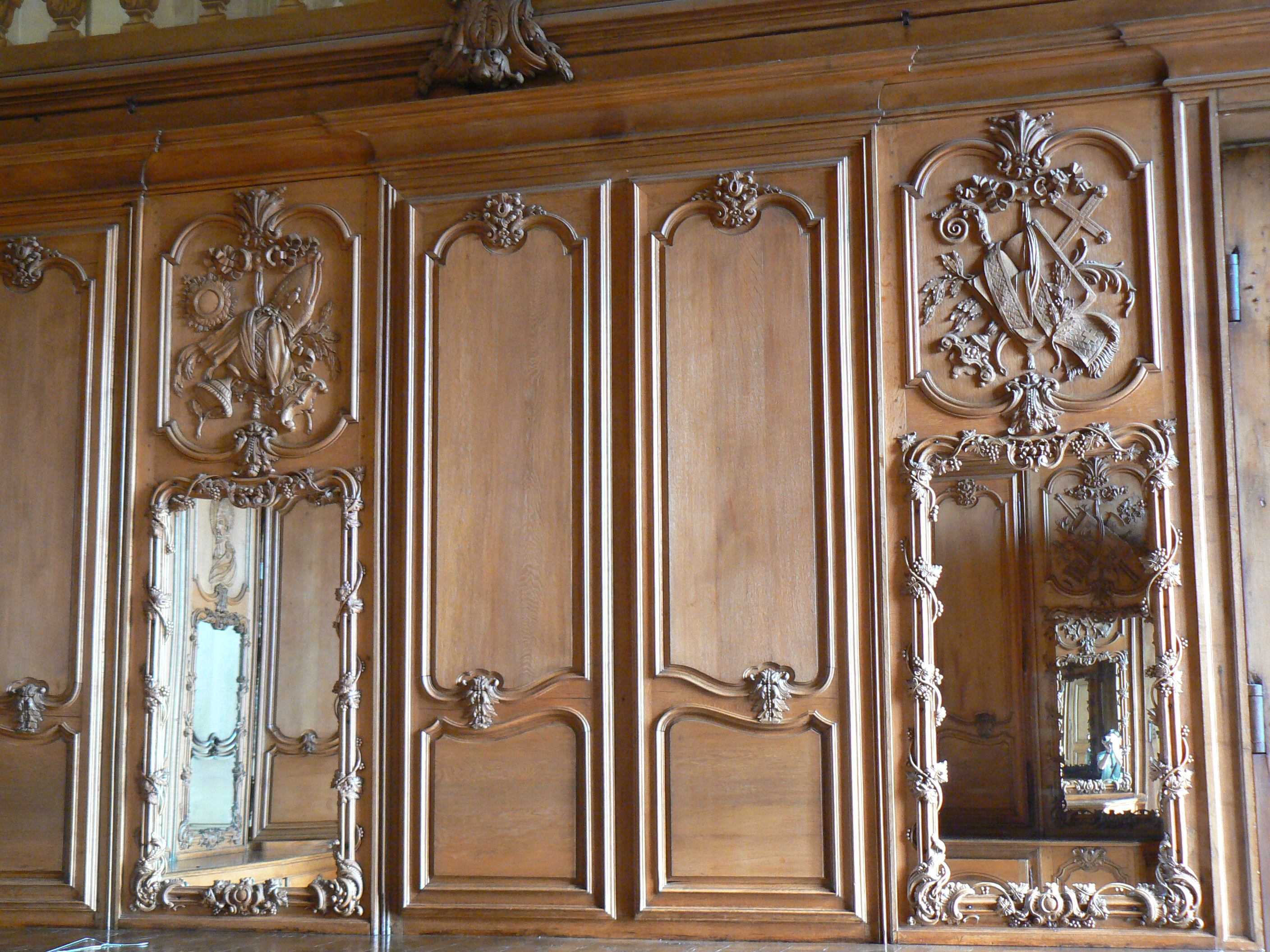
Détail des lambris de l'armoire.

##### La salle du chapitre
L'ancienne salle capitulaire est orné de plusieurs tableaux classés monuments historiques en tant qu'objet :
- Le Passage de la mer Rouge de Sébastien Bourdon[CC 6] ;
- Moïse faisant jaillir l'eau du rocher de Pierre Mignard[CC 7] ;
- Le Christ en croix de Jacques Noury[CC 8] ;
- Le Martyre de saint Étienne de Jacques Noury[CC 8].

Les lambris de revêtement, ainsi que le siège abbatial sont également classés monument historique en tant qu'objet.

La salle du chapitre
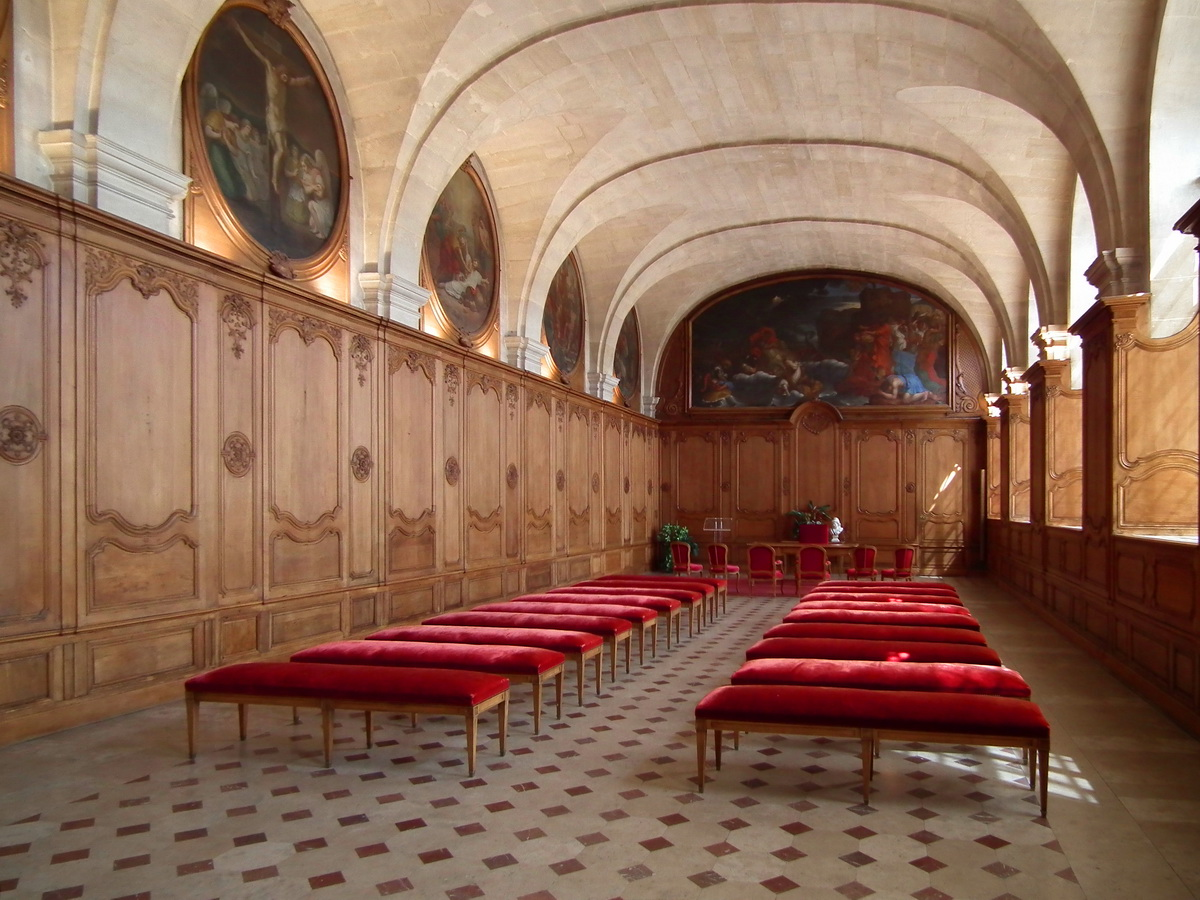
Vue générale.
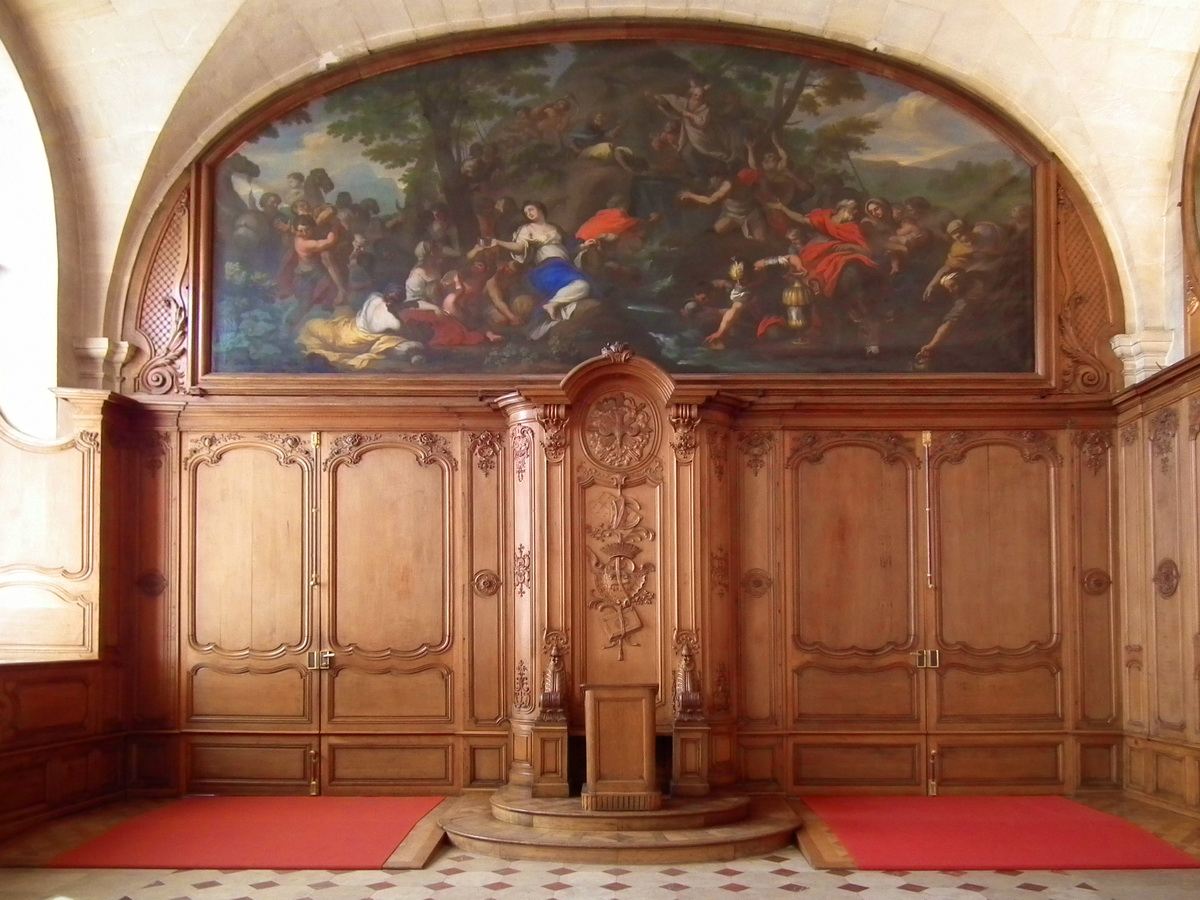
La chaire abbatiale.

##### Le scriptorium

Le scriptorium
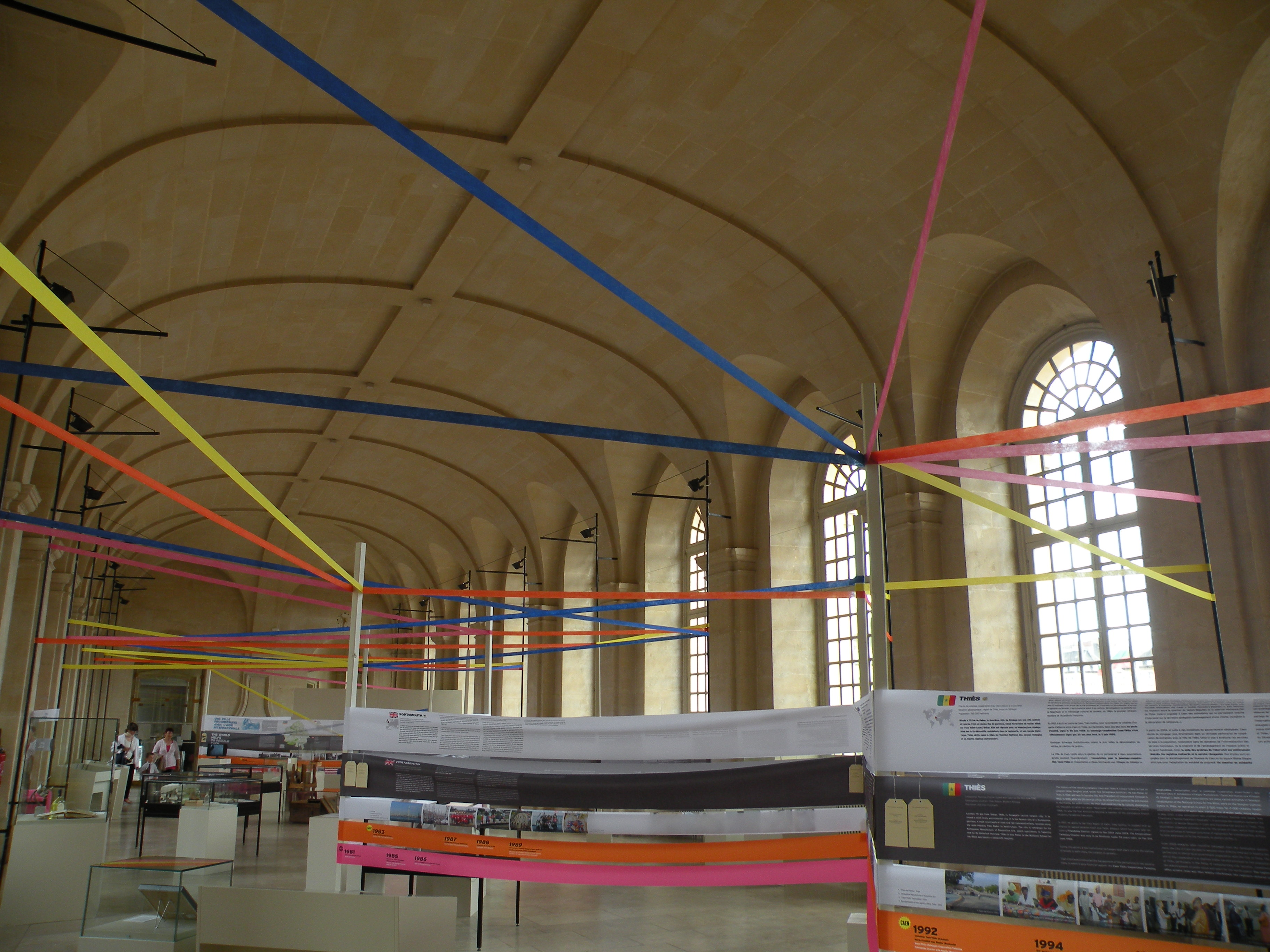
L'ancien scriptorium, aujourd'hui consacré aux expositions temporaires.
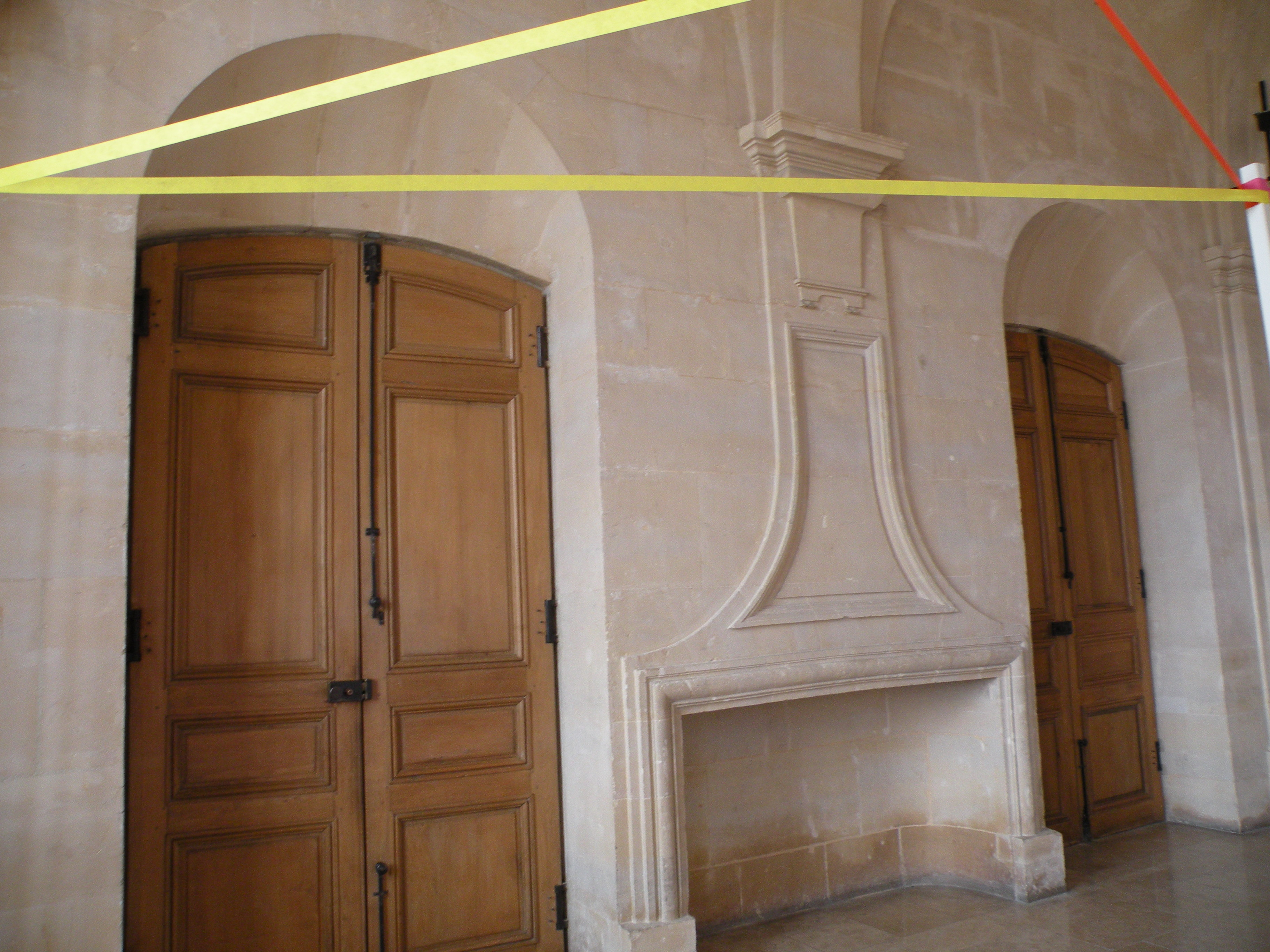
La cheminée sur le mur sud.

#### L'aile du réfectoire
On y trouve au rez-de-chaussée d'est en ouest :
- l'escalier d'honneur ;
- le réfectoire, qui conserve cet usage quand l'abbaye est utilisée comme lycée, aujourd'hui salle de réception de l’hôtel de ville.

##### L'escalier d'honneur
L'escalier d'honneur se situe à l'angle sud-est du cloître. Son vestibule est directement relié à l'entrée principale dans l'aile sur jardins.
C'est un bel exemple de stéréotomie car il n'est soutenu par aucun pilier central. Il donne ainsi l'illusion d’une double volée.
La rampe de l'escalier en fer forgé est classé monument historique en tant qu'objet.
Au premier étage, le couloir en haut de l'escalier est fermé par une grille également classée.

L'escalier d'honneur
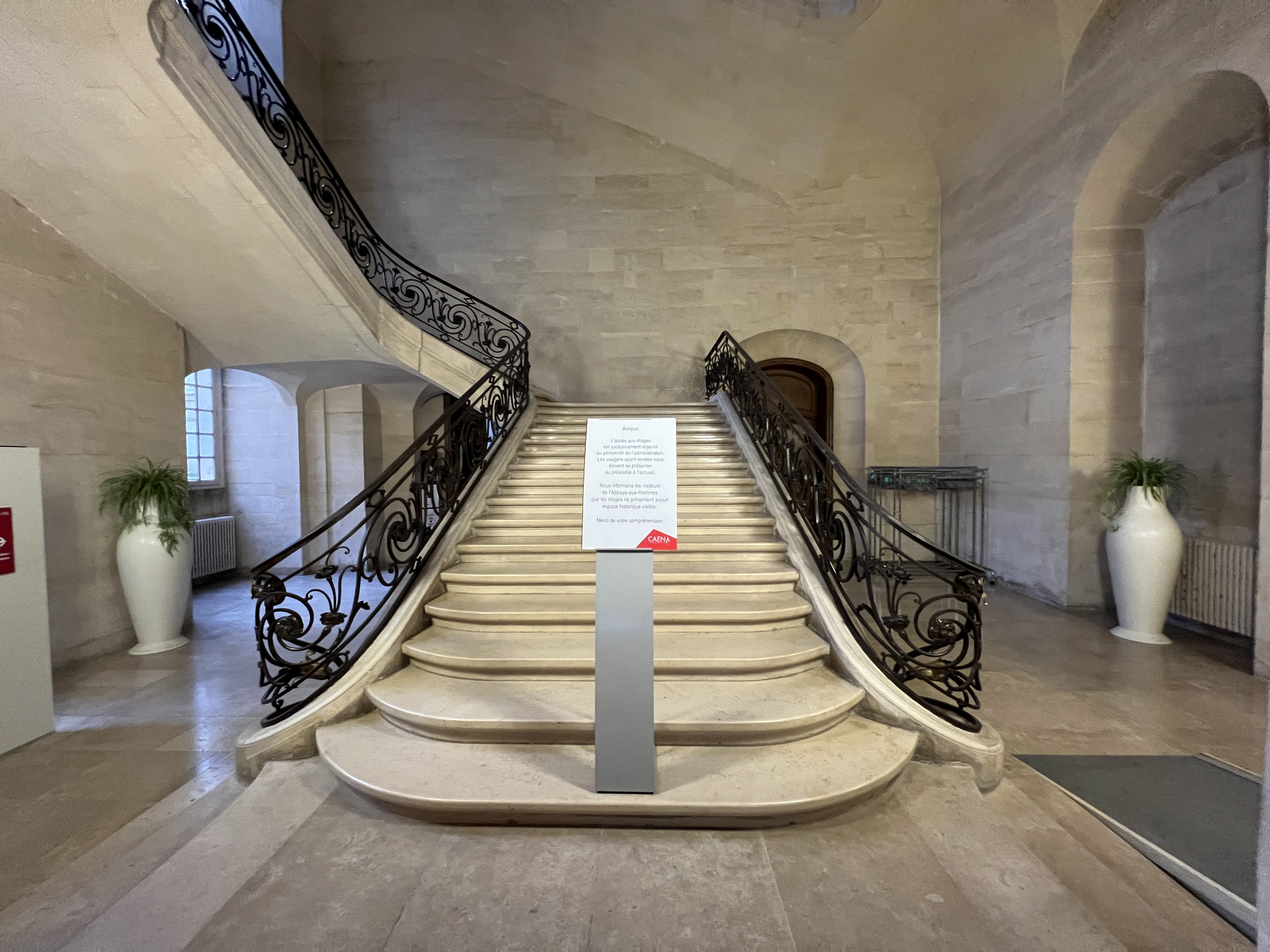
Départ de l'escalier au rez-de-chaussée.
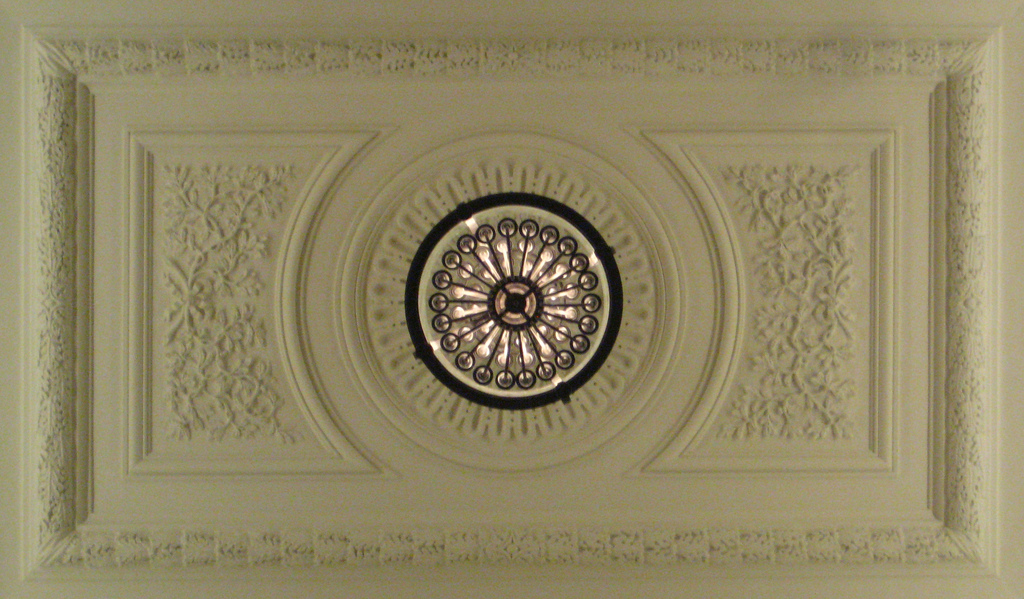
Plafond de l'escalier au dernier étage.
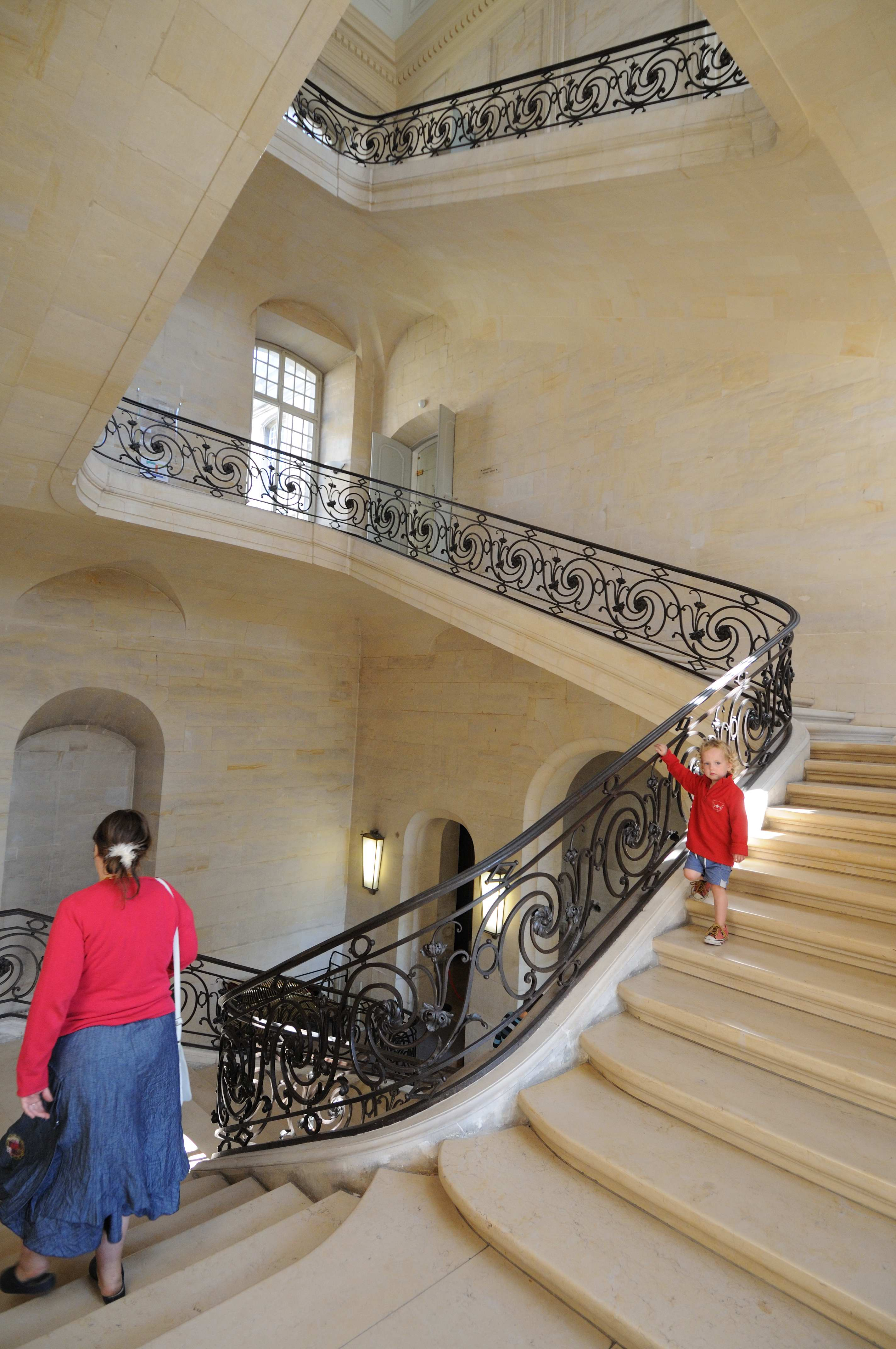
Volée de marches.
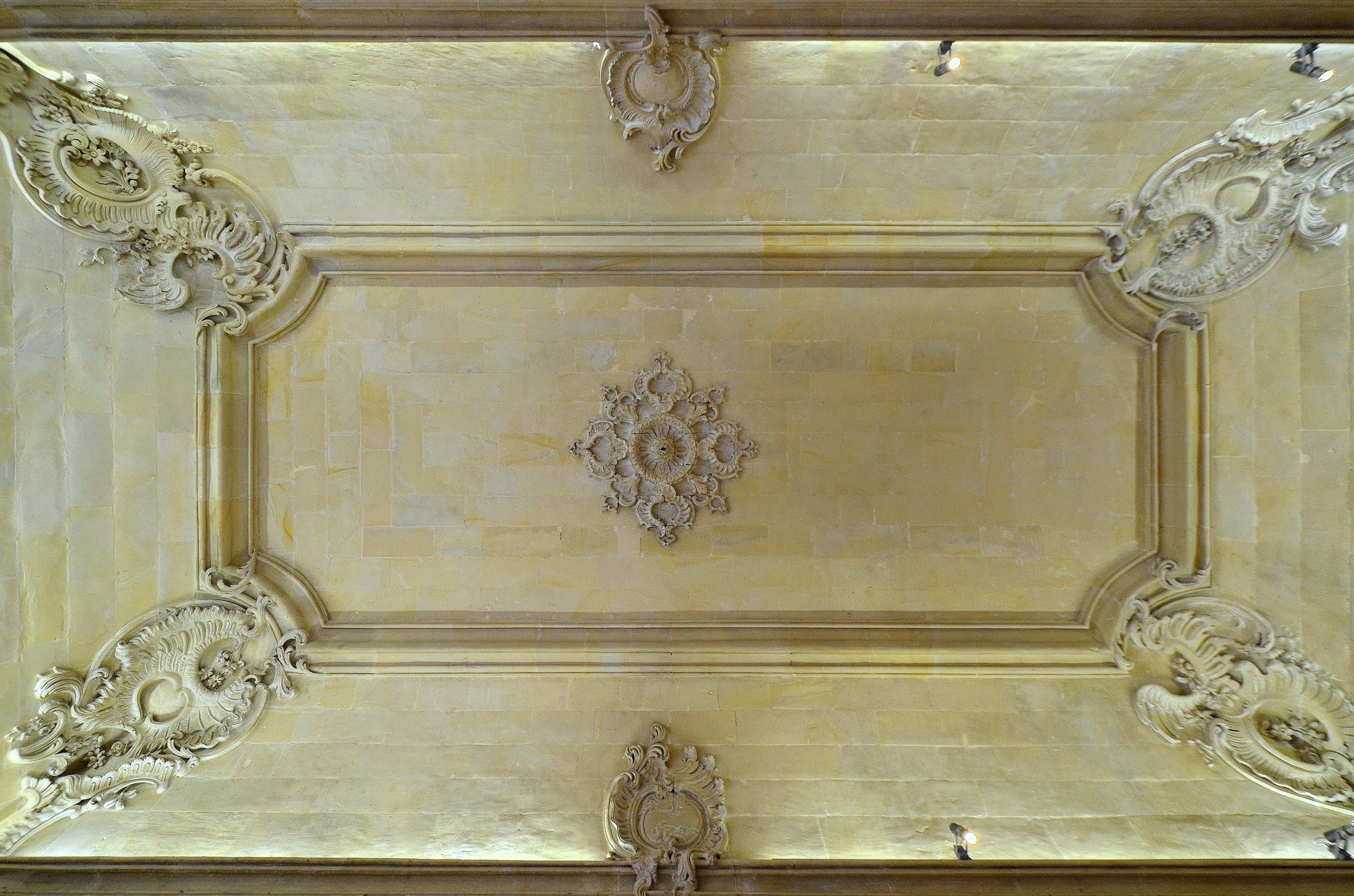
Plafond du vestibule donnant accès au cloître et au hall d'entrée.
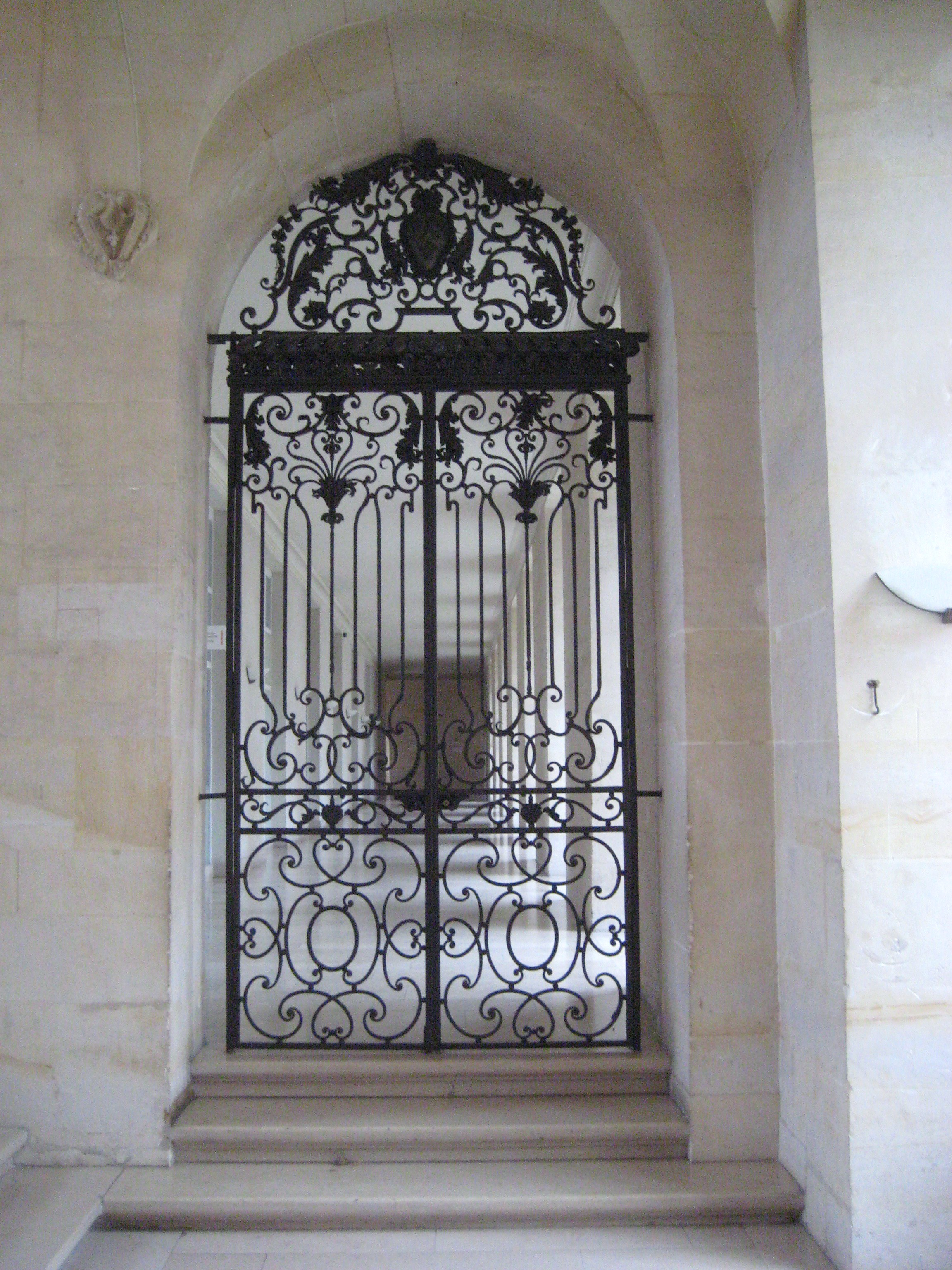
Grille de l'escalier.

##### Le réfectoire
Le réfectoire est décoré de nombreux tableaux de l'école française, classés monuments historiques en tant qu'objet :
- Le Christ guérissant les malades[CC 11] ;
- Le Christ et le centenier[CC 11] ;
- La samaritaine[CC 11] ;
- La Tentation du Christ[CC 11] ;
- Guillaume le Conquérant ordonnant l'incendie de sa flotte de Nicolas-Bernard Lépicié[CC 12] ;
- Baptême du Christ de Nicolas-Bernard Lépicié[CC 12] ;
- Le Christ faisant venir à lui les petits enfants de Nicolas-Bernard Lépicié[CC 12].

Les lambris en chêne sont également classés.

Le réfectoire
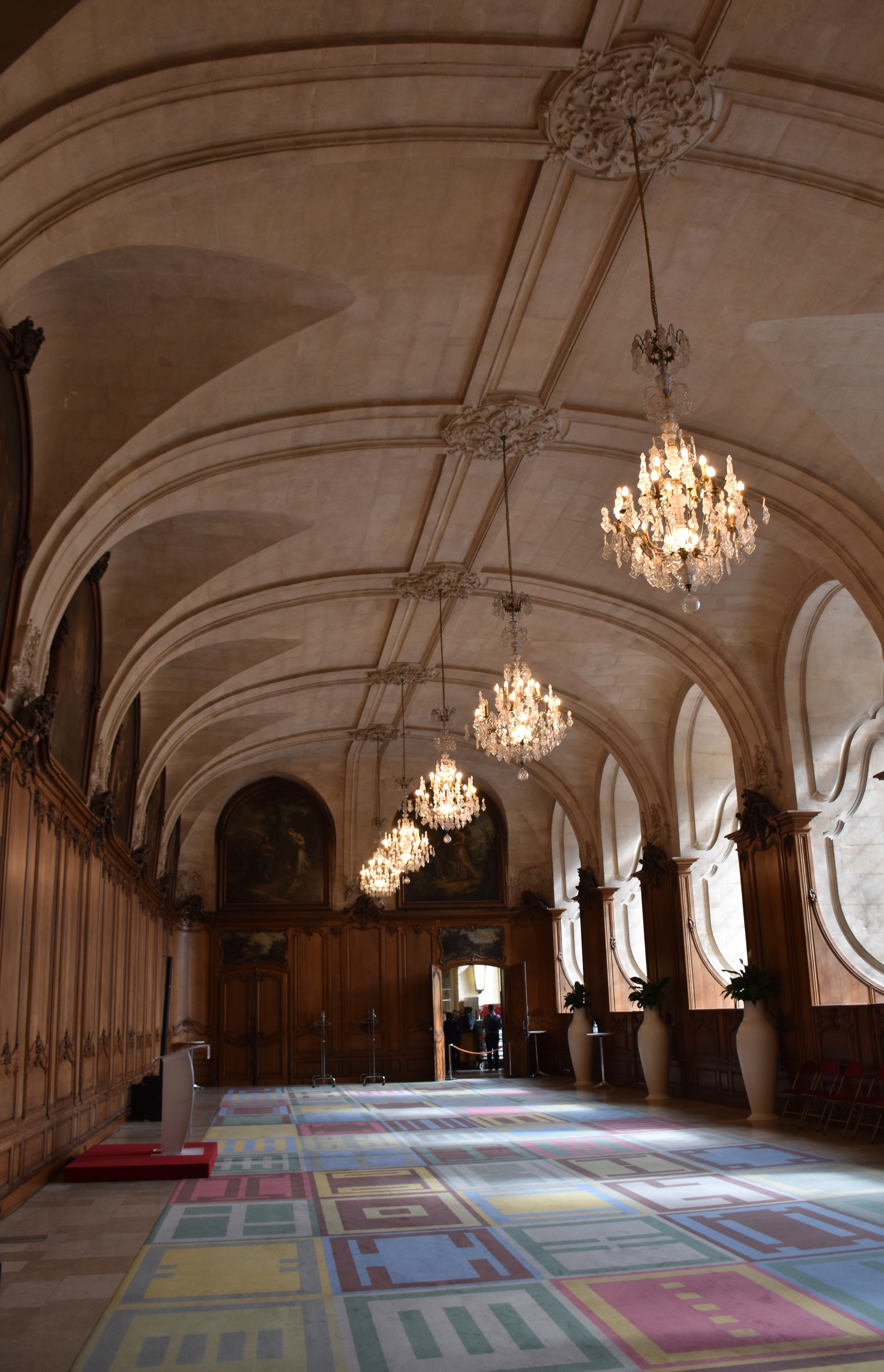
Vue générale.
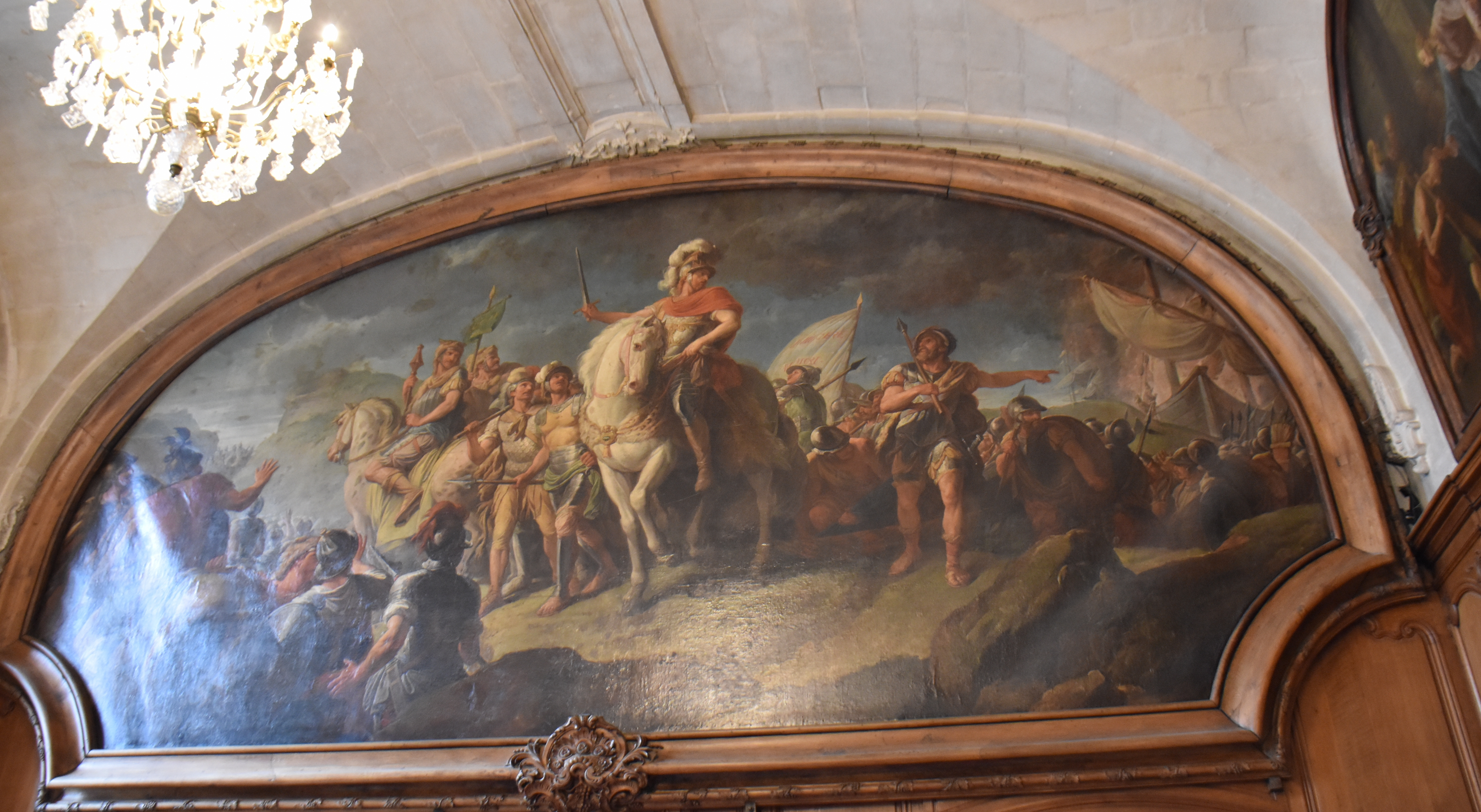
Tableau représentant Guillaume le Conquérant.

##### Le pressoir
Dans les caves, on peut trouver un pressoir de la fin du XVIIe siècle les moines l’utilisaient pour la fabrication du cidre destiné à leur propre consommation. Au XIXe siècle, il était toujours en activité pour le compte du lycée.

#### L'aile des hôtes (ouest)
On y trouve le parloir. Cette salle, située juste à côté du pavillon d'entrée, permettait aux moines d'accueillir des visiteurs extérieurs.
La rampe de l'escalier en fer forgé au sud du parloir est classé monument historique en tant qu'objet.
Au premier étage, le couloir en haut de cet escalier est fermé par une grille également classée.

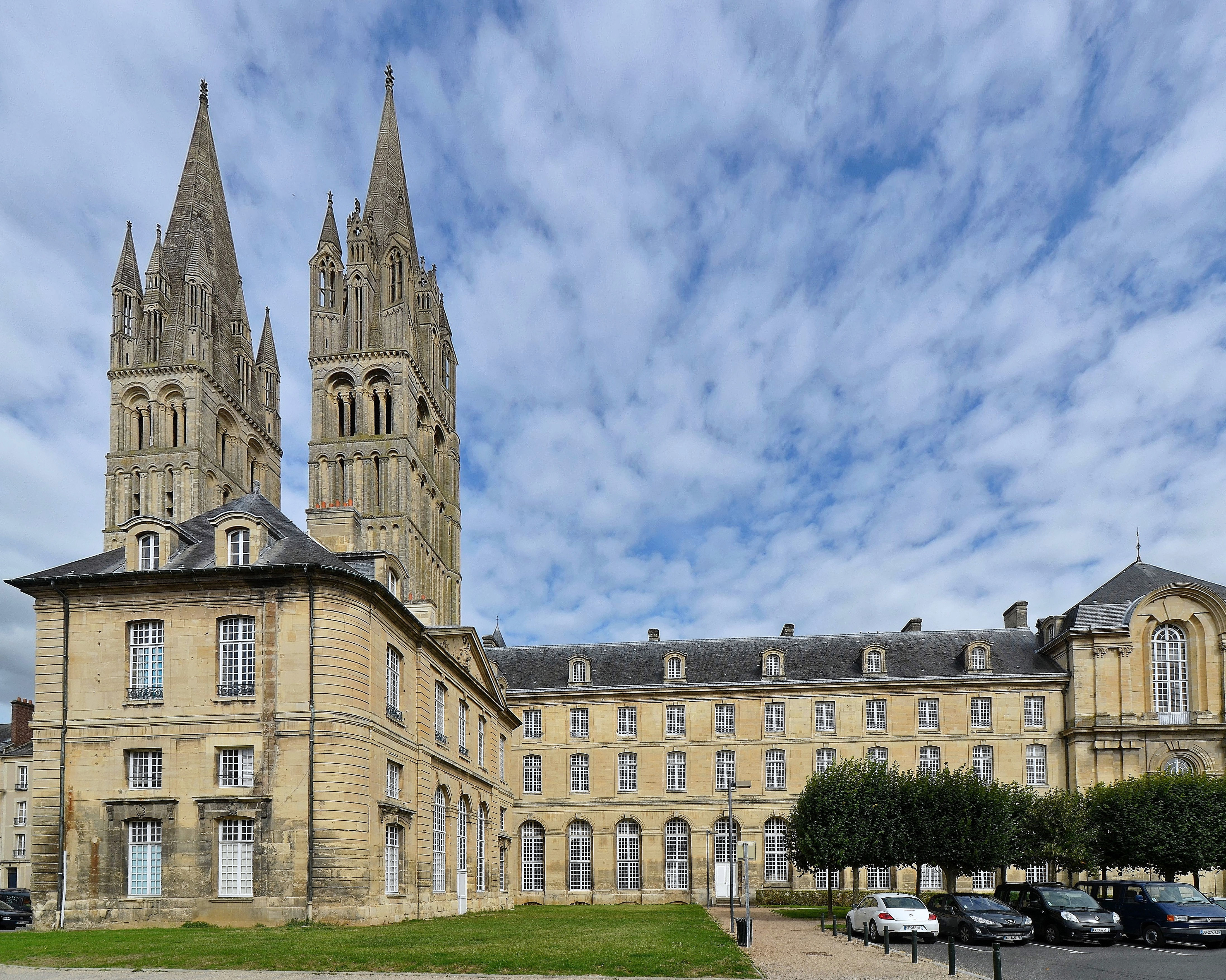
Depuis l'impasse Duc-Rollon ; raccord avec le pavillon d'entrée.
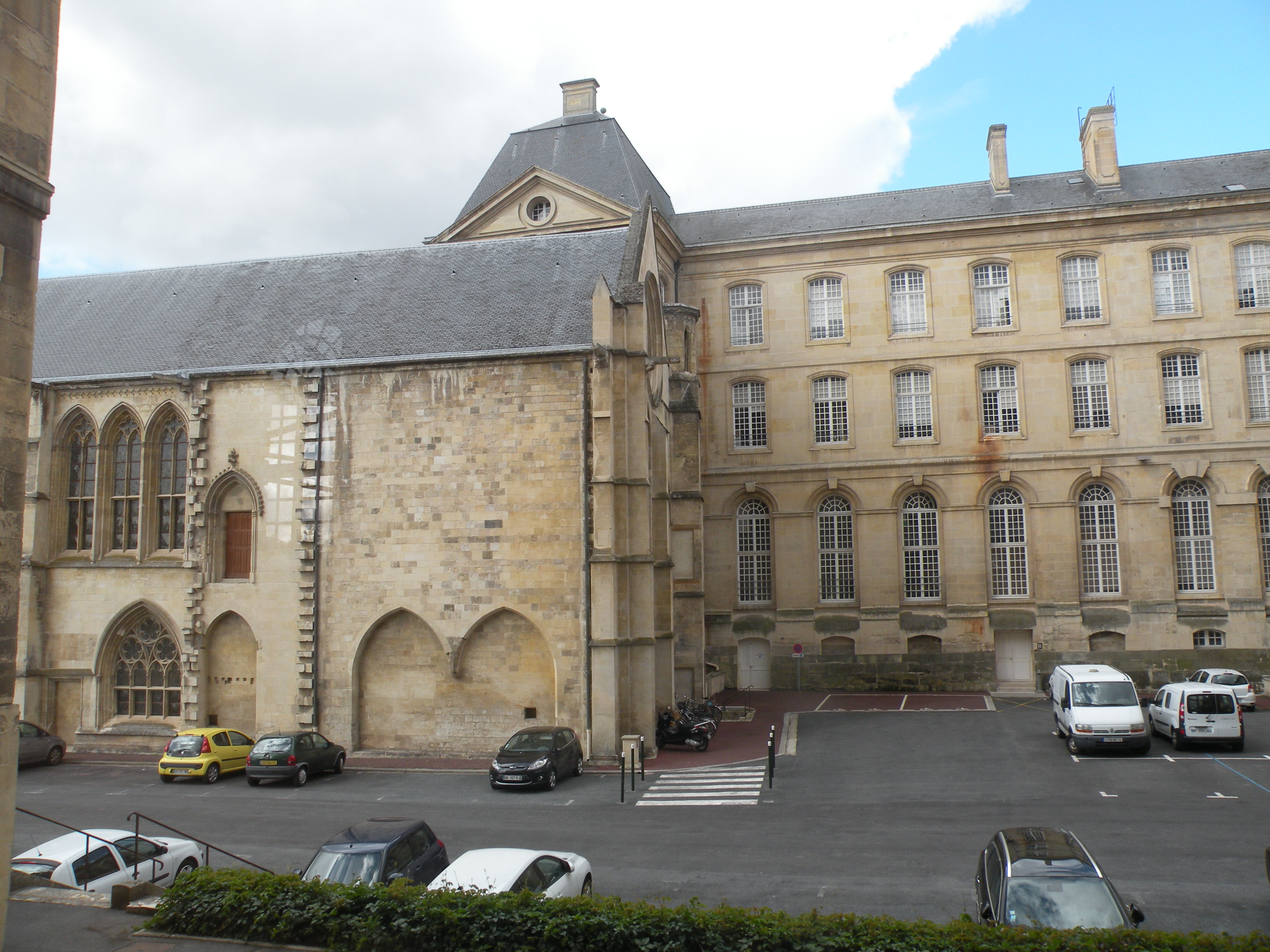
Depuis la cour sud ; raccord avec la salle des Gardes.
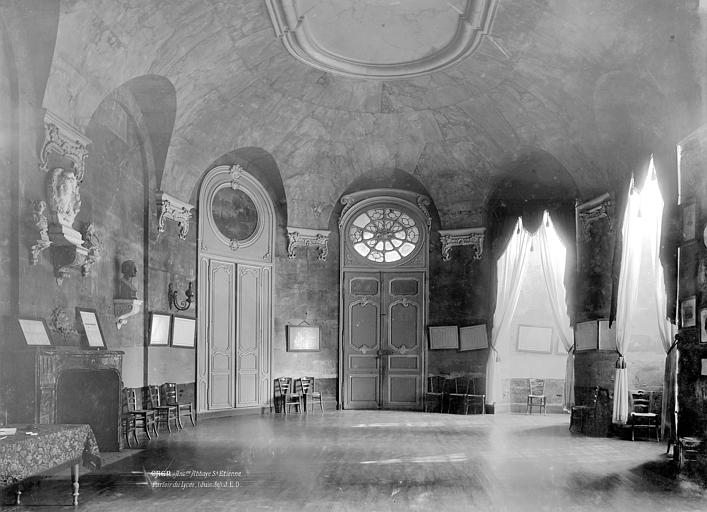
Le parloir.

#### Le cloître
Le premier cloître roman était de dimension plus modeste que le cloître actuel. Dans l'angle sud-ouest, se trouvait un pavillon abritant une fontaine.
Le cloître a été reconstruit à la place de l'ancien par Guillaume de la Tremblaye. La construction a duré plusieurs décennies :
- galerie est (1725-1728) ;
- galerie nord (1734-1736) ;
- galerie ouest (1741-).

Chaque galerie est divisée en onze travées. Le cloître toutefois n'est pas complétement carré : les galeries nord et sud de la cour sont longues d'environ 45 mètres, alors que les galeries ouest et est sont longues d'environ 47 mètres. De type toscan, les arcades en plein cintre sont encadrées par de fausses colonnes rectangulaires légèrement en saillies surmontées de chapiteaux doriques comme à l'abbaye d'Ardenne reconstruite à la même époque. À l'intérieur, les arcades sont rythmées par des arcs-doubleaux reposant sur le même type de fausse colonne. Le plafond des arcades est constitué de voûtes d'arêtes doubles déprimées avec lunettes longitudinales et transversales et de plafonds centraux octogonaux bordés de nervure. Le même dispositif a été employé à l'abbaye aux Dames, mais le cloître n'y a jamais été fermé par manque de moyen.
Lors de la restauration de l'ancienne abbaye dans les années 1960, le jardin « à la française » inspiré de ceux de Le Nôtre a été reconstitué. Au XIXe siècle, il avait été transformé en terrain d'exercice et en cour de promenade pour les lycéens.
Dans l'angle nord ouest du cloître, contre le mur de l'église, se trouve le tableau des offices. Il est constitué d'une horloge et d'un tableau d'emploi des moines pendant les offices. L'ensemble est classé monument historique en tant qu'objet.

Le cloître
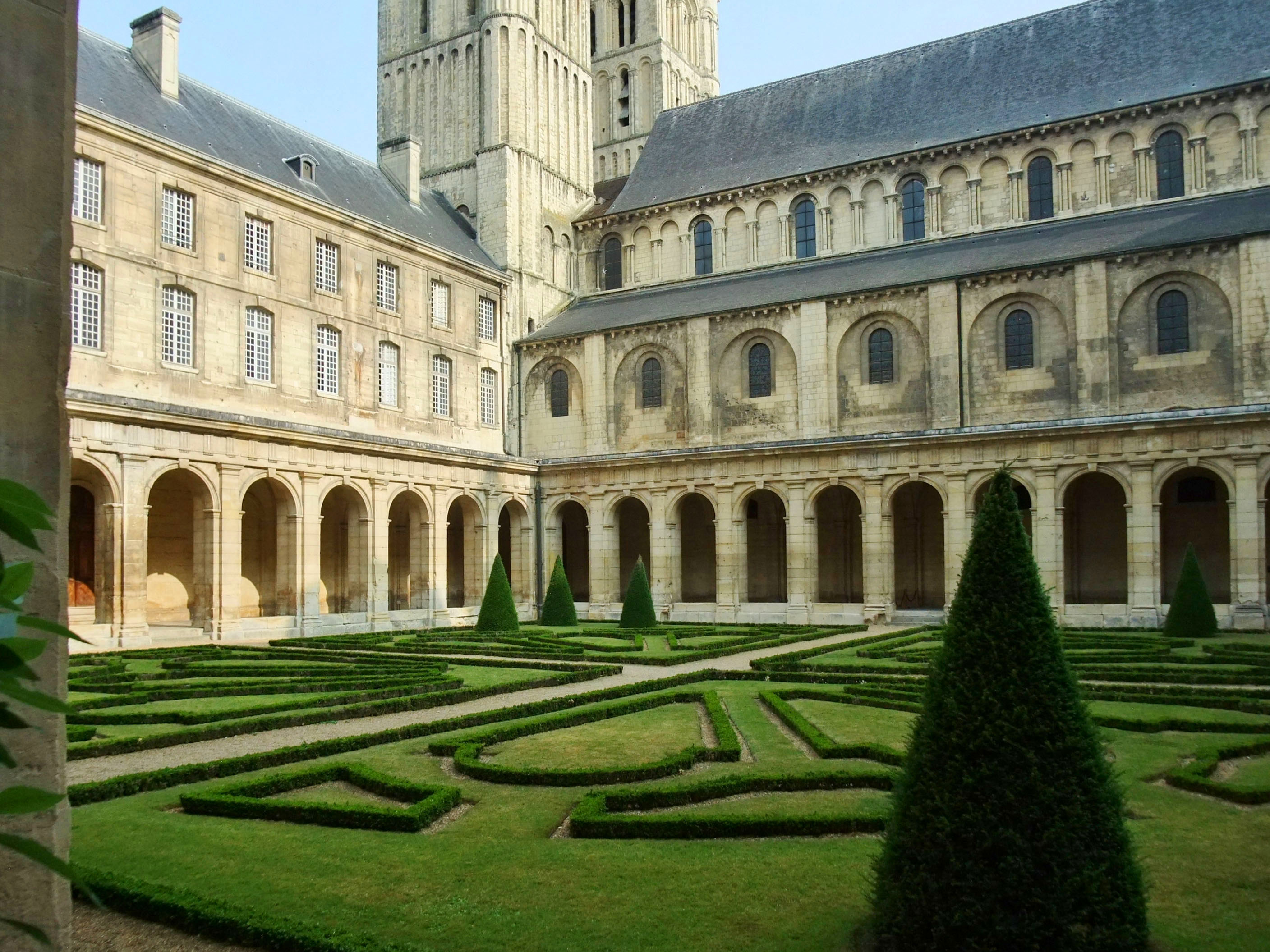
Le jardin central.
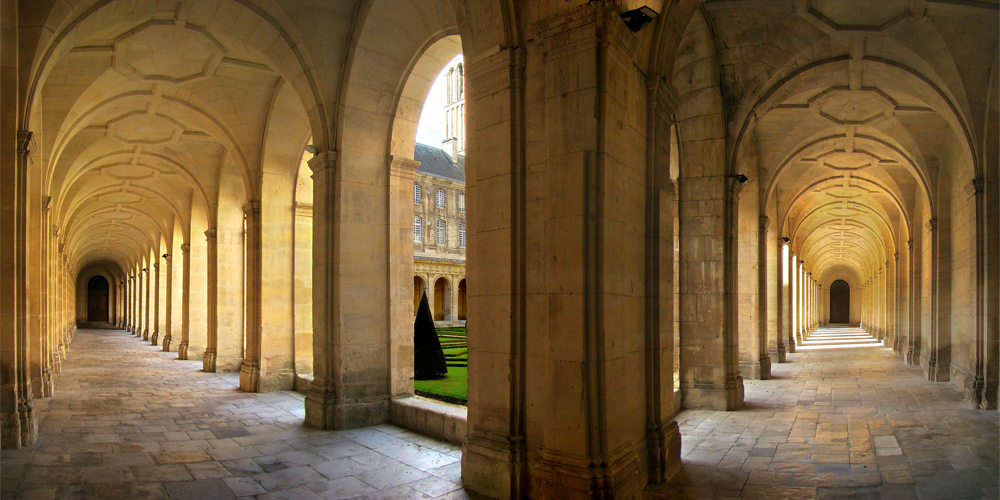
Deux des galeries.
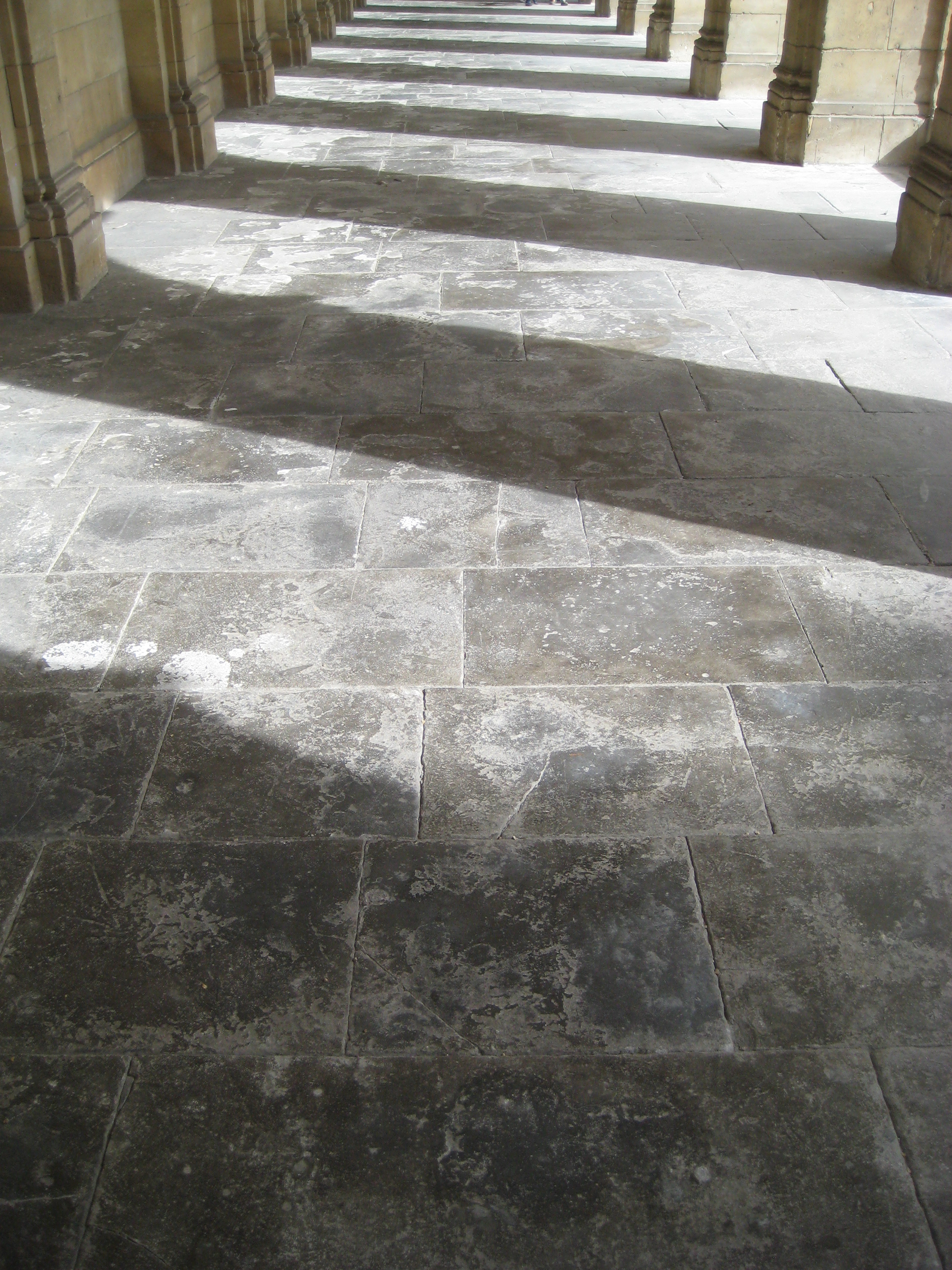
Dallage d'une galerie du cloître.
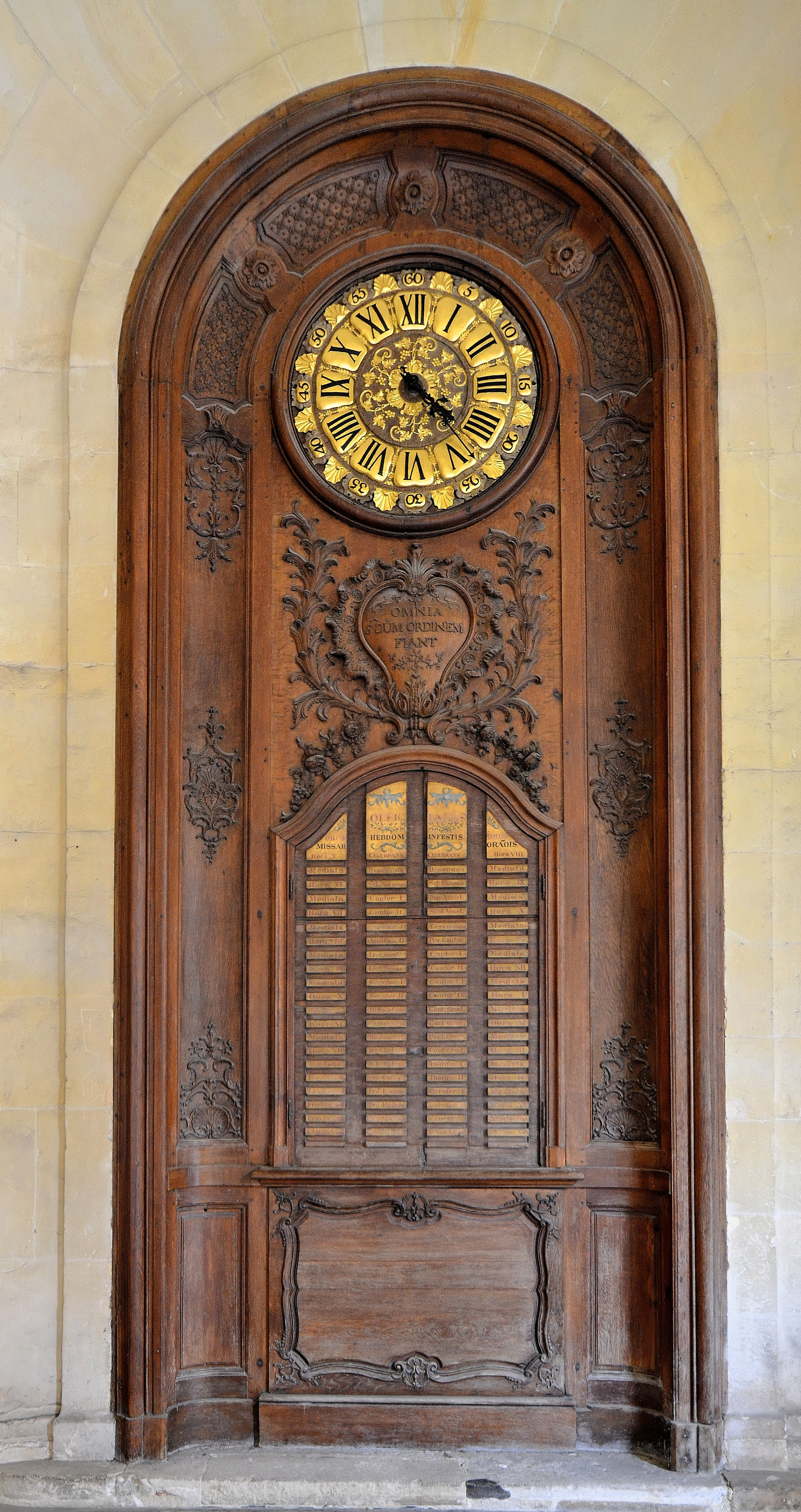
Le tableau des offices.

#### Le pavillon d'entrée
Ce bâtiment a été construit entre 1730 et 1734 pour accueillir la porterie, le parloir et le bureau des officiers. Situé sur la place Monseigneur-des-Hameaux, il est perpendiculaire à la façade de l'église Saint-Étienne. Il communique avec l'aile ouest des bâtiments conventuels.

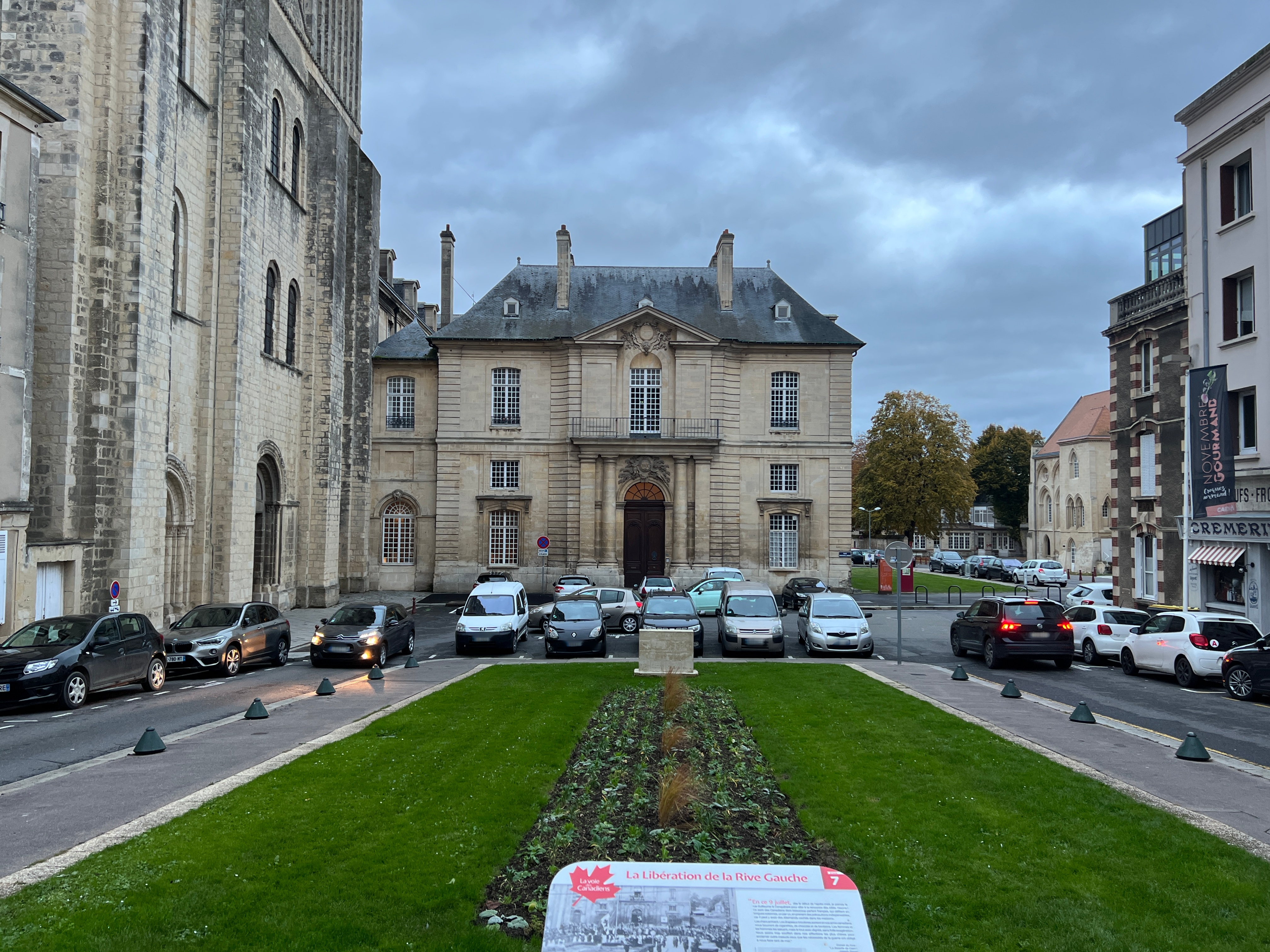
Depuis la place Monseigneur-des-Hameaux.
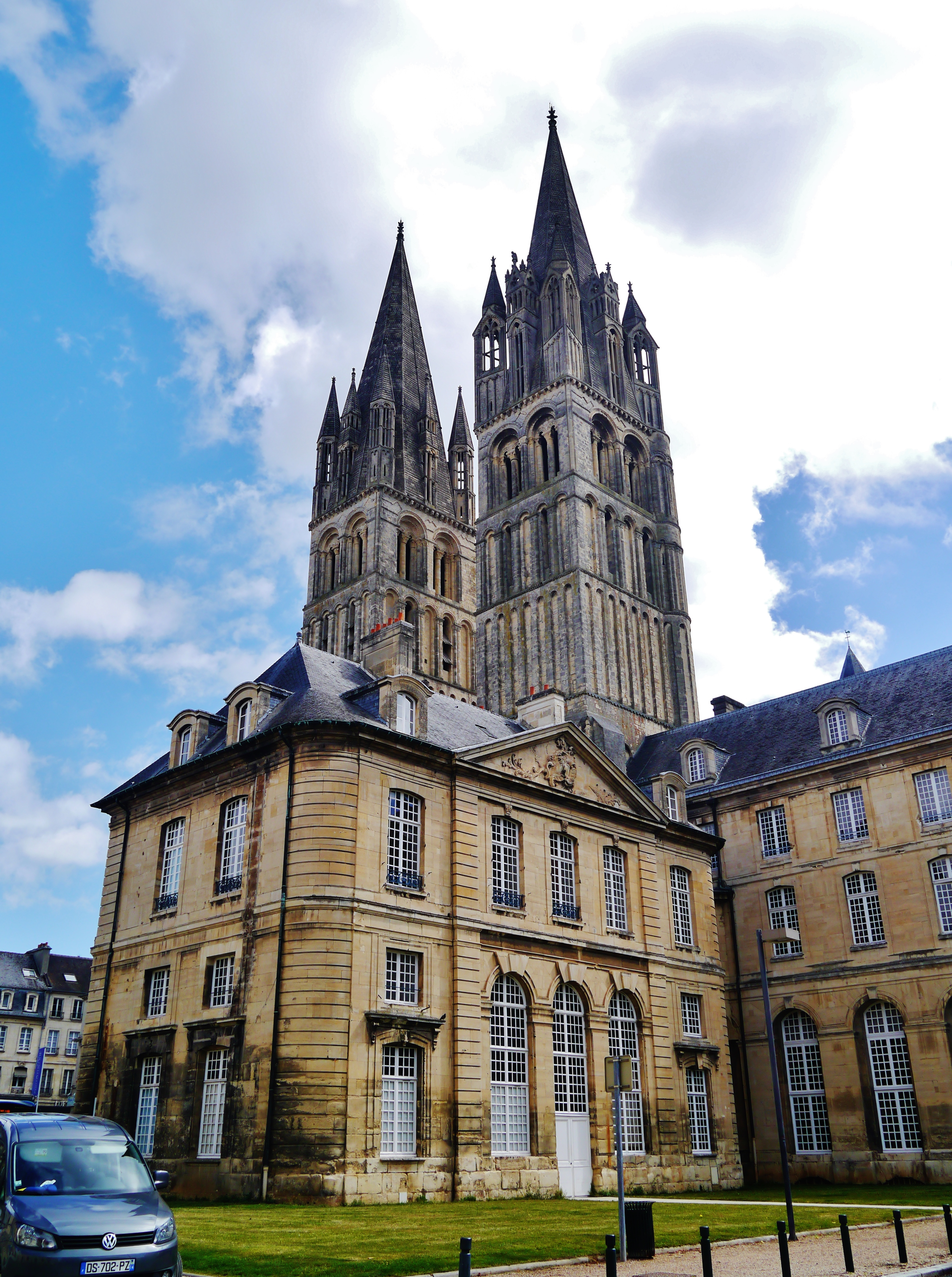
Depuis l'impasse Duc-Rollon.
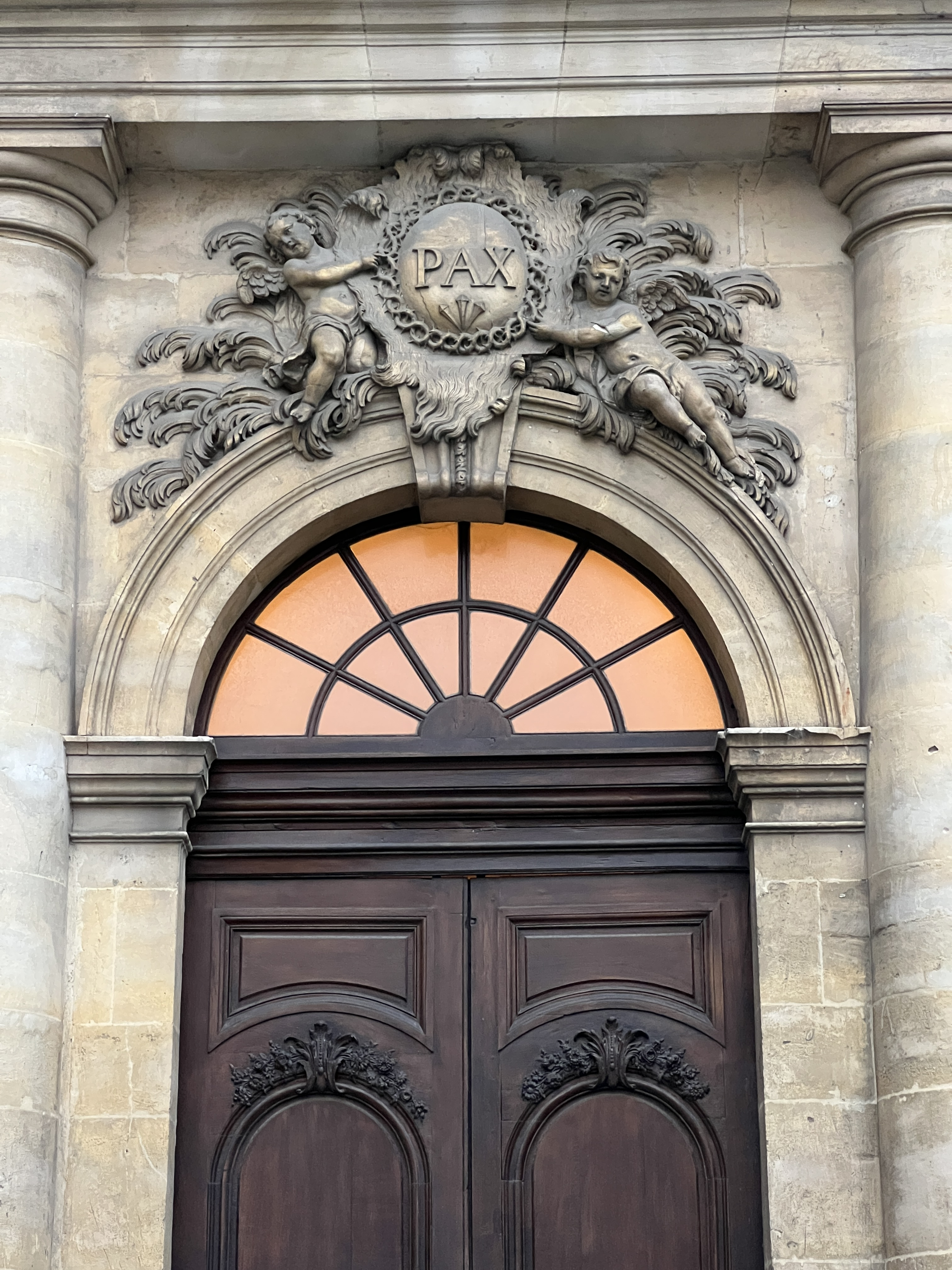
Détail de la porte d'entrée sur la place Monseigneur-des-Hameaux.

### La salle des gardes (XIVesiècle)
Histoire
La salle des gardes est un bâtiment construit au début du XIVe siècle. Elle était utilisée comme salle de réception lors de la venue des hôtes de marques à l'abbaye. La salle à l'étage servait également de palais de justice quand l'abbé rendait des jugements concernant ses terres ou quand l'Échiquier de Normandie, itinérant jusqu'en 1499, passait par Caen ; le rez-de-chaussée était alors utilisé comme salle des pas perdus. Les États provinciaux de Normandie siégeaient aussi à l'occasion dans cette salle.
Ravagé lors des guerres de religion, l'édifice connaît le même sort que le palais ducal en étant transformé en écurie et en grenier. Sur le plan de 1684, elle est désignée comme bibliothèque.
La salle prend son nom actuel au XVIIIe siècle, bien qu'elle n'ait jamais servi à abriter la moindre garnison. Désirant fermer la cour sud des nouveaux bâtiments conventuels en construction, les moines projettent de détruire le bâtiment ; ils commencent par démolir une tour abritant l'escalier menant à l'étage.
La Révolution française sauve l'édifice de la destruction, mais il est sérieusement détérioré quand l'abbaye est transformée en établissement scolaire. La salle sert successivement de salles de classe, de gymnase, puis de séchoir. En 1804, des baies et la rosace sont murées, tandis que de nouvelles ouvertures carrées sont percées sur la façade ; on installe des cloisons et on multiplie les planchers afin d'installer des salles de classe. En 1828-1830, ces dernières sont transférées dans le couloir des classes que l'on vient de construire dans les jardins à l'est ; on abat alors toutes les cloisons et tous les planchers afin d'aménager un gymnase. En novembre 1870, le gymnase est provisoirement transformé en hôpital militaire.
La salle des gardes fait l’objet d’un classement au titre des monuments historiques depuis le 15 avril 1911. Entre 1968 et 1976, la salle des gardes est restaurée avec soin par Jean Merlet, chef des monuments historiques, grâce à une description de l'édifice faite par Arcisse de Caumont à laquelle était jointe une gravure réalisée en 1767 par Andrew Coltee Ducarel. La salle à l'étage sert de salle de délibération du conseil municipal depuis le 13 septembre 1973.
Architecture
L'édifice de deux niveaux fait 36 × 11 mètres. Plus ancien que le reste des bâtiments conventuels, il est légèrement désaxé par rapport aux bâtiments du XVIIIe siècle.
Au sud, la façade est ouverte par trois hautes fenêtres ogivales couronnées d'un gable. Elle est encadrée par deux tourelles octogonales qui étaient à l'origine coiffées par des pyramides à huit pans. Au nord, la façade est percée d'une rosace fermée par vitrail, restaurée grâce à des gravures anciennes, dont le centre représente un château, emblème de Caen au XIVe siècle. Sur la façade orientale, on peut encore voir les vestiges de l'ancienne tour abritant l'escalier ; de forme carrée, elle était renforcée par des contreforts et couronnée par une haute toiture à quatre pans. Les façades sont percées de baies en tiers-point décorées de pilastres cannelées.
Au rez-de-chaussée, sont exposés les résultats de la fouille menée sur le site en 1974 et entre 1979 et 1981 ; au centre de la salle, le squelette de la première Caennaise connue, une femme ayant vécu vers 1000 avant Jésus-Christ, est disposé dans une sépulture recouverte d'un tombeau vitré.
À l'étage, la voûte en forme de coque de bateau renversée a dû être reconstruite en châtaignier, mais les deux poutres d'origines, en chêne, ont été conservées ; cette voûte était autrefois peinte d'armoiries qui n'ont malheureusement pas pu être restituées. Au sol en revanche, la céramiste Françoise Bizette, secondée par Catherine Le Couey, a pu reproduire le pavage à l'ancienne constitué de pavés de briques vernissées dont une partie était conservée par la Société des antiquaires de Normandie ; ces carreaux représentent soit les armoiries de villes et de provinces (Caen, Normandie, Angleterre, Flandre) ou de personnages (abbés, des bienfaiteurs et grands seigneurs y ayant séjourné), soit des symboles religieux ou des motifs géométriques, soit enfin la conquête de l'Angleterre de 1066. Les deux cheminées détruites au XIXe siècle ont également pu être restaurées.

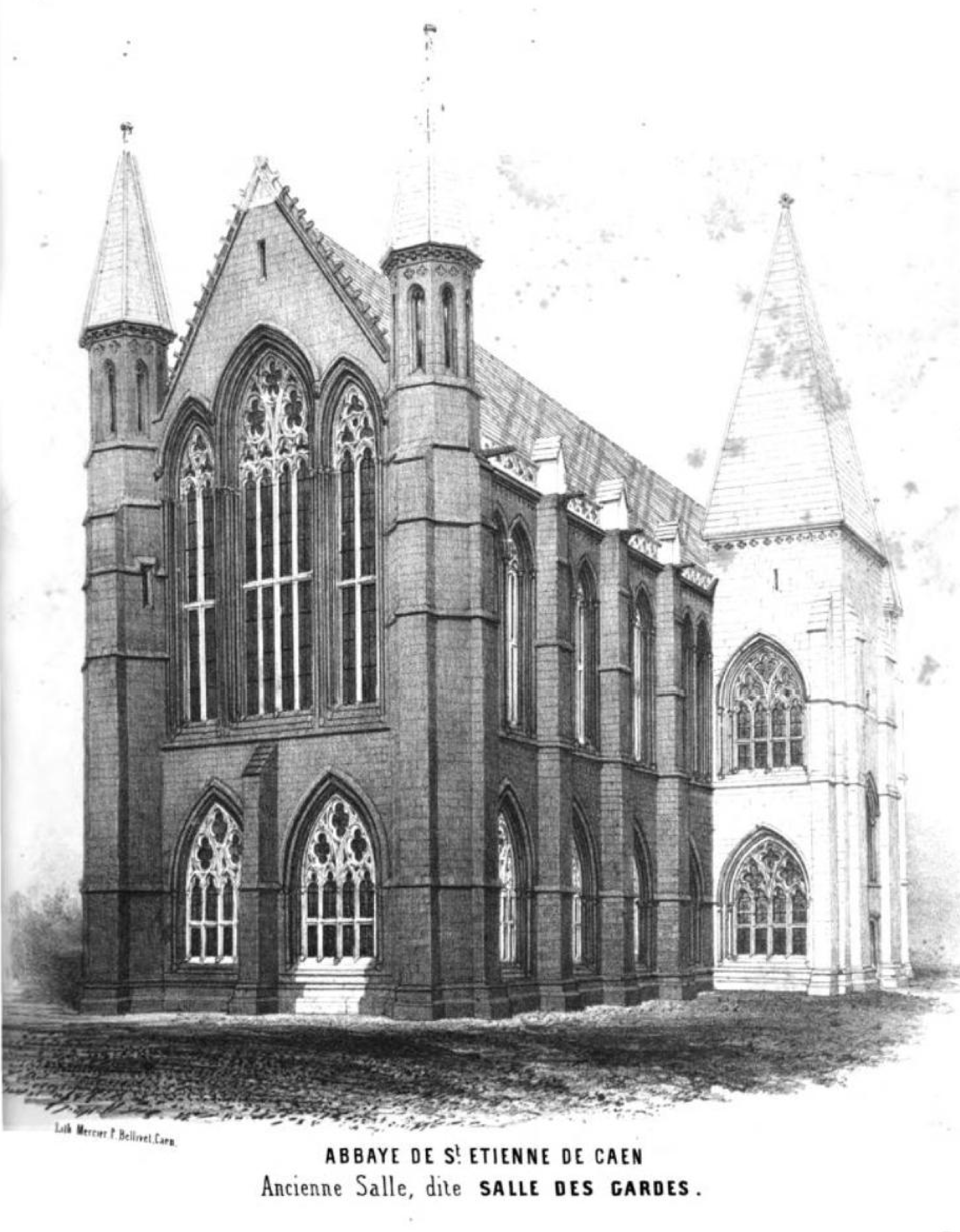
La salle des gardes dans son état d'origine[AC 47].
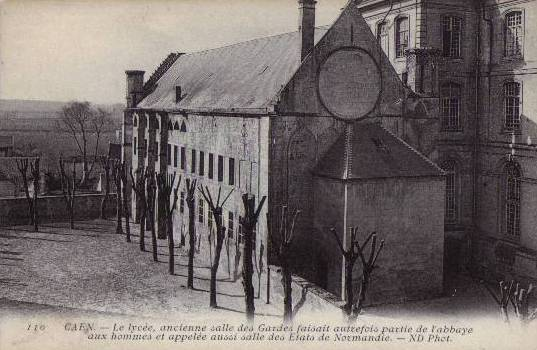
L'angle nord-est de la salle des Gardes transformée en gymnase.
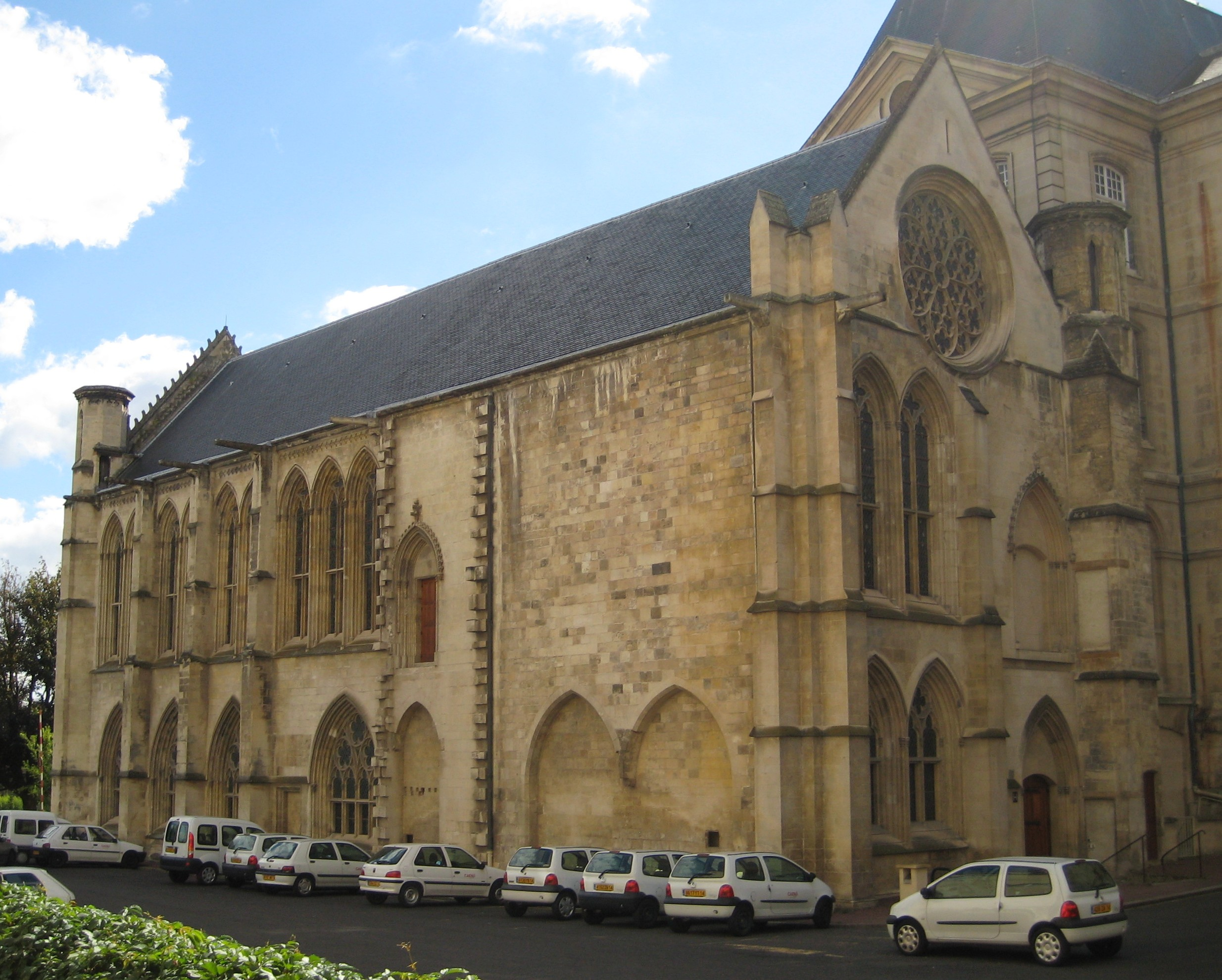
L'angle nord-est de la salle aujourd'hui.
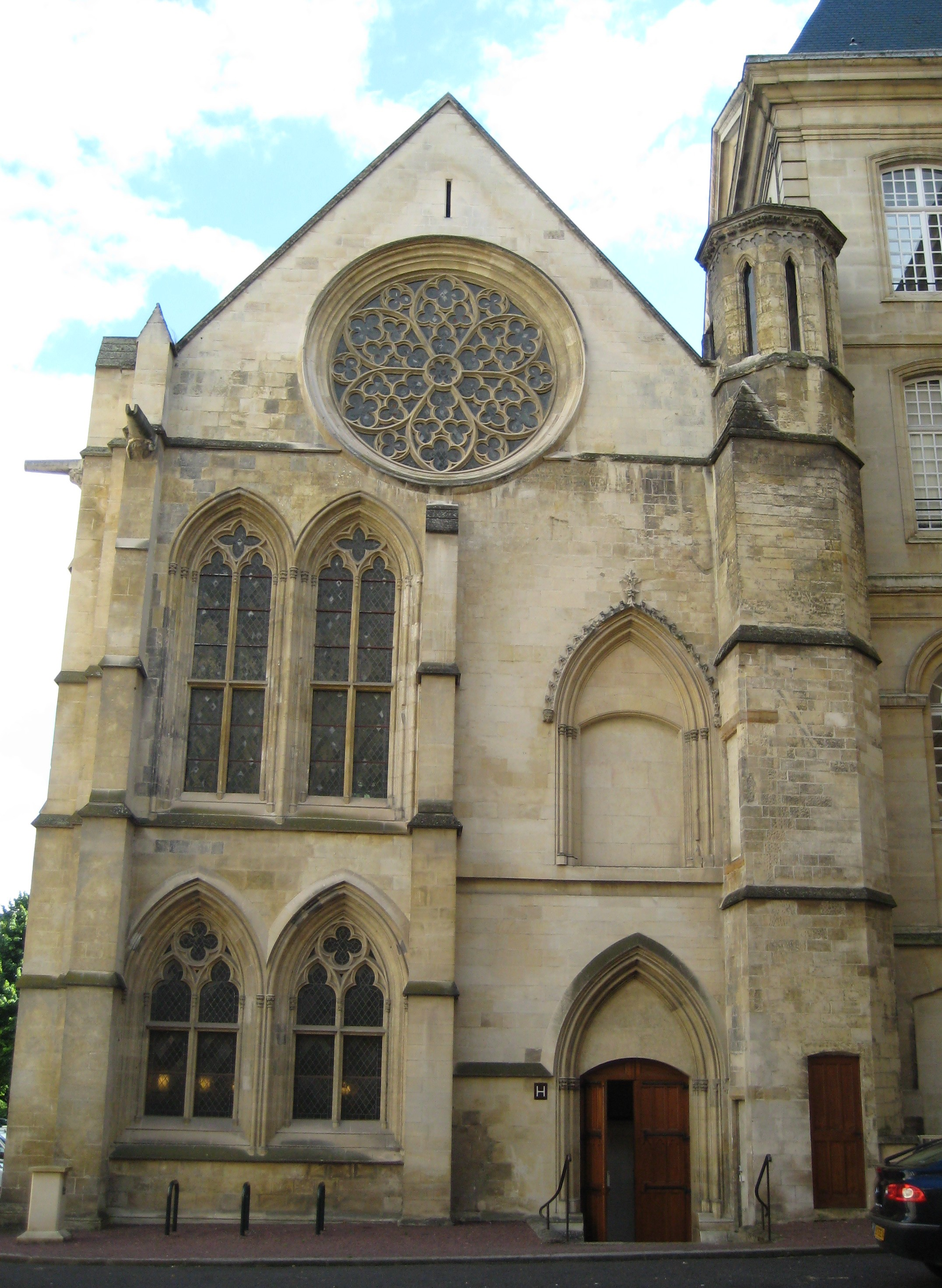
La façade nord.
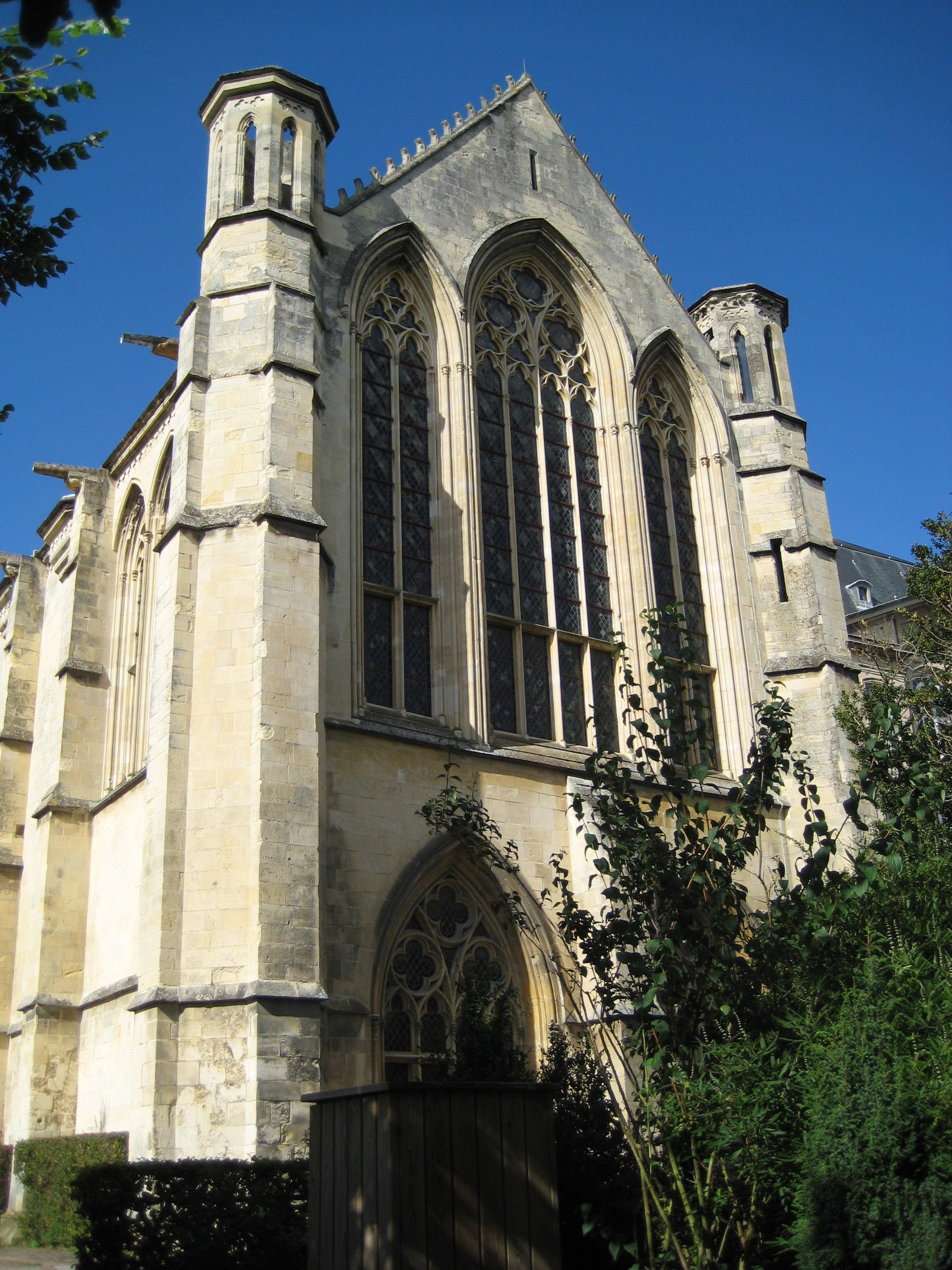
L'angle sud-ouest.
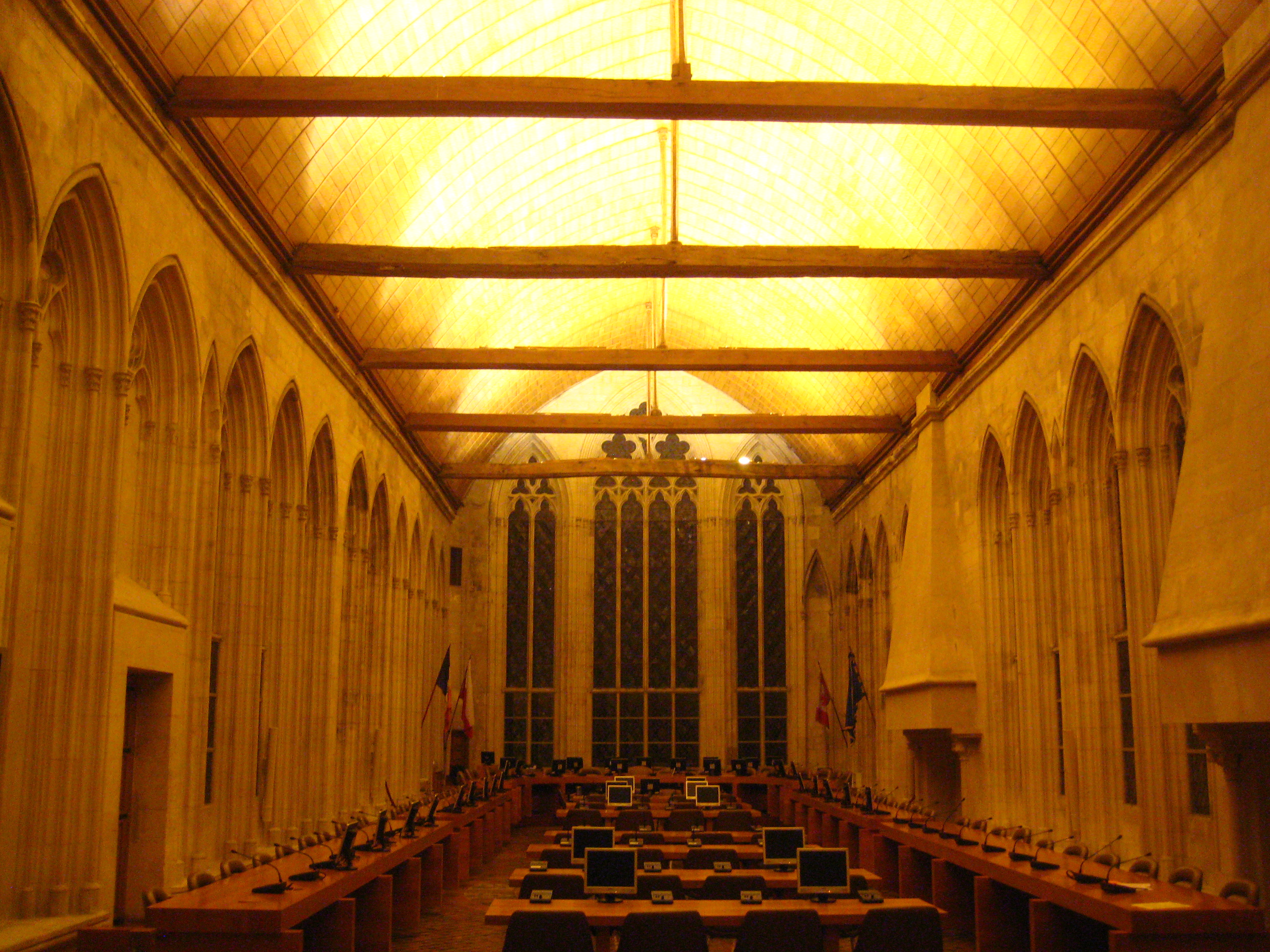
La salle du conseil, de nuit.

### Le palais ducal (XIVesiècle)
Histoire
Le palais ducal, également appelé palais de Guillaume ou Logis du Roi, a été construit au XIVe siècle, probablement pour accueillir les hôtes de marque de l'abbaye. Endommagé lors des guerres de religion, le bâtiment est transformé à la fin du XVIe siècle en écurie et en grenier. Après la Révolution française, il sert de magasin à vivres pour l'armée.
Le 7 octobre 1840, une ordonnance royale autorise le département du Calvados à acheter les bâtiments occupés par le génie militaire pour y installer l'École normale d'instituteurs. En 1840, les plans pour établir l'institution dans le palais sont adoptés par le conseil des bâtiments civils. L'école ouvre le 11 décembre 1841.
La société des antiquaires de Normandie envisage d'utiliser le bâtiment pour y installer ses collections, mais le musée des antiquaires de Normandie est finalement aménagé dans l'ancien collège du Mont en 1854.
L'ancienne caserne de Gendarmerie Saint-Étienne est concédée pour créer une école-annexe en 1862. Les plans et devis d'aménagement, préparés par l'architecte départementale, sont approuvés le 4 avril 1863. Les travaux sont terminés en août 1865. Dans le cadre de ces travaux, une chapelle est construite à partir d'un prétoire du XVe siècle ; la nouvelle chapelle est bénite le 11 juin 1867.
En 1887, l'École normale d'instituteurs est transférée dans les nouveaux locaux de la rue Caponière (actuellement rectorat de Caen). Le 1er octobre 1886, le bâtiment est converti en École normale des institutrices. Le bâtiment fait l’objet d’une inscription au titre des monuments historiques depuis le 2 mai 1927. Depuis 1961, l'édifice est la propriété de la ville de Caen. Le rez-de-chaussée sert de salle de réception et le premier étage héberge les archives municipales, le reste du bâtiment étant inoccupé. Le 14 septembre 2013, l'artothèque de Caen est inaugurée dans les bâtiments restaurés.
Architecture
L'ancien logis est aujourd'hui isolé du reste des bâtiments de l'abbaye. Mais à l'origine, il formait le côté ouest d'une grande cour et était relié au reste des bâtiments conventuels par le prétoire.
Le bâtiment de trois niveaux est aujourd'hui long de 47 × 12 mètres. Il a été prolongé en 1864-1865 par l'architecte départemental Léon-Florentin Marcotte de deux travées par un bâtiment néo-gothique en saillie sur la façade et dont le rez-de-chaussée est occupé par une chapelle. Avant cette date, la façade orientale avait déjà été altérée par l'architecte municipale Émile Guy. Les ouvertures basses et irrégulières du rez-de-chaussée ont été modifiées. À l'étage noble, les huit baies en tiers-point, murées pour la plupart, ont été rouvertes et inscrites dans des ogives supportées par des colonnes. Au niveau supérieur, les ouvertures rectangulaires ont été transformées en oculus inscrites dans des arcs décoratifs incrustés. Trois contreforts ont été détruits et la corniche a été refaite à neuf. Enfin, le pignon sud et la tourelle d'escalier centrale ont été repris pour unifier l'ensemble. La façade occidentale, qui s'ouvre sur une cour au pied des anciennes murailles de l'abbaye, n'a pas été concernée par les travaux du XIXe siècle ; elle est percée au rez-de-chaussée par des arcades en plein-cintre et aux niveaux supérieurs par des fenêtres de forme quasiment carrée. Au rez-de-chaussée de l'ancien palais, une grande salle offre un très beau vestige de la construction gothique d'origine : une série de colonnes octogonales, alignées sur un axe central, soutient des voûtes en ogive.
En 2012-2013, le palais a fait l'objet d'un vaste programme de restauration : démolition d'un niveau de plancher dans les combles afin de créer une salle d'exposition avec vue sur la charpente, inversion d'un escalier afin de créer une nouvelle entrée, destruction du mur d'enceinte du XIXe siècle pour créer une esplanade devant le bâtiment, création d'une terrasse accessible au public, etc.

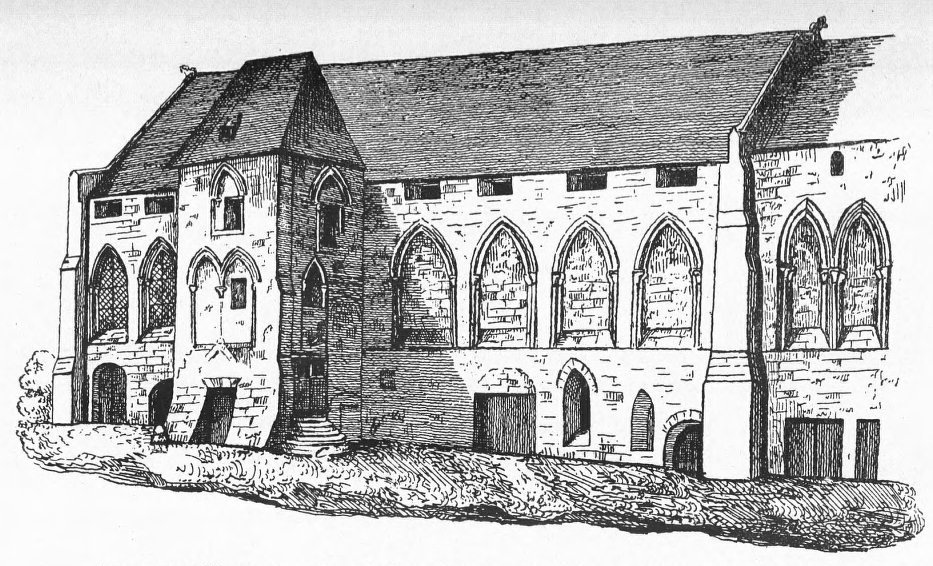
Avant la restauration du XIXe siècle.
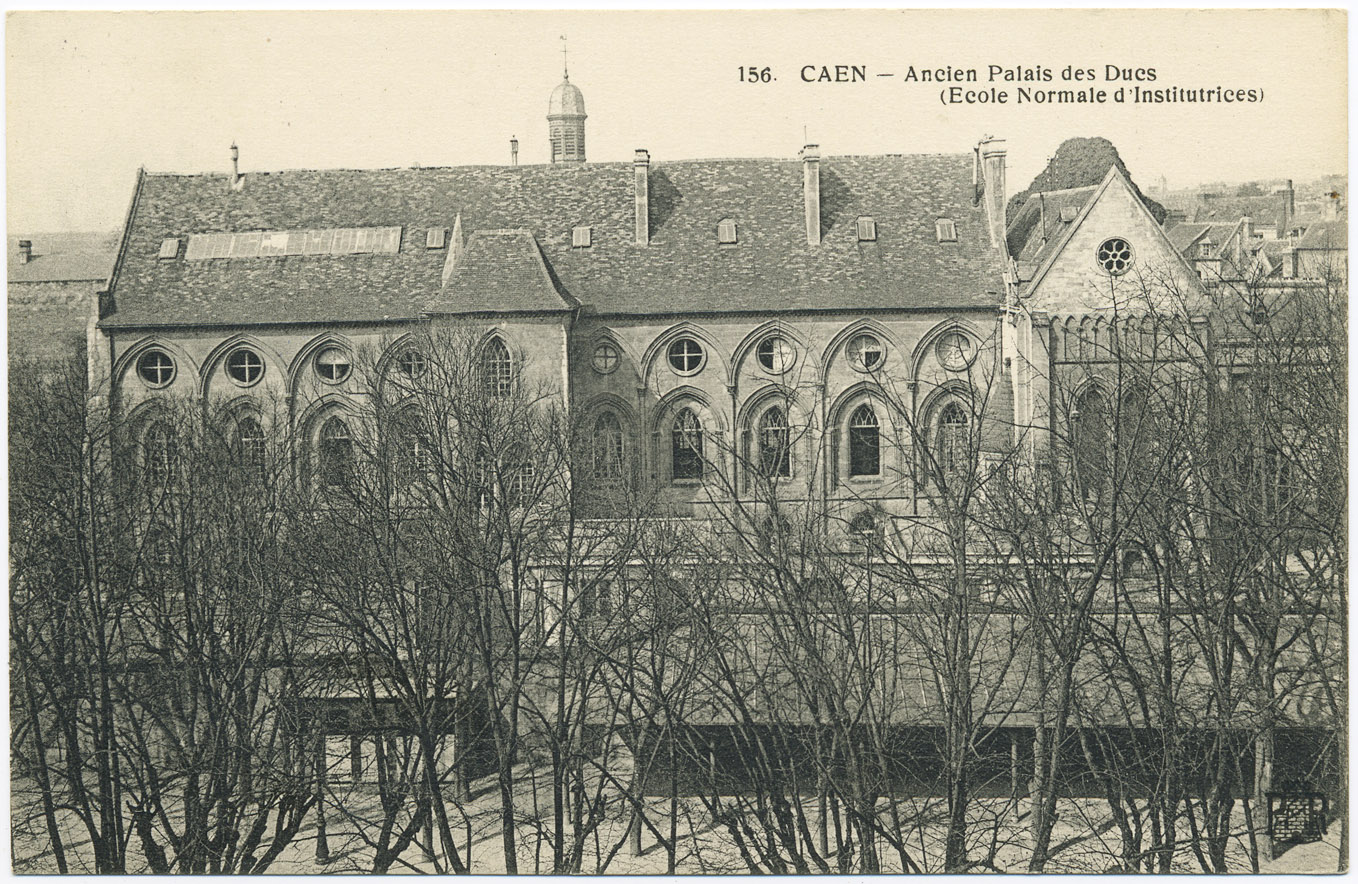
L'ancien palais en 1910.
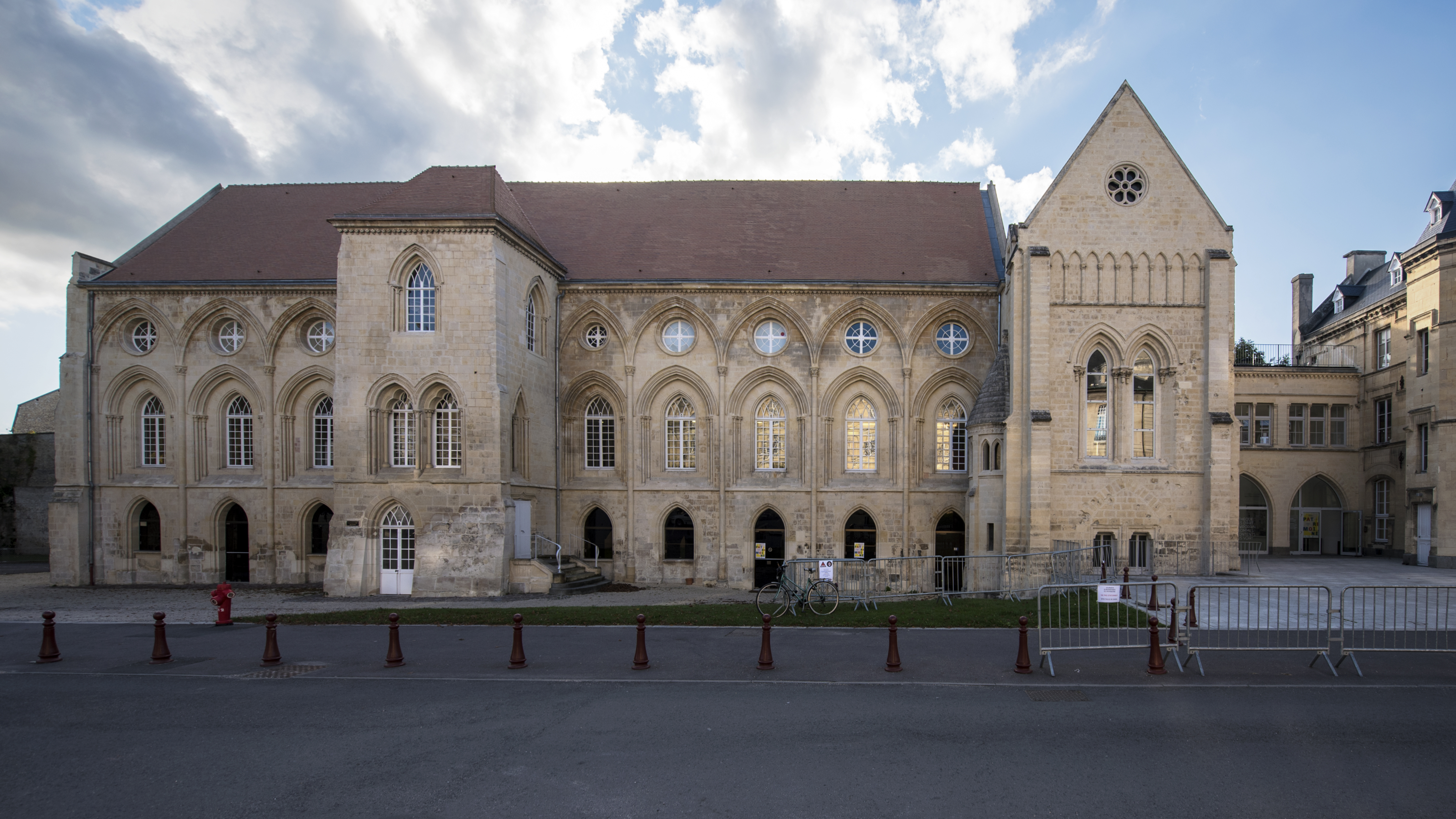
La façade principale en 2017.
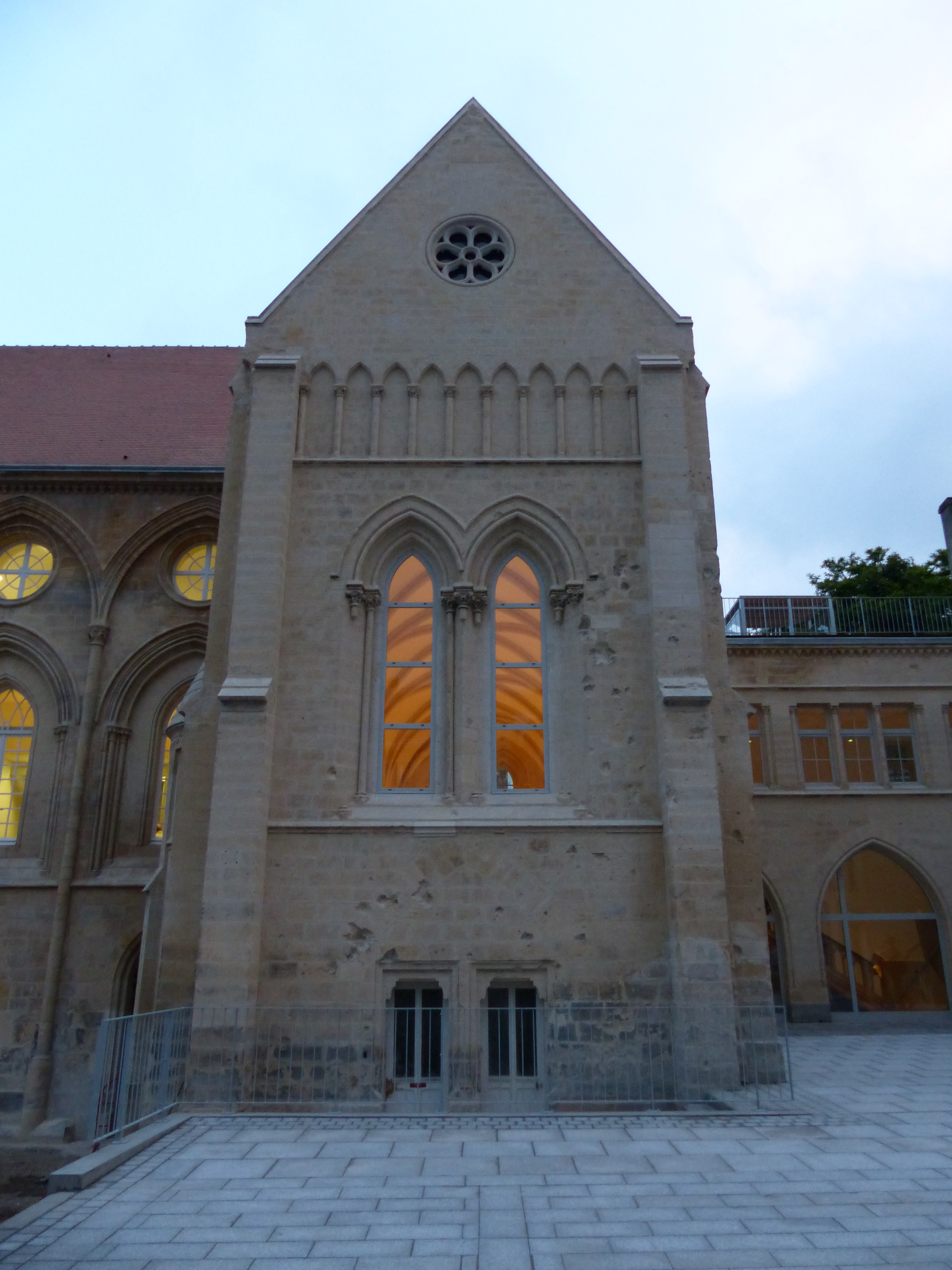
L'ancienne chapelle construite en 1865 après la restauration de 2013.
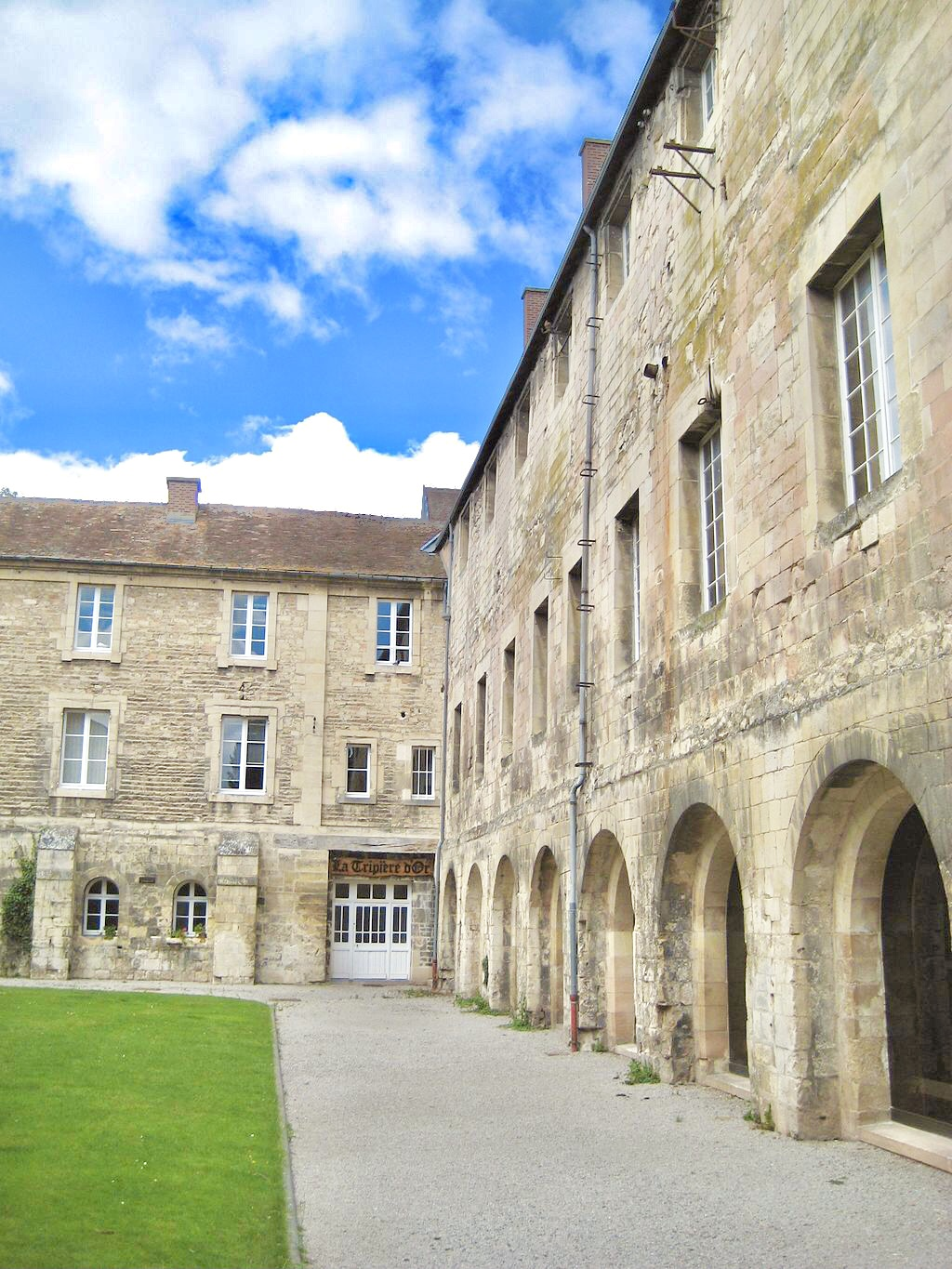
La cour ouest.
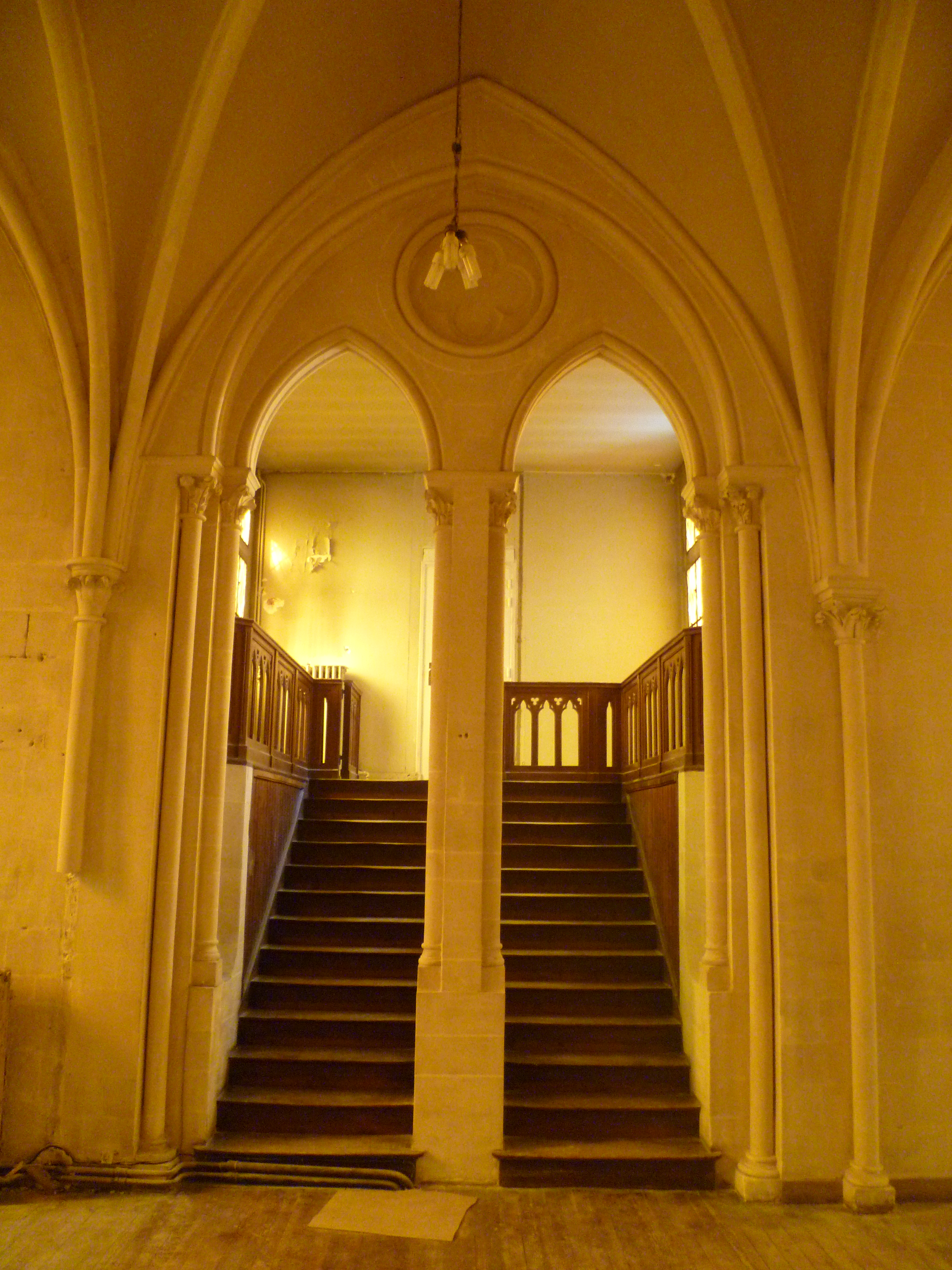
L'ancienne chapelle avant la démolition de l'escalier en 2013.
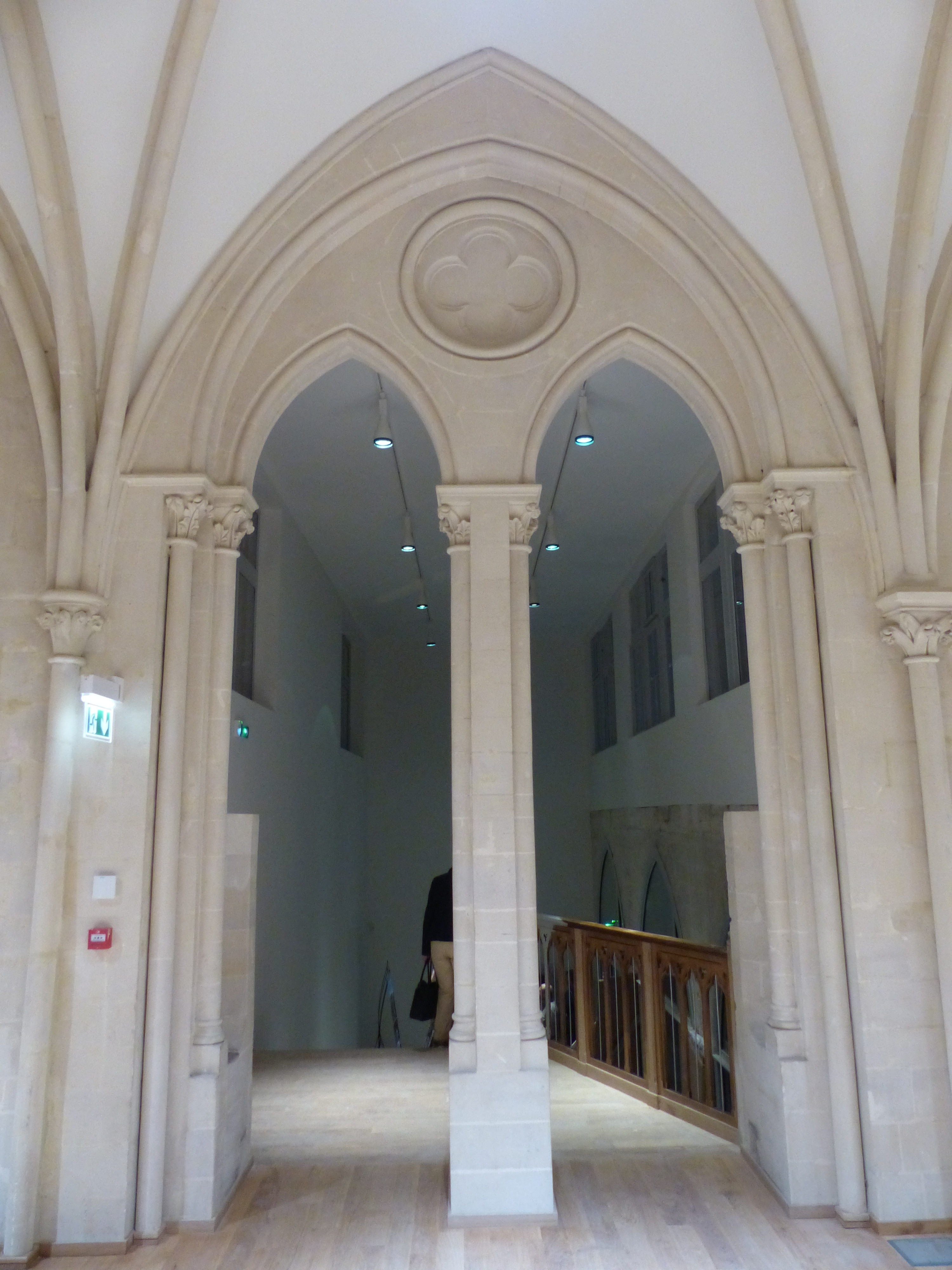
L'ancienne chapelle après la démolition de l'escalier en 2013.
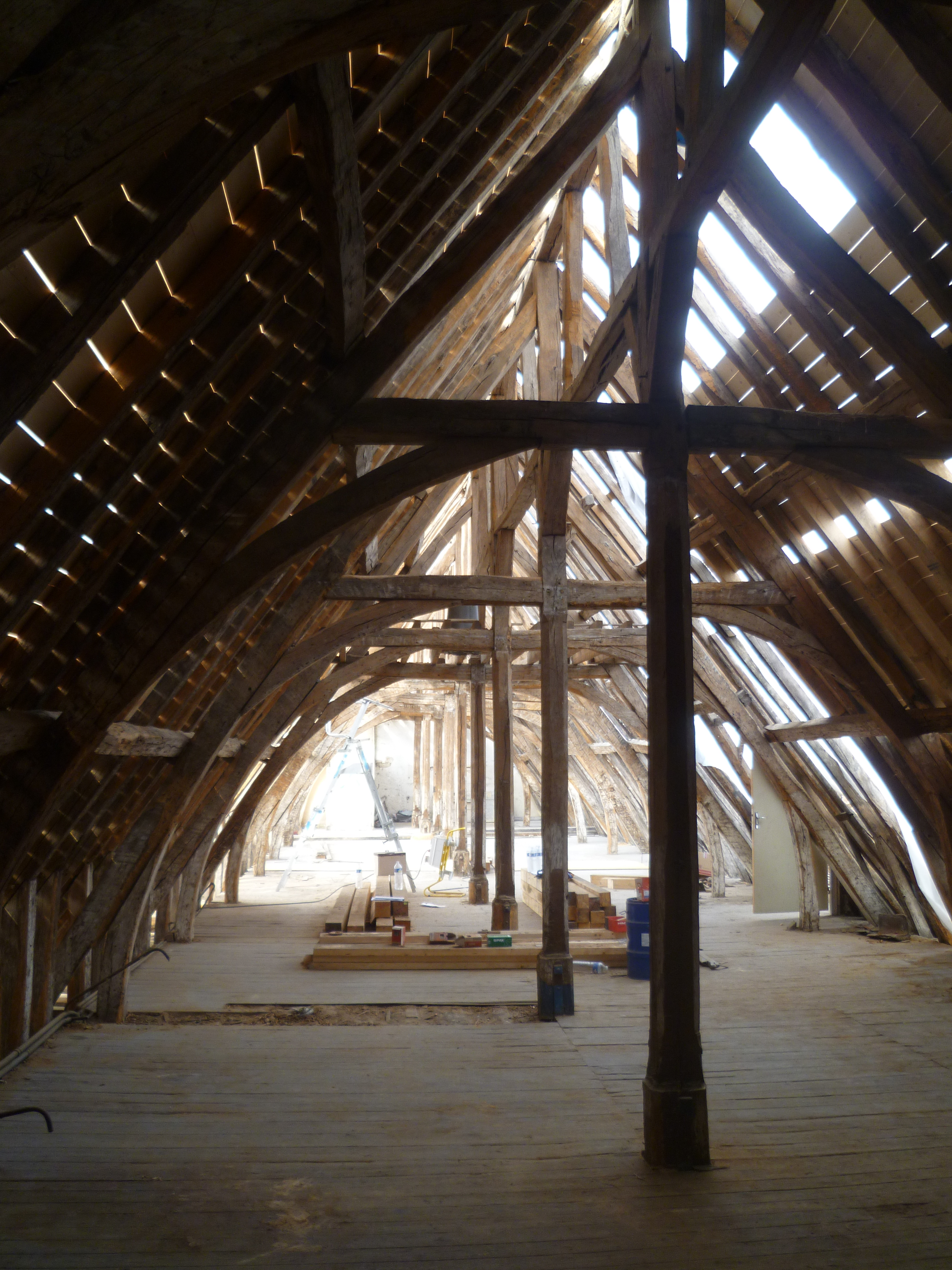
Les combles avant la démolition du plancher en 2013.
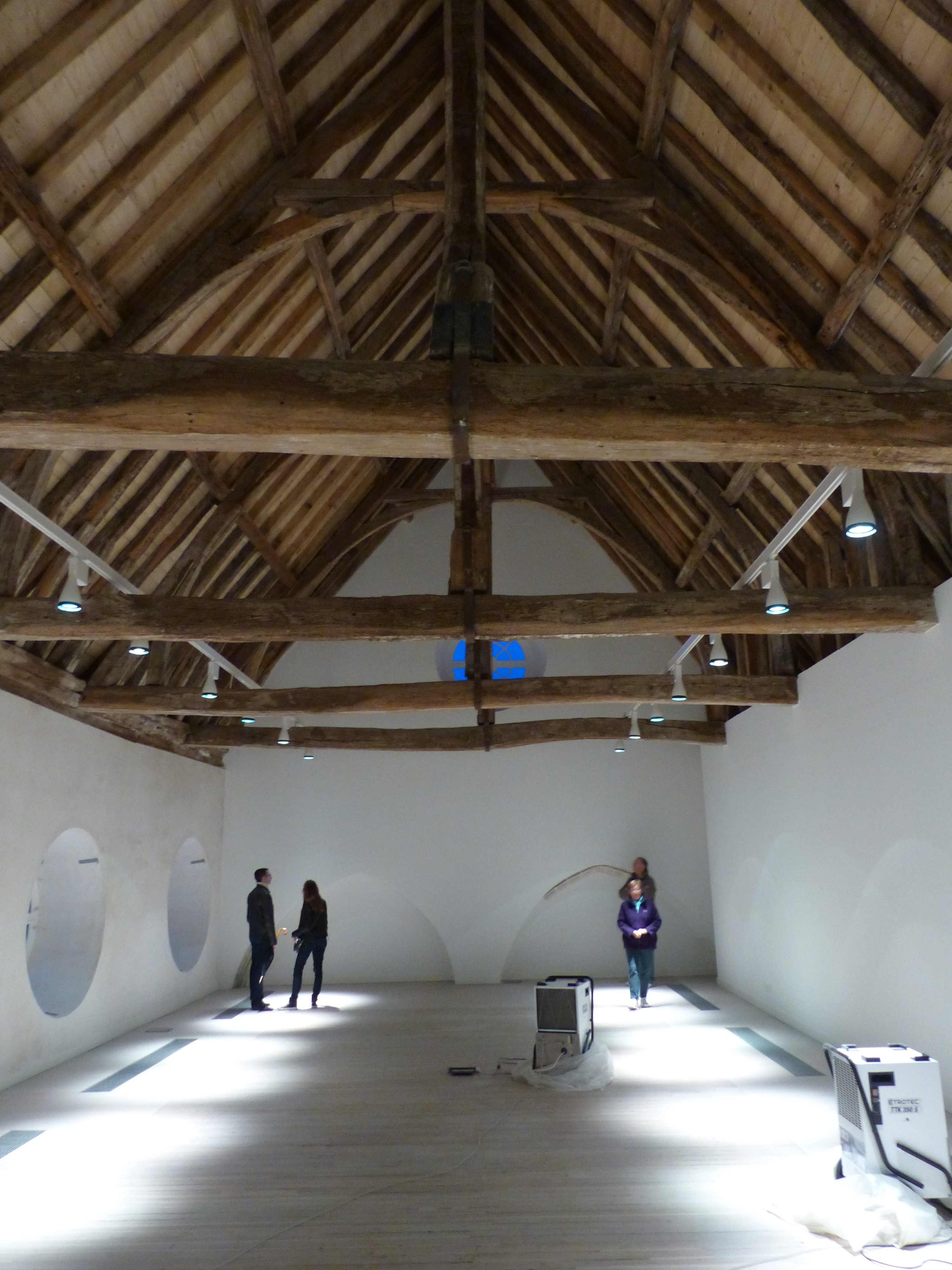
La grande salle d'exposition après démolition du plancher.
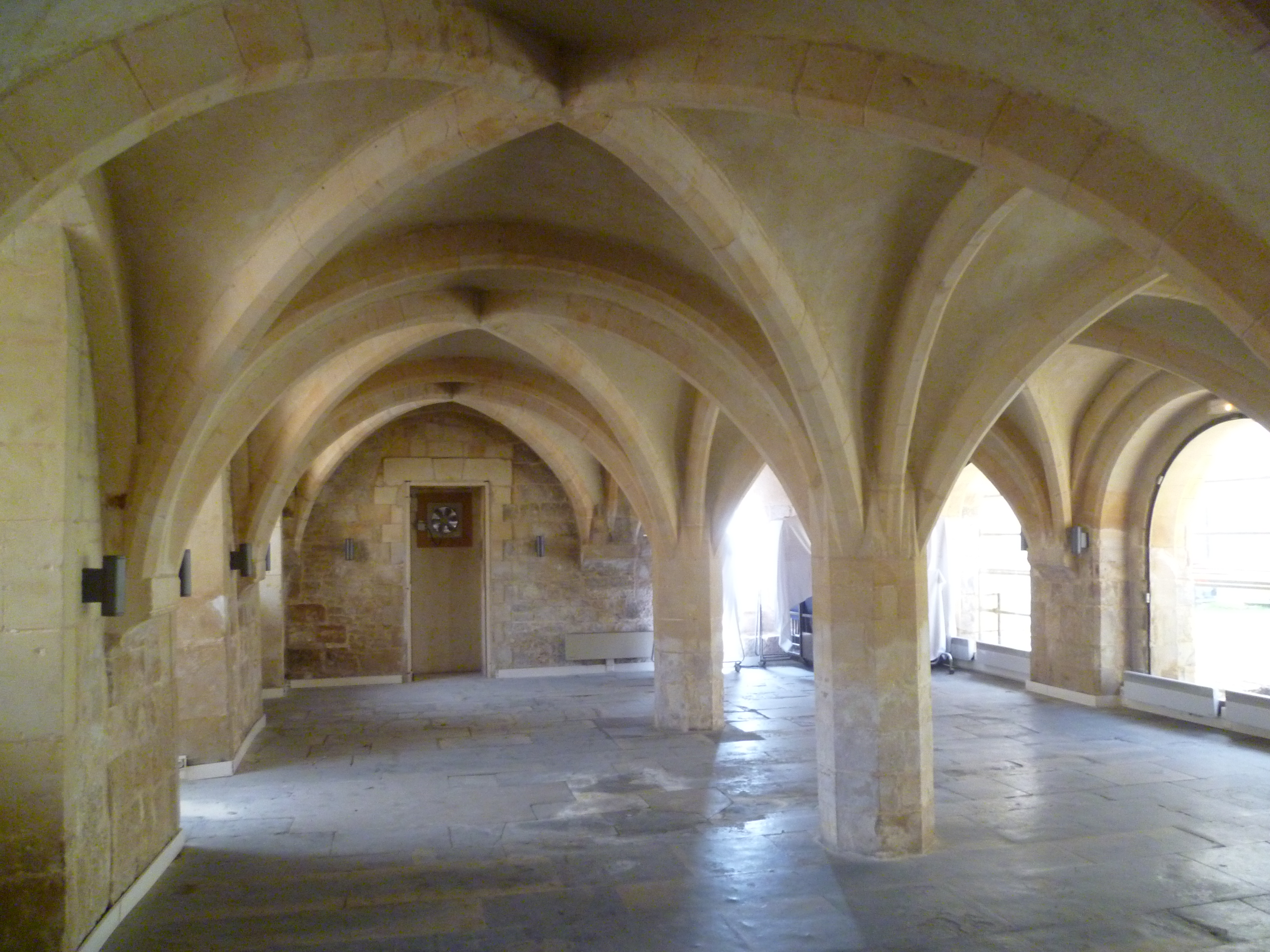
Salle gothique du rez-de-chaussée.

### L'esplanade Jean-Marie Louvel (XVIIIesiècle)
En 1727, un mur de soutènement est construit au sud. Le canal du petit Odon est voûté et les terrains à l'est de l'abbaye sont remblayés de vingt-cinq pieds. Le pied du chevet de l'église Saint-Étienne se trouve de ce fait légèrement enterré. Sur cette grande esplanade, on aménage des jardins à la française, formés de parterres, de bosquets et de labyrinthes. Dans les années 1750, ce jardin est agrandi après que les moines ont reçu la propriété des terrains autrefois occupés par les fossés, les contrescarpes et les fortifications de la ville de Caen.
Quand l'abbaye est transformée en lycée, le jardin connaît de profondes transformations. Il est amputé de sa partie orientale en 1810 afin d'aménager la place du parc (actuelle place Louis-Guillouard). Au nord et au sud-est, sont construits de nouveaux bâtiments dans les années 1820 et 1880. Le reste du terrain est planté de marronniers afin de former un parc à l'usage des élèves du lycée.
Pendant la Seconde Guerre mondiale, des croix rouges sont disposées dans le parc afin de signaler aux bombardiers l'îlot sanitaire aménagé dans le lycée. Un cimetière provisoire est également creusé dans le parc.
Dans les années 1960, l'esplanade, baptisée Jean-Marie-Louvel en l'honneur d'un ancien maire de Caen, est restaurée d'après les plans originaux du XVIIIe siècle et redevient un jardin à la française. Celui-ci prend sa forme actuelle dans les années 1990 après la construction du parking sous la place Louis-Guillouard.

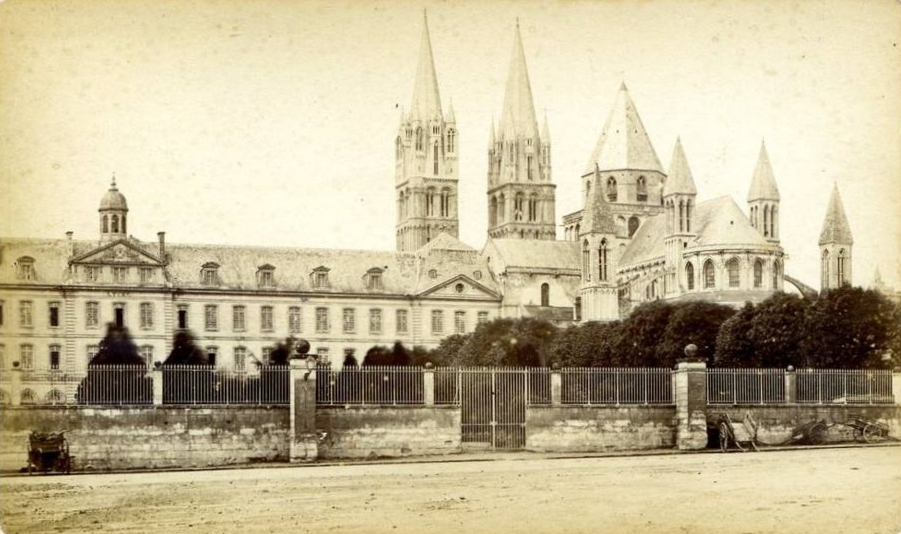
L'esplanade avant 1882.
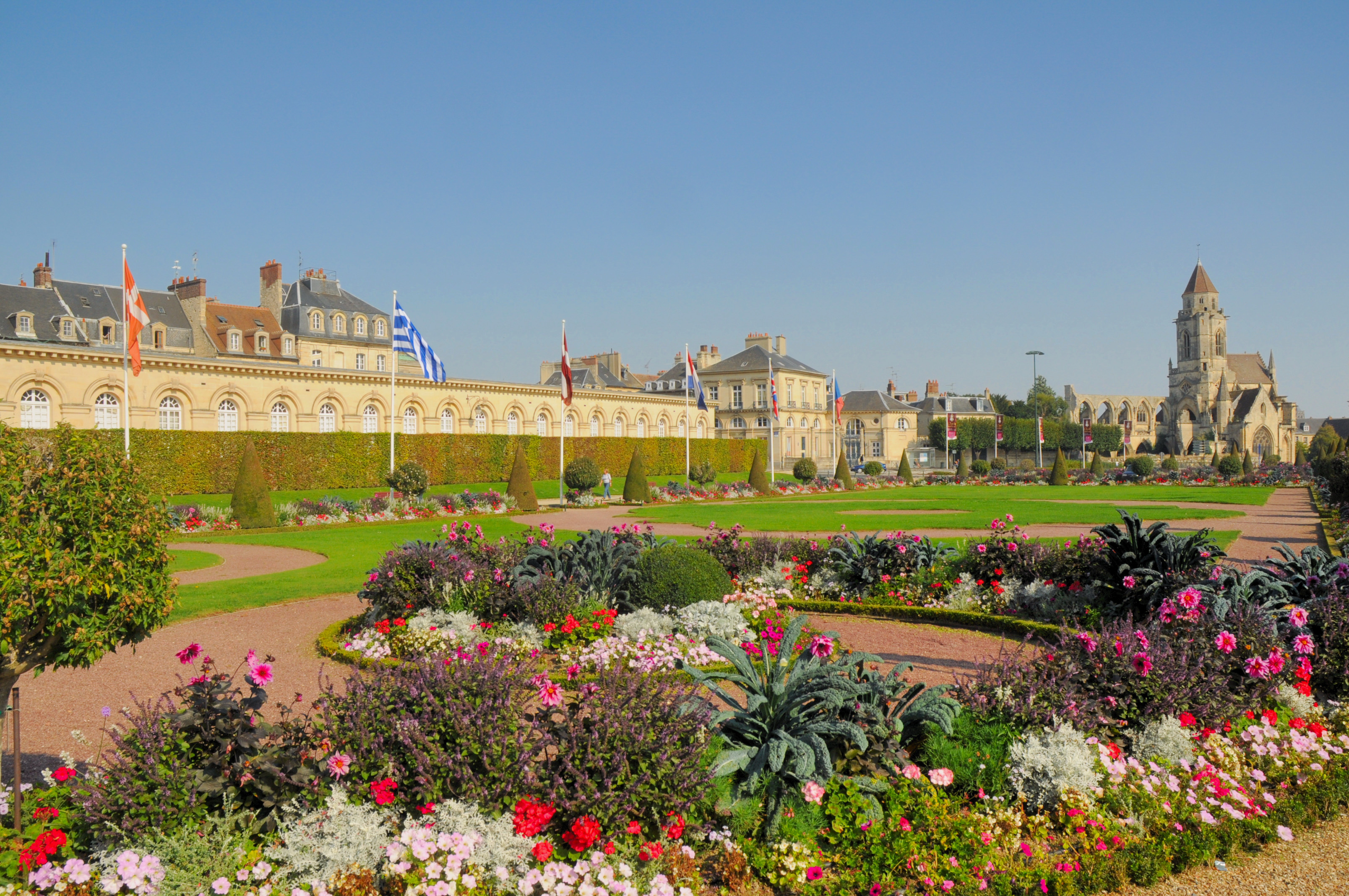
Vue vers l'est.
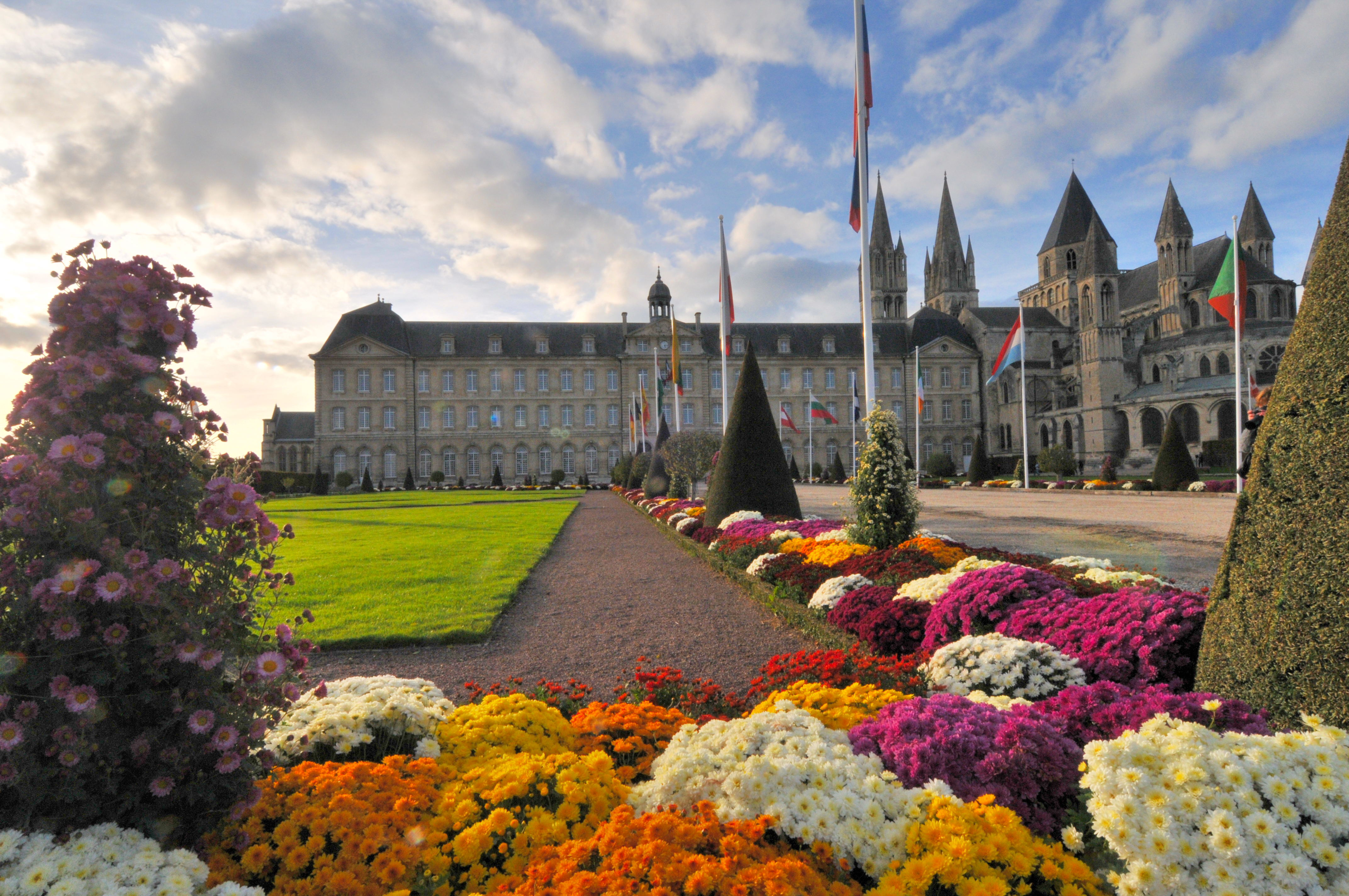
Vue vers l'ouest.

### La boulangerie (XVIIesiècle)
Situé à l'extrémité sud de l'enceinte de l'abbaye, ce petit bâtiment du XVIIe siècle et une partie de l’ancienne charetterie abritent, depuis 1974, les collections du musée d'Initiation à la nature.

### Les fortifications (XIVesiècle)
Des remparts dressés en 1347, et détruit au XVIIIe siècle, il n'en subsiste que des vestiges : une muraille et une tour, rue du Carel, et la tour Guillaume au fond de la cour du palais ducal, rue Lebailly et sur l'esplanade Jean-Marie-Louvel. La tour située dans la cour de l'ancien palais ducal fait l’objet d’une inscription au titre des monuments historiques depuis le 2 mai 1927. La tour de la rue du Carel fait l’objet d’une inscription au titre des monuments historiques depuis le 24 février 1928.
La base de la tour d'angle sud-est a été retrouvée sous l'avenue Albert-Sorel dans le cadre des fouilles archéologiques préventives préalable au chantier du tramway de Caen.

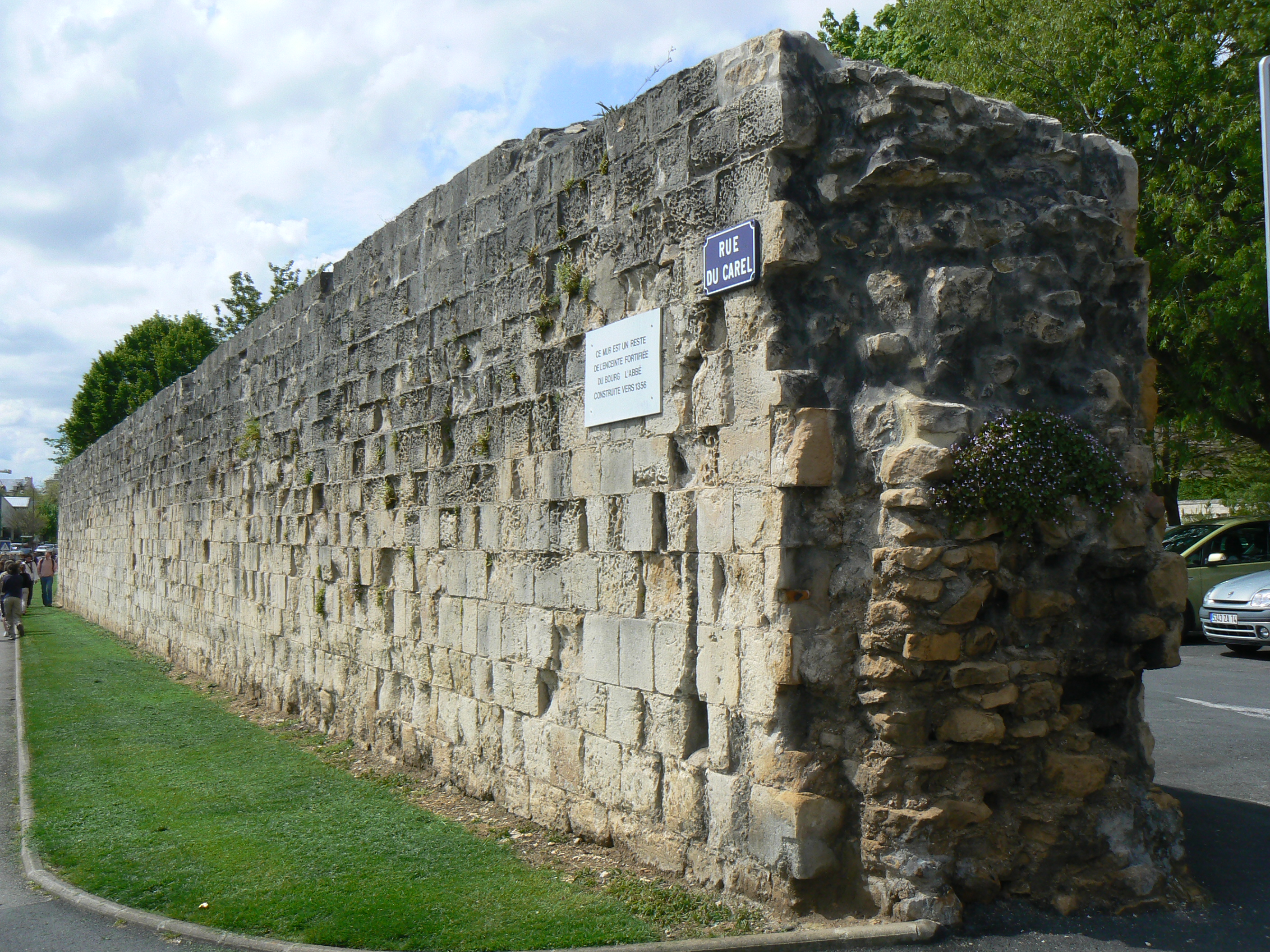
Vestiges des remparts construits au XIVe siècle.
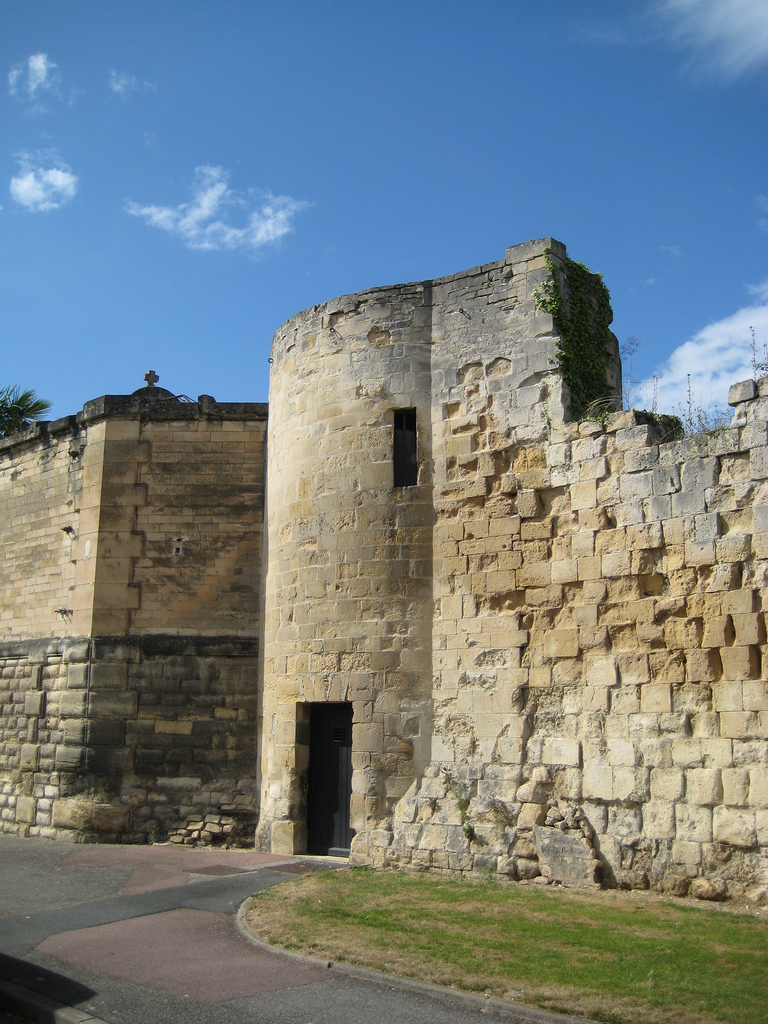
Tour d'angle, rue du Carel.
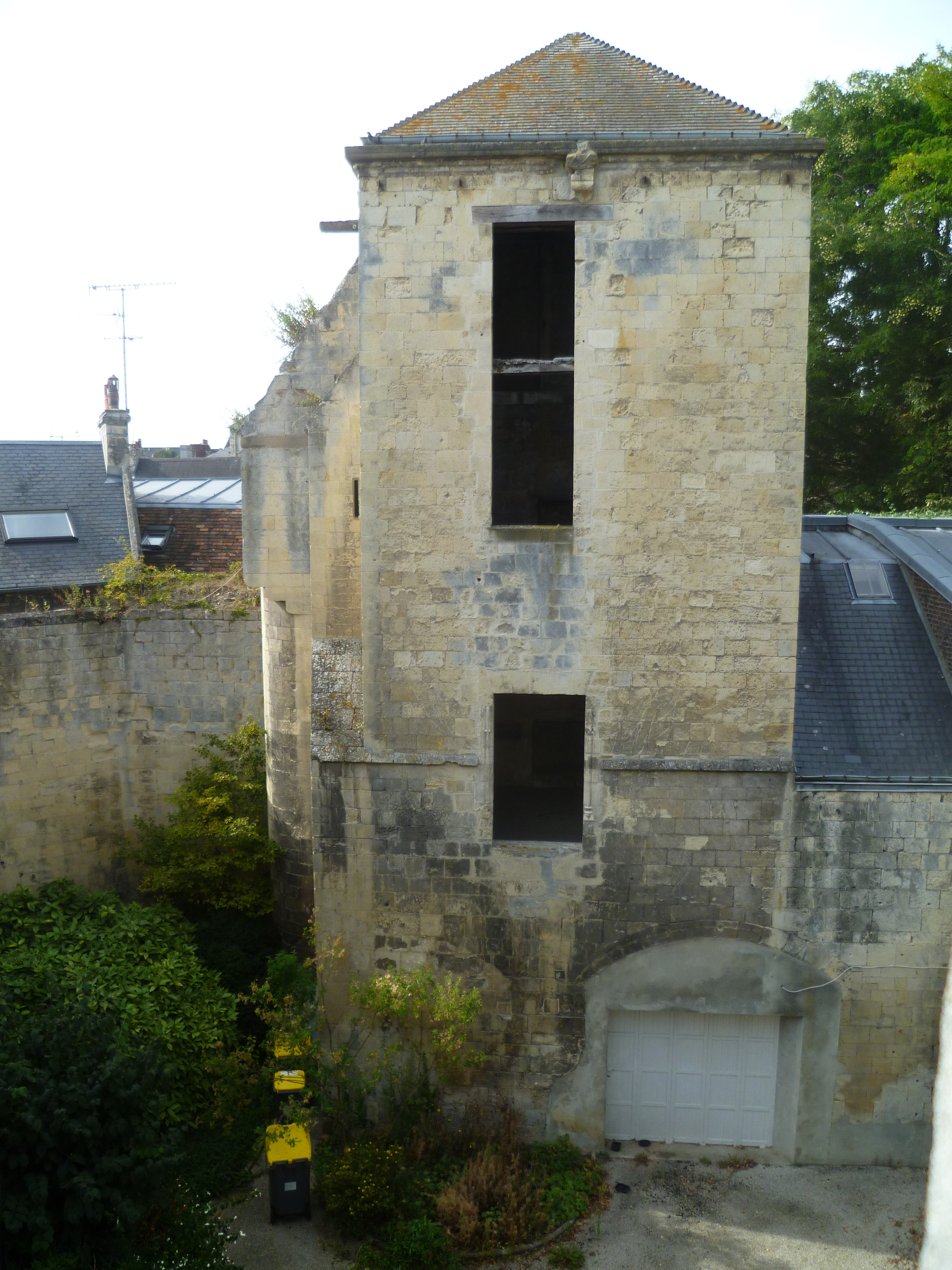
Tour de la rue Lebailly.

### Les sites annexes dans Bourg-l'Abbé
L'hospitalité tenait un rôle important dans l'abbaye. Il existait donc dans le Bourg-l'Abbé des institutions charitables dépendants de l'abbaye.
L'aumônerie était situé plus au nord, vers l'église Saint-Nicolas. La porte monumentale située au 30 rue Bicoquet est le seul élément subsistant. Elle est inscrite par arrêté du 13 juin 1927.
En 1066-1070, Lanfranc fonde une maladrerie dépendante de l'abbaye aux Hommes. Elle était chargée de soigner, ou du moins d'accueillir, les malades du Bourg-l'Abbé, de Venoix et de Saint-Germain-la-Blanche-Herbe. Elle était située dans l'actuel quartier de la Maladrerie..

## Lieu de tournage
En juin 2020, l'équipe de l'émission Secrets d'Histoire a tourné plusieurs séquences à l'abbaye dans le cadre d'un numéro consacré à Guillaume le Conquérant, intitulé Guillaume le Conquérant : à nous deux l'Angleterre !.